# Kroatien
Kroatien (kroatisch Hrvatskaⓘ [xř̩ʋaːtskaː], amtlich Republika Hrvatskaⓘ, d. h. Republik Kroatien) ist ein demokratischer Verfassungsstaat in der Übergangszone von Mittel- bzw. Ostmitteleuropa und Südosteuropa.
Das Staatsgebiet Kroatiens erstreckt sich über ein teils in der Pannonischen Tiefebene liegendes kontinentales Binnenland, verbunden mit einem entlang der östlichen Adria verlaufenden mediterranen Küsten- und Hinterland, welches vom Dinarischen Gebirge als Wasserscheide zwischen Adria und Donau durchzogen wird. Hauptstadt von Kroatien ist Zagreb, die größte Stadt vor Split, Rijeka und Osijek. Neben der Titularnation der Kroaten sind auch nationale Minderheiten Teil des Staatsvolks, von denen die serbische die zahlenmäßig größte ist. 
Die Wirtschaft Kroatiens wird stark vom Tourismus bestimmt, so dass 2019 die Einnahmen daraus 19,2 % des Bruttoinlandsprodukts ausmachten. Kroatien ist Mitglied der Vereinten Nationen, der Europäischen Union, der NATO, der OSZE und der Welthandelsorganisation. Seit 2023 gehört Kroatien zum Schengen-Raum und zur Eurozone.

## Geographie
Das Staatsgebiet umfasst 88.073 km², wovon 56.594 km² auf Land- und 31.479 km² auf Seeterritorium entfallen. Kroatien erstreckt sich über einen kontinentalen Nordteil, zu dem ein Teil der Dinariden und der Pannonischen Tiefebene gehört, und einen langen Küstenstreifen, an deren schmaler Nahtstelle südwestlich von Zagreb sich das Territorium stark verengt. Die östliche Adriaküste wird geographisch im Allgemeinen der Balkanhalbinsel oder Südosteuropa zugeordnet. Der Ständige Ausschuss für geographische Namen empfahl 2005 die Zuordnung Kroatiens zu Mitteleuropa auf Grund eines kulturräumlichen Mitteleuropabegriffs. Für einige Kroaten ist diese Zuordnung ein Mittel der Abgrenzung von der negativ konnotierten „Krisenregion“ Balkan. Die Gebiete entlang der Adriaküste werden auch Südeuropa zugeordnet.

### Grenzen
Kroatien grenzt im Nordwesten an Slowenien, im Norden an Ungarn, im Nordosten an Serbien, im Osten an Bosnien und Herzegowina und im Südosten an Montenegro. Der südlichste Teil des Küstengebietes ist durch den zu Bosnien und Herzegowina gehörenden, etwa 7,5 km breiten Neum-Korridor räumlich vom übrigen Staatsgebiet getrennt. Diese Region um Dubrovnik bis zur Grenze zu Montenegro, ist seit 2022 innerstaatlich über die Pelješac-Brücke erreichbar.
Die Gesamtlänge der Landgrenzen beträgt 2197 km. Davon entfallen auf die Grenze zu Slowenien 670, auf die Grenze zu Ungarn 329, zu Bosnien und Herzegowina 932, zu Serbien 241 und auf die Grenze zu Montenegro 25 km. In der Nordadria ist die Seegrenze zu Slowenien umstritten (siehe: Internationale Konflikte der Nachfolgestaaten Jugoslawiens). Die Länge der adriatischen Küstenlinie (Festland) beträgt 1778 Kilometer, mit den zahlreichen Inseln sogar 6176.
Die geringste Entfernung zwischen Italien und Kroatien beträgt 20 km (durch einen kleinen Landstreifen Sloweniens getrennt), während die südlichste Halbinsel Prevlaka 69 km von Albanien entfernt liegt.

### Klima

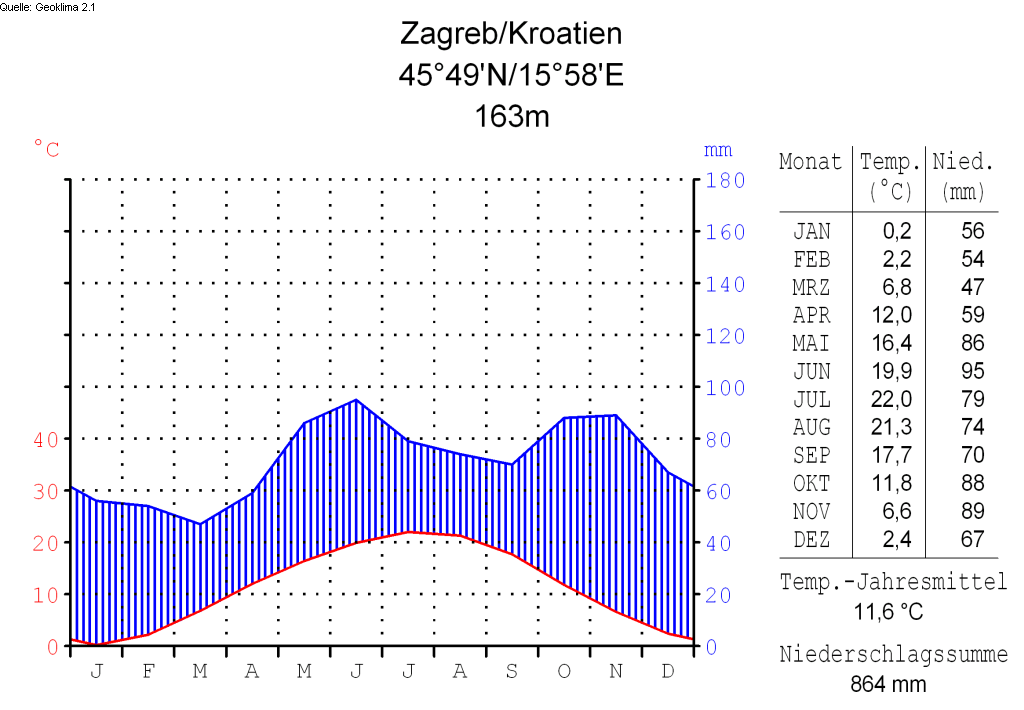
Klimadiagramm, 2007

Im Landesinneren bzw. Nordosten Kroatiens herrscht vor allem kontinentales Klima vor. Die mittlere Tageshöchsttemperatur im Sommer betrug im Tiefland um die Jahrtausendwende etwa 28 °C, im Winter 5 °C. Die durchschnittlichen Tiefsttemperaturen lagen im Winter unter 0 °C. Der Jahresniederschlag betrug etwa 750 mm.
Das Klima an der Adria hingegen ist wesentlich feuchter und es herrscht mediterranes Klima vor. Die Sommer sind also meist sonnig und trocken mit durchschnittlichen Höchsttemperaturen um 30 °C, während die Winter regenreich und mild sind (durchschnittliche Tageshöchstwerte um 10 °C). Im nördlichen Küstenabschnitt kommen Nachtfröste im Winter gehäuft vor, während dies im Südteil nur an wenigen Tagen der Fall ist. Der Jahresniederschlag an der Küste ist mit rund 1000 mm etwas höher als im Landesinneren. Die jährlichen Niederschlagssummen im kroatischen Teil des dinarischen Gebirges belaufen sich auf Werte zwischen 1000 und 2000 mm.
Ein besonderes Wetterphänomen sind die gelegentlich in der Küstenregion auftretenden kalten Fallwinde Bora, die zu den stärksten der Welt zählen.

### Landschaftszonen
Nach Reliefformen und Klimazonen lässt sich Kroatien in drei Landschaftszonen einteilen.

#### Pannonische Tiefebene
Die pannonische Tiefebene besteht überwiegend aus Flachland, unterbrochen von einigen Mittelgebirgen. Sie wird über die Save und Drau und deren Nebenflüsse zur Donau hin entwässert. In diesem Teil des Landes herrscht gemäßigtes Kontinentalklima. Diese Landschaftszone lässt sich in Nordkroatien und Slawonien untergliedern. Nordkroatien umfasst das ostmitteleuropäisch geprägte Gebiet von der Kupa bis zur ungarischen Grenze: das Flachland längs der Save und Kupa um die Städte Zagreb, Karlovac und Sisak, das heute demografisch und wirtschaftlich das Zentrum des Landes bildet, das Gebirgsland des Zagorje (auf Deutsch: Zagorien) nördlich der Hauptstadt Zagreb und das Međimurje im nördlichsten Zipfel des Landes zwischen Drau und Mur. Slawonien ist das Flachland entlang der Flüsse Save und Drau bis zur Donau im Osten. Zu diesem werden oft die Baranja (nördlich des Unterlaufes der Drau) und West-Syrmien (Zapadni Srijem) (der Ostzipfel Kroatiens zwischen Donau und unterer Save) gezählt.

#### Dinarische Gebirgsregion

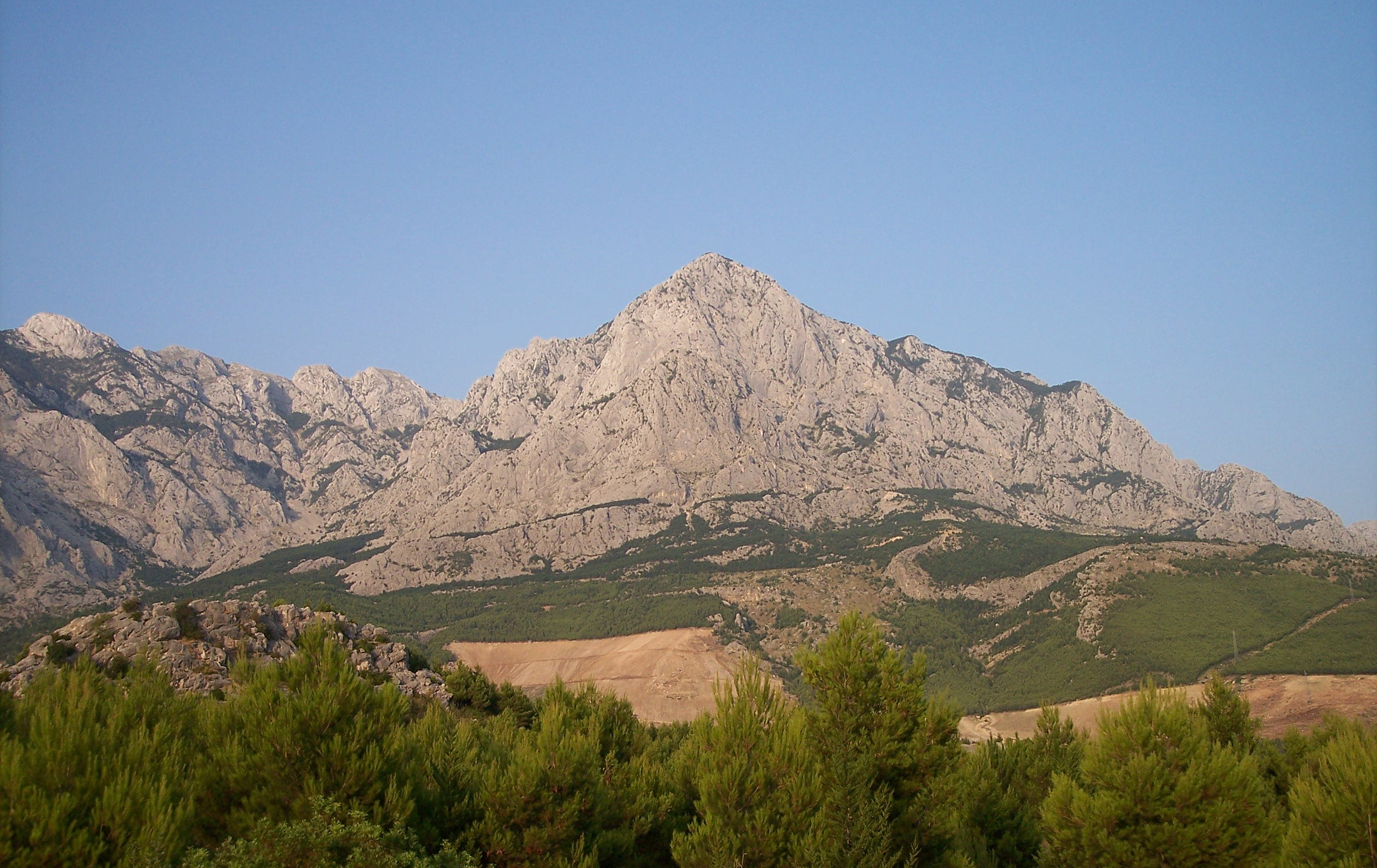
Abschnitt des Biokovo-Gebirges, ein Teil der Dinarischen Alpen

Die dinarische Gebirgsregion (auch Mittleres Kroatien oder Kroatisches Hügelland genannt) wird von Mittel- und einzelnen Hochgebirgen geprägt, welche die Wasserscheide zwischen Donau und Adria bilden, wobei einzelne Täler auch vollständig abflusslos sind. Dort herrscht Gebirgsklima. Zu dieser Landschaftszone gehören das Gebirgsland des Gorski kotar zwischen Rijeka und Karlovac, die Hochtäler Lika und Krbava zwischen dem entlang der Küste verlaufenden Gebirgszug des Velebit und dem Grenzgebiet zu Westbosnien sowie ein Teil des Hinterlandes Dalmatiens (Zagora, Biokovo-Gebirge).

#### Adriatische Küstenregion

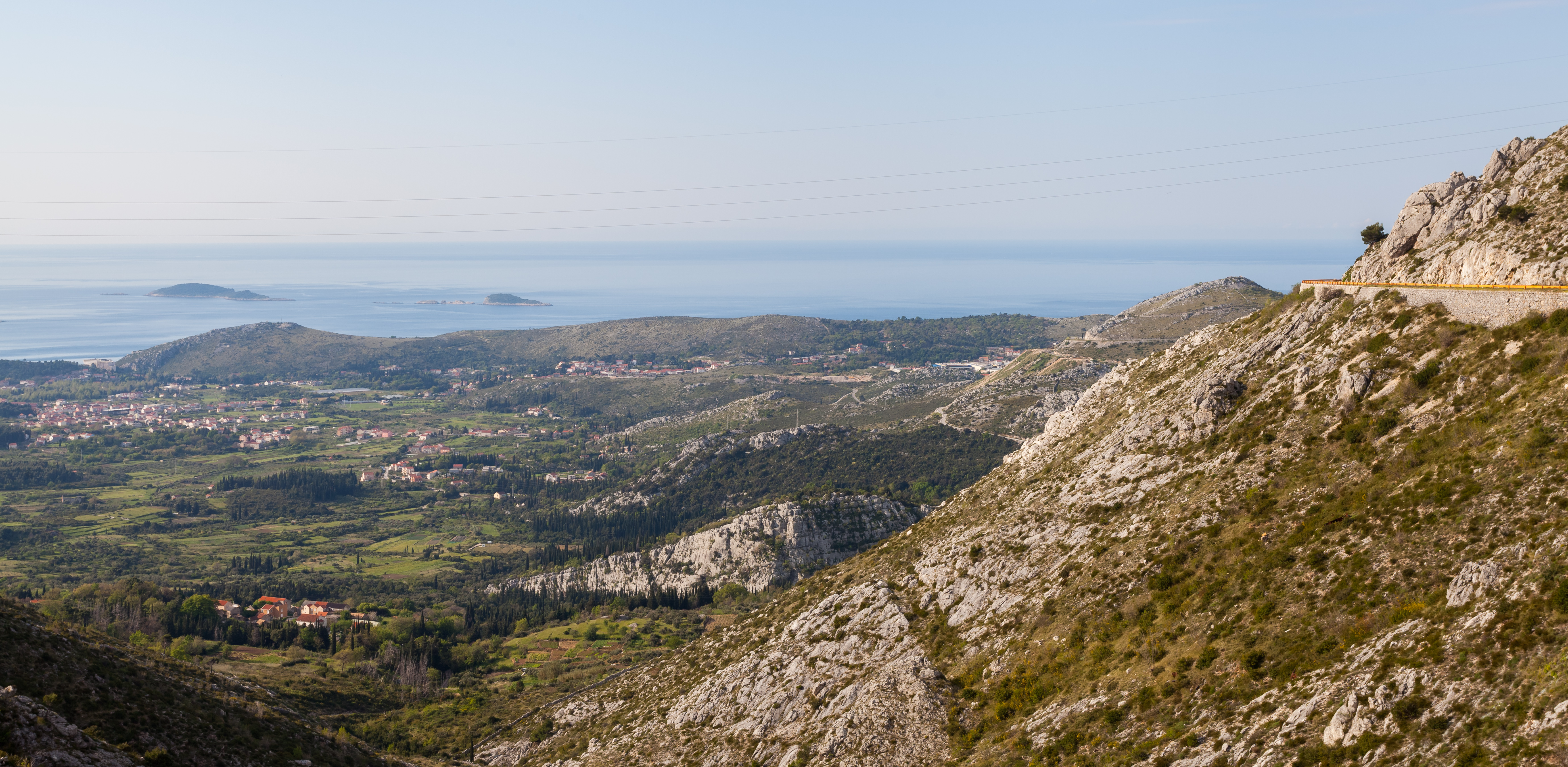
Küstenregion in der Gespanschaft Dubrovnik-Neretva

Die adriatische Küstenregion besteht zu großen Teilen aus verkarsteten Flächen. Sie ist von mediterranen Einflüssen geprägt. Die Breite des Küstenstreifens variiert stark. Während sie an einigen Stellen (unterhalb des Velebit und des Biokovo-Gebirges) nur wenige Kilometer beträgt, reicht sie an anderen Stellen weiter ins Landesinnere. Die Mehrzahl der in die Adria mündenden Flüsse ist relativ kurz; lediglich der Einzugsbereich der aus Bosnien und Herzegowina kommenden Neretva erstreckt sich weiter ins Landesinnere. Die adriatische Küstenregion lässt sich von Norden nach Süden in die historischen Regionen Istrien, Kroatisches Küstenland um Rijeka und Senj mit den Inseln der Kvarner-Bucht und Dalmatien untergliedern – die zerklüftete Küste südwärts ab etwa Zadar einschließlich der vorgelagerten Inseln und des gebirgigen Hinterlandes.

### Größte Inseln

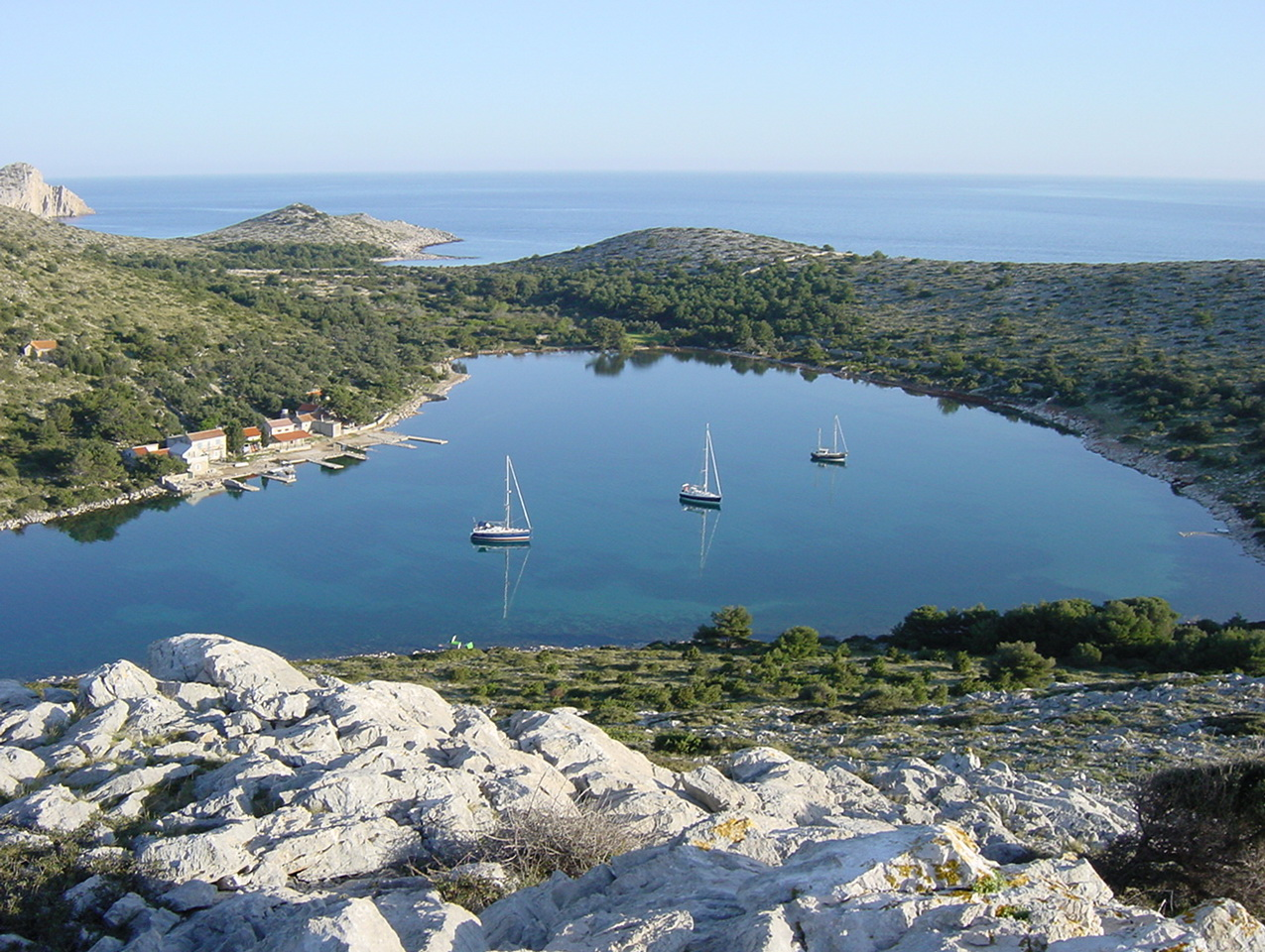
Kornati-Inselarchipel

Zu Kroatien gehören insgesamt 1246 Inseln, von denen 47 dauerhaft bewohnt sind.
| Nr. | Insel     | Fläche [km²] | Einwohner |
| --- | --------- | ------------ | --------- |
| 1.  | Cres      | 405,78       | 3.184     |
| 2.  | Krk       | 405,78       | 17.860    |
| 3.  | Brač      | 395,44       | 14.031    |
| 4.  | Hvar      | 299,66       | 11.103    |
| 5.  | Pag       | 284,56       | 8.398     |
| 6.  | Korčula   | 276,03       | 16.182    |
| 7.  | Dugi Otok | 114,44       | 1.772     |
| 8.  | Mljet     | 100,41       | 1.111     |
| 9.  | Rab       | 90,84        | 9.490     |
| 10. | Vis       | 90,26        | 3.617     |
| 11. | Lošinj    | 74,68        | 7.771     |
| 12. | Pašman    | 60,11        | 2.711     |
| 13. | Šolta     | 58,17        | 1.479     |
| 14. | Ugljan    | 51,04        | 6.182     |
| 15. | Lastovo   | 40,82        | 835       |

### Höchste Berge

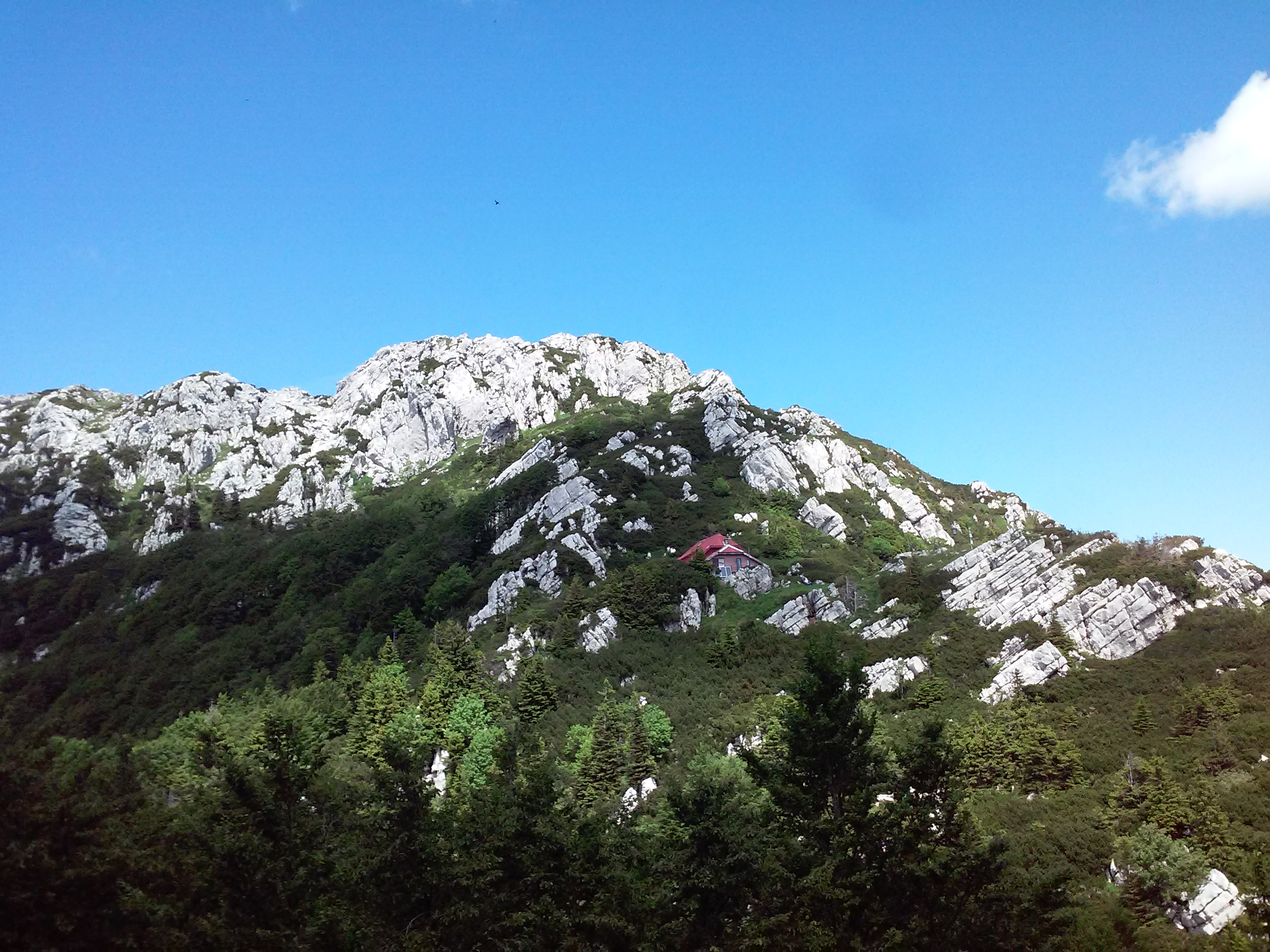
Der Risnjak bildet zugleich einen kroatischen Nationalpark

| Nr. | Name                   | Höhe [m] | Gebirge                  |
| --- | ---------------------- | -------- | ------------------------ |
| 1.  | Dinara (Sinjal)        | 1831     | im Dinara-Gebirge        |
| 2.  | Sveti Jure (St. Georg) | 1761     | im Biokovo-Massiv        |
| 3.  | Vaganski Vrh           | 1751     | im Velebit-Gebirge       |
| 4.  | Ozeblin                | 1657     | im Plješevica-Gebirge    |
| 5.  | Bjelolasica-Kula       | 1533     | im Velika-Kapela-Gebirge |
| 6.  | Risnjak                | 1528     | im Risnjak-Gebirge       |
| 7.  | Svilaja                | 1508     | im Svilaja-Gebirge       |
| 8.  | Snježnik               | 1506     | im Snježnik-Gebirge      |

### Gewässer

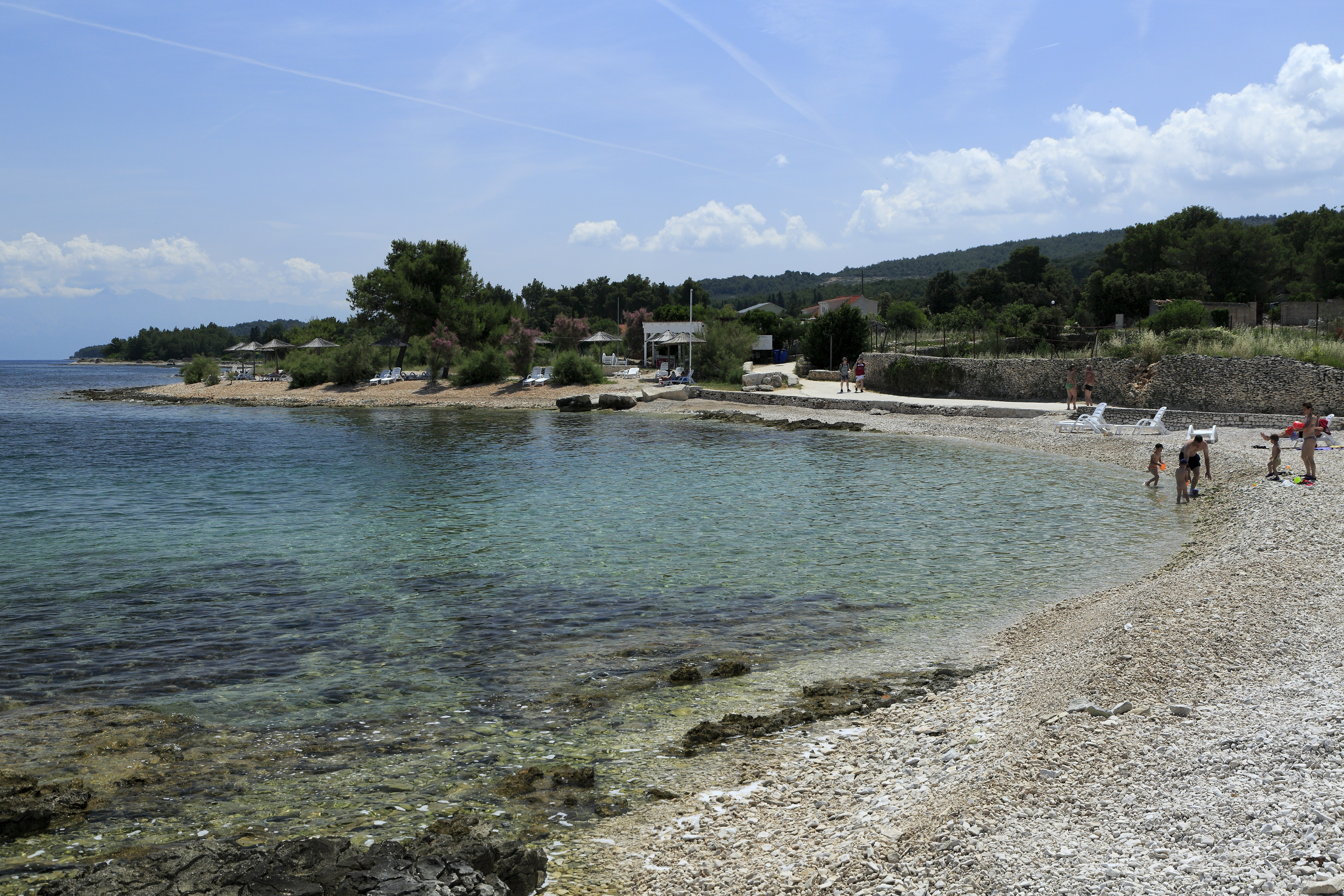
53 Strände und 26 Marinas sind in Kroatien 2021 mit einer Blauen Flagge gekennzeichnet

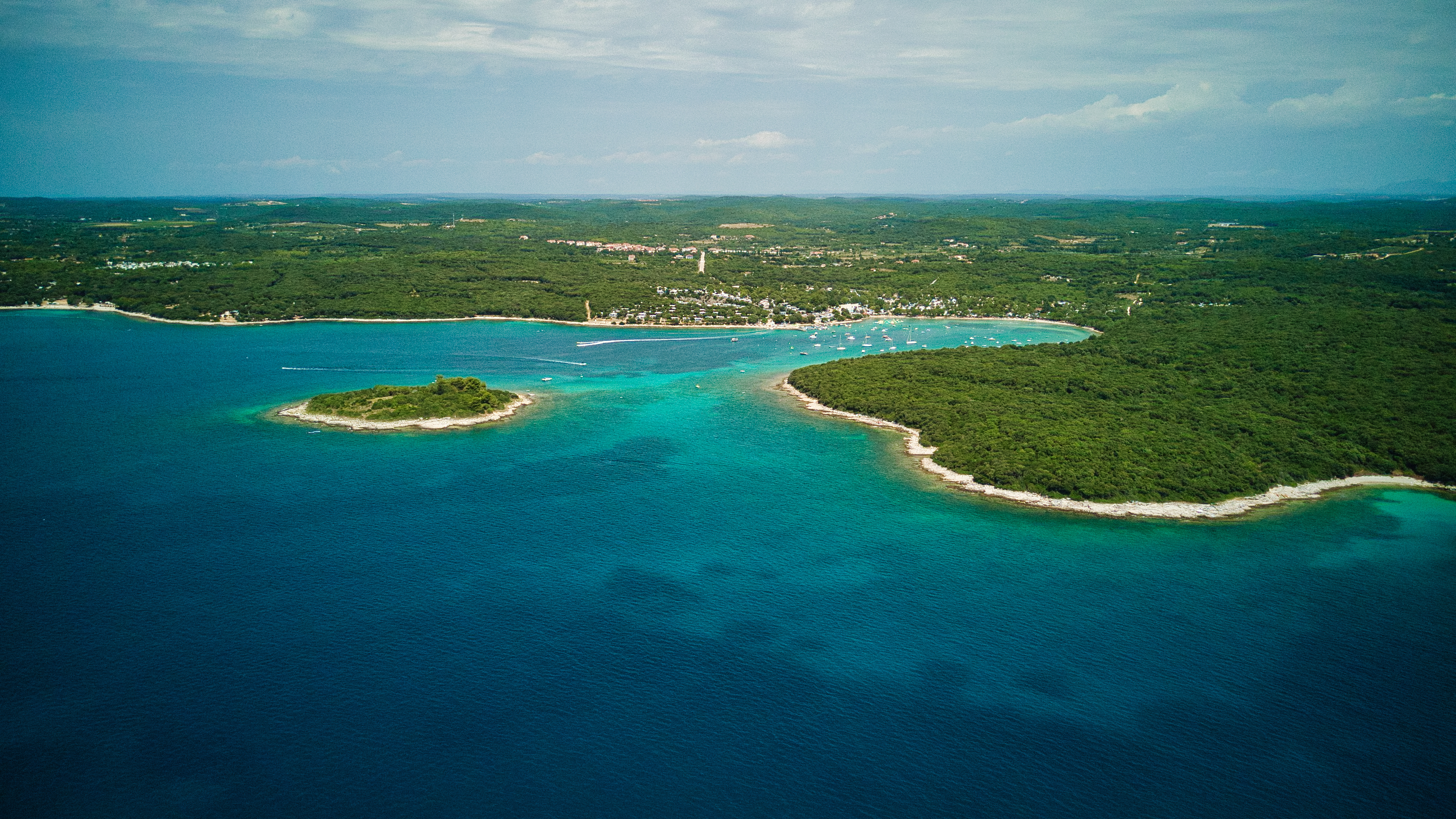
Bucht bei Rovinj aus der Luft

Kroatien gehört laut Analyse der FAO zu den 30 wasserreichsten Staaten der Welt und nimmt europaweit den dritten Platz mit insgesamt 32.818 Kubikmetern an erneuerbaren Wasserreserven pro Kopf und Jahr ein. Der Weltwasserentwicklungsbericht 2005 (World Water Development Report) der Vereinten Nationen spricht von 23.890 Kubikmetern an entsprechenden Wasserreserven.
Schon 1891 verabschiedete das Parlament ein Wasserrechtsgesetz des Königreiches von Kroatien und Slawonien, das Regelungen für Gewässer, Flussbetten, die Küste, die Wassernutzung, die Regulierung von Wasserflüssen wie auch den Flutschutz, Wasserschutz, Wasserschutzvereinigungen etc. vorsieht.

#### Seen
Die vier größten Seen Kroatiens sind:
| Nr. | Name               | Fläche   | Hinweis                                |
| --- | ------------------ | -------- | -------------------------------------- |
| 1.  | Vransko jezero     | 30,7 km² |                                        |
| 2.  | Dubravsko jezero   | 17,1 km² |                                        |
| 3.  | Peruća-See         | 13,0 km² | am Cetina-Fluss, kroat. Peručko jezero |
| 4.  | Prokljansko jezero | 11,1 km² |                                        |

Die bekanntesten Seen sind die Plitvicer Seen.

#### Flüsse
Die Mehrzahl der Flüsse entwässert in das Schwarze Meer (Donau, Save, Drau, Mur, Kupa und Una), die restlichen in die Adria (Zrmanja, Krka, Cetina und Neretva). Die Flüsse im Norden sind sehr verschmutzt, am stärksten davon die Save zwischen Zagreb und Sisak.
Die längsten Flüsse sind die Save (kroat.: Sava, 562 km) sowie die Drau (kroat.: Drava, 505 km). Diese Flüsse bilden zu großen Teilen die Grenzen zu Bosnien-Herzegowina bzw. zu Ungarn. Beide Flüsse fließen zur Donau, dabei ist die Save der wasserreichste, die Drau der viertwasserreichste Nebenfluss der Donau. Die Donau trennt Kroatien von der serbischen Provinz Vojvodina. Der kroatische Anteil am Fluss lieg bei 188 km, zudem grenzt Kroatien fast ausschließlich an die rechte Donauseite.
Die Kupa (slowenisch: Kolpa, 269 km) bildet einen Großteil der Grenze zu Slowenien. Sie mündet in Sisak in die Save, die ab dort schiffbar ist. Weitere Flüsse sind die Korana, Krapina, Lonja, Mur sowie die Vuka.
Die Flüsse aus den Dinariden zur Adria sind eher kurz, mit Ausnahme der Neretva.

## National- und Naturparks
Kroatien verfügt über acht Nationalparks und elf geschützte Naturparks. Insgesamt stehen 450 Gebiete, davon 79 Sonderreservate (botanische, geomorphologische, ornithologische, Meeres- und Waldreservate) unter Naturschutz. Insgesamt sind 5846 km² bzw. 10 % der Festlandsfläche Kroatiens geschützt, bei Zuzählung der geschützten Gewässer ergeben sich 6129 km². Kroatien hat Anteile am Grünen Band Europas.

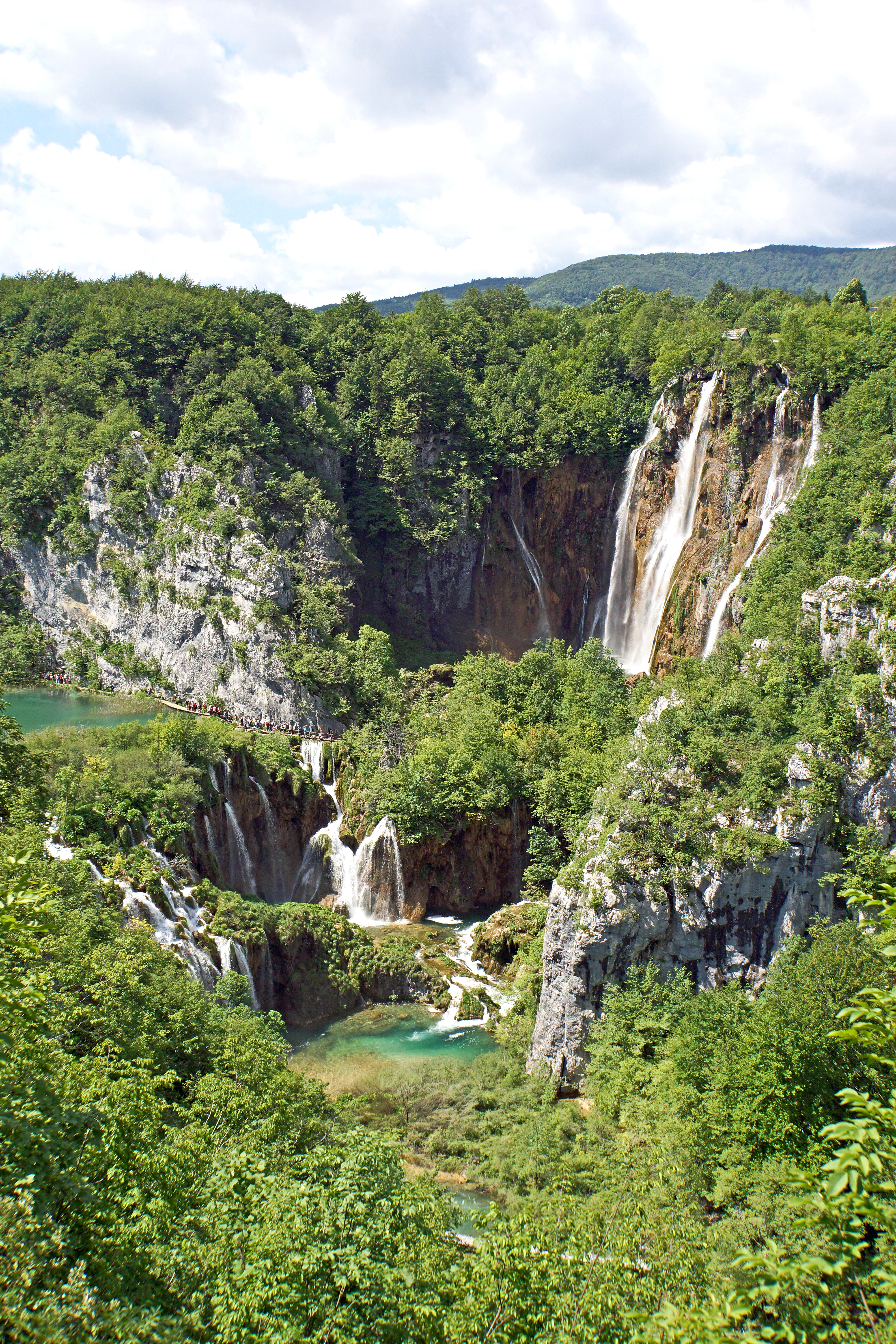
Nationalpark Plitvicer Seen (UNESCO-Weltnaturerbe)

### Nationalparks
| Nr. | Name                            | Beschreibung |
| --- | ------------------------------- | --- |
| 1.  | Nationalpark Plitvicer Seen     | kroatisch Plitvička jezera (Wasserfälle), Nationalpark seit 1949, UNESCO-Weltnaturerbe seit 1979, u. a. Schauplatz der Winnetou-Filme |
| 2.  | Nationalpark Paklenica          | Klettermöglichkeiten, Karsthöhlen, Nationalpark seit 1949                                                                             |
| 3.  | Nationalpark Risnjak            | in der Gebirgsgegend des Gorski kotar nahe Rijeka, Nationalpark seit 1953                                                             |
| 4.  | Nationalpark Mljet              | Insel in Süddalmatien, Nationalpark seit 1960                                                                                         |
| 5.  | Nationalpark Kornaten           | kroatisch Kornati (Inselarchipel), geschützt seit 1964                                                                                |
| 6.  | Nationalpark Krka               | bei Šibenik (Wasserfälle), Nationalpark seit 1985, u. a. Schauplatz der Winnetou-Filme                                                |
| 7.  | Nationalpark Nördlicher Velebit | Vielfältige Karstphänomene, Reichtum an Flora und Fauna auf kleinstem Platz, Nationalpark seit 1999                                   |
| 8.  | Nationalpark Brijuni            | auch Brioni genannt, vor Istrien, vormalige Tito-Sommerresidenz, kleiner Safaripark                                                   |

### Naturparks
| Nr. | Name                                | Beschreibung                                                                           |
| --- | ----------------------------------- | -------------------------------------------------------------------------------------- |
| 1.  | Naturpark Kopački rit               | Feuchtbiotop an der Donau                                                              |
| 2.  | Naturpark Papuk                     | in Mittelslawonien                                                                     |
| 3.  | Naturpark Lonjsko polje             | Feuchtbiotop an der Save                                                               |
| 4.  | Naturpark Medvednica                | der „Hausberg“ von Zagreb                                                              |
| 5.  | Naturpark Žumberak-Samoborsko gorje | westlich von Zagreb                                                                    |
| 6.  | Naturpark Učka                      | Gebirge nahe Rijeka, trennt Istrien vom übrigen Festland                               |
| 7.  | Naturpark Velebit                   | umfasst den gesamten Gebirgszug (nördlicher Velebit und Paklenica besonders geschützt) |
| 8.  | Naturpark Vransko jezero            | in der Zagora                                                                          |
| 9.  | Naturpark Telašćica                 | bei den Kornaten                                                                       |
| 10. | Naturpark Biokovo                   | Gebirgszug in Süddalmatien                                                             |
| 11. | Naturpark Lastovo                   | Insel in Süddalmatien                                                                  |

### Geomorphologische Phänomene

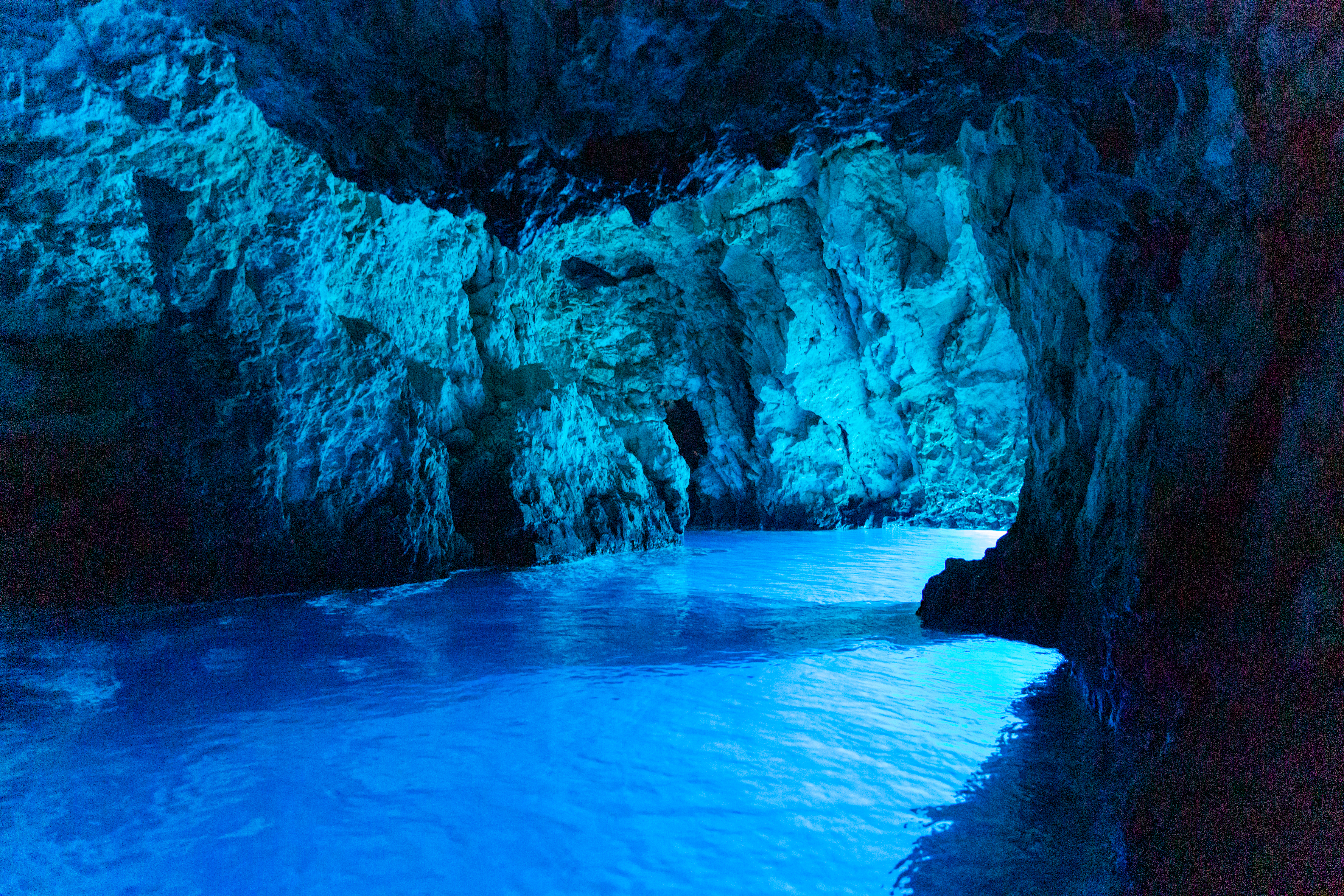
Die Blaue Grotte von Biševo

| Nr. | Name                          | Beschreibung                                                |
| --- | ----------------------------- | ----------------------------------------------------------- |
| 1.  | Crveno jezero                 | „Roter See“ nahe Imotski                                    |
| 2.  | Modra špilja                  | die „Blaue Grotte“ auf der Insel Biševo in der Nähe von Vis |
| 3.  | Vransko Jezero                | der „Vrana-See“ zwischen Zadar und Šibenik                  |
| 4.  | Vela Draga                    | ein Canyon im Naturpark Učka                                |
| 5.  | Bijele und Samarske stijene   | ein Naturreservat im Kapela-Gebirgsmassiv                   |
| 6.  | Rožanski kuk und Hajdučki kuk | ein Naturreservat im Velebit-Gebirgsmassiv                  |
| 7.  | Zmajevo oko                   | der „Drachenaugensee“ bei Rogoznica in Dalmatien            |

## Flora und Fauna

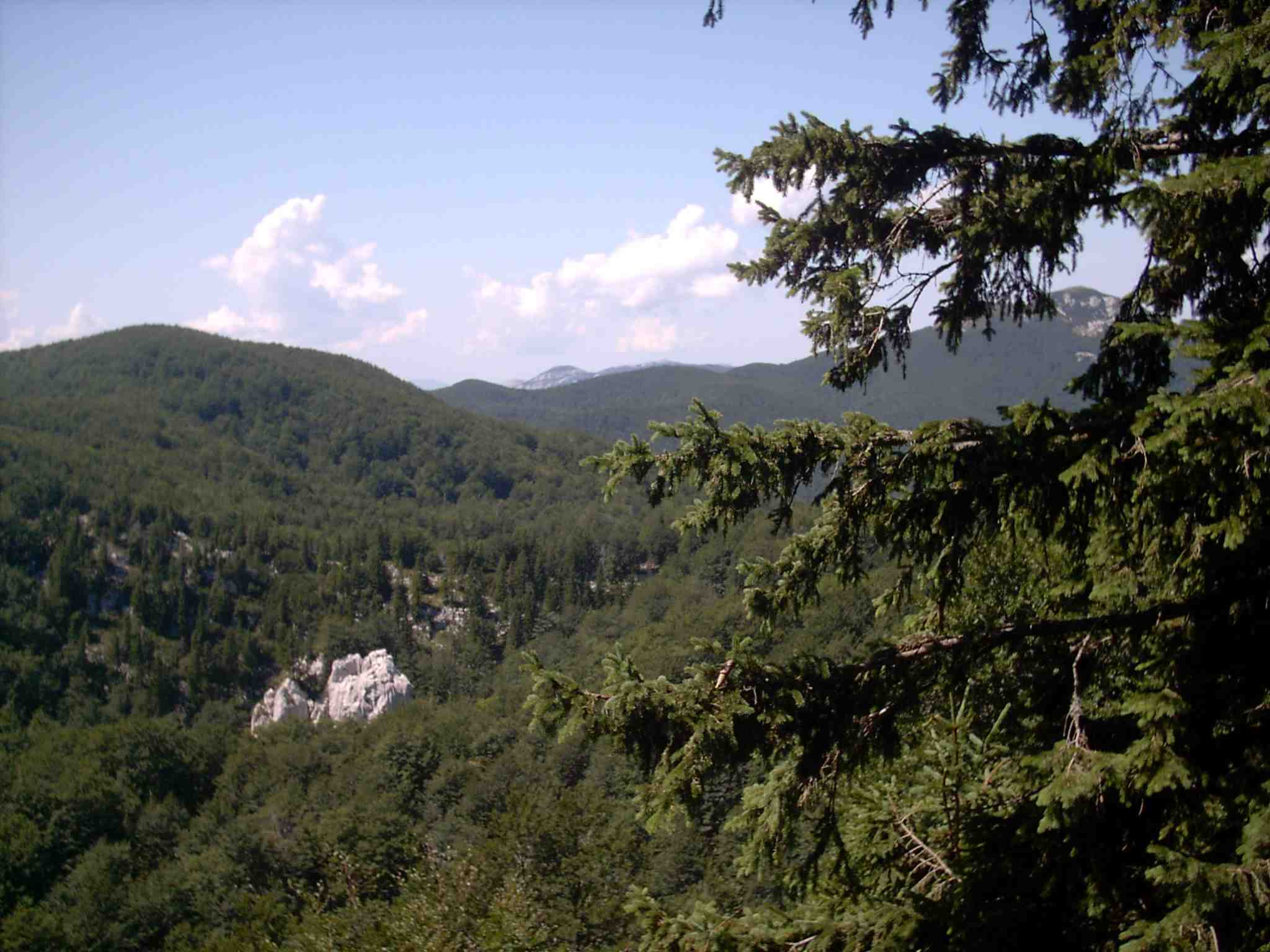
Nadelwaldbestand im Gebiet Gorski kotar

Im Jahr 2004 erklärte die Regierung das gesamte kroatische Meeresgebiet zu einem ökologischen Schutzgebiet und einer kontrollierten Fischfangzone, um die empfindliche Meeresfauna und Vegetation zu schützen. Die Vorgehensweise wurde von Italien, Slowenien und auch der restlichen EU kritisiert, da mit dem Gesetz auch die Fischereirechte berührt werden. Slowenien erachtet dabei die kroatische ausschließliche Wirtschaftszone, im Rahmen der EU-Beitrittsverhandlungen, als einseitige Vorherbestimmung (Präjudiz) der Grenzen zu diesem Staat.
Es gibt etwa 4000 Pflanzenarten und mehrere Tausend Tierarten in Kroatien, davon stehen 380 Spezies der Fauna und 44 der Flora unter Naturschutz.

### Flora
Insgesamt 36,83 % Kroatiens (2.082.702 ha) sind von Wäldern bedeckt. Etwa 95 % des Waldbestandes sind seit längerer Zeit weitgehend naturbelassene Mischwälder. Etwa 81 % sind Staatswälder, 19 % befinden sich in privatem Besitz. 85 % der Waldfläche bilden Laubwälder, 15 % entfallen auf Nadelwälder.
In den Gebirgsregionen des Gorski kotar, der Lika, wachsen vorwiegend Nadelwälder, in der pannonischen Tiefebene vorwiegend Laubwälder.
Entlang der Küste wachsen vor allem mediterrane Hartlaubgehölze, Macchien, Pinien und Kiefernwälder. In den Feuchtgebieten wachsen zahlreiche, auch seltene Arten der Wasserrosen und die Feucht-Segge.
In den trockenen und heißen Sommermonaten kommt es durch unvorsichtiges Verhalten von wiederholt zu Großbränden. So entstand auf der Insel Brač ein verheerendes Feuer. Die Regierung investiert daher zunehmend in Brandschutzmaßnahmen.

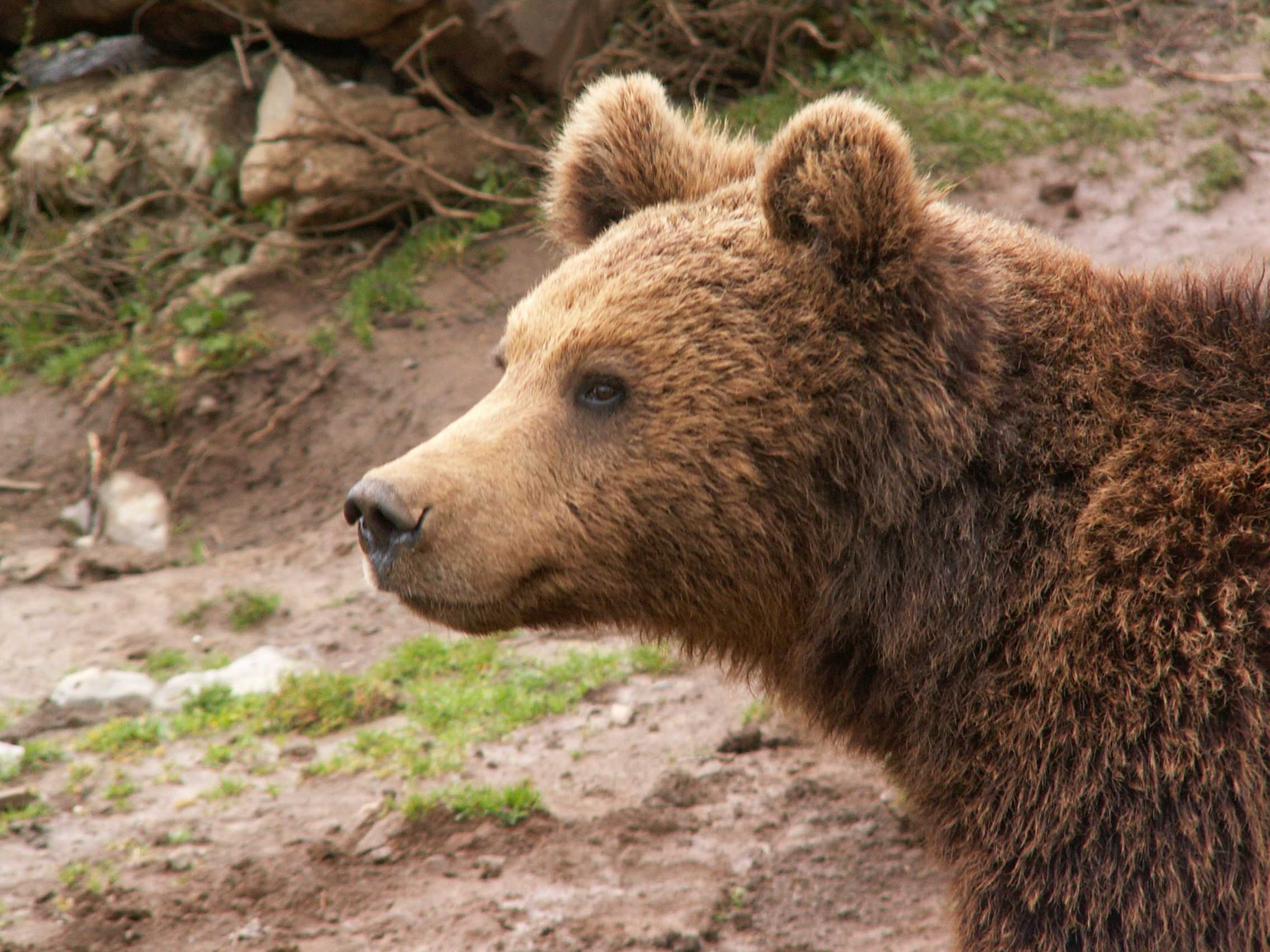
Bärenrefugium von Kuterevo, Braunbär im Gebiet des Velebit

### Fauna
Große Raubtiere wie Braunbären, Wölfe, Goldschakale und Luchse sind vor allem in den gebirgigen Regionen Kroatiens anzutreffen.
Zu den Greifvögeln gehören Gänsegeier sowie Stein- und Schlangenadler. Große Vögel, die in den Auen und Sumpfgebieten nisten, sind der Sichler und verschiedene Reiherarten. In den Nationalparks des Nordens sind zahlreiche Tierarten zu finden, die in Mitteleuropa selten anzutreffen oder gar ausgestorben sind: der Weißschwanzseeadler, Kormorane, Eisvögel, Schwarzstörche, die Zwergseeschwalbe oder der Bienenfresser.
In der Küstenregion leben Landschildkröten, Sumpfschildkröten und Meeresschildkröten, Eidechsen, Geckos und Schlangen (Nattern, Ottern). Auch einige Meeressäuger sind im kroatischen Teil der Adria beheimatet. Der adriatische Delfin und insbesondere die Mittelmeer-Mönchsrobbe gehören dabei zu den vom Aussterben bedrohten Arten. Auch die Bestände des Roten Thuns sind durch die industrielle Überfischung im gesamten Mittelmeerraum bedroht. In Kroatien gibt es einige endemische Arten. Ein Beispiel hierfür ist der in unterirdischen Höhlen der Karstregion vorkommende Grottenolm.

## Bevölkerung

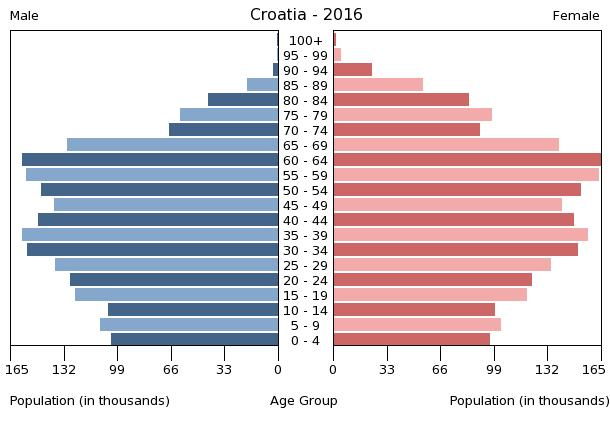
Bevölkerungspyramide Kroatien 2016

Bevölkerungsdichte Kroatien (2011)

### Demografie
Kroatien hatte 2022 3,9 Millionen Einwohner. Die Einwohnerzahl sank um 0,6 %. Zum Bevölkerungsrückgang trug ein Sterbeüberschuss (Geburtenziffer: 8,8 pro 1000 Einwohner vs. Sterbeziffer: 14,8 pro 1000 Einwohner) bei. Die Anzahl der Geburten pro Frau lag 2022 statistisch bei 1,5, genauso wie in der Europäischen Union. Die Lebenserwartung der Einwohner Kroatiens ab der Geburt lag 2022 bei 77,6 Jahren (Frauen: 80,7, Männer: 74,6). Der Median des Alters der Bevölkerung lag im Jahr 2021 bei 43,7 Jahren. Im Jahr 2023 waren 14,0 % der Bevölkerung unter 15 Jahre alt, während der Anteil der über 64-Jährigen 22,7 % der Bevölkerung betrug.

### Bevölkerungsstruktur
Von den Einwohnern zum Zeitpunkt der Volkszählung von 2001 besaßen 4.399.364 (99,14 %) die kroatische Staatsangehörigkeit, 44.340 (1,00 %) davon auch eine zweite Staatsangehörigkeit. 17.902 (0,40 %) besaßen eine ausländische Staatsangehörigkeit, 9.811 (0,22 %) waren Staatenlose. Von 10.383 Einwohnern (0,23 %) war die Staatsangehörigkeit unbekannt.
Die kroatische Diaspora ist überdurchschnittlich groß. Es gibt zahlreiche entsprechende Minderheitenverbände im Ausland. Als größter Verband gilt die Hrvatska bratska zajednica in den USA. Im kroatischen Parlament gibt es eigene Abgeordnete der kroatischen Diaspora, die auch von diesen gewählt werden.
Im Jahre 2017 waren 13,4 % der Bevölkerung im Ausland geboren. Häufigste Herkunftsländer waren Bosnien und Herzegowina (390.000 Personen), Serbien (50.000) und Deutschland (30.000). Ein großer Teil dieser Personen sind ethnische Kroaten.
Seit dem EU-Beitritt im Jahr 2013 haben je nach Schätzung über 300.000 Kroaten das Land verlassen, die Hälfte davon nach Deutschland. Die Regierung hat finanzielle Anreize für Rückkehrer in Aussicht gestellt.
Laut Volkszählung 2001 betrachten sich fast 90 % aller Bewohner als Kroaten. Laut Volkszählung 1991 sahen sich damals noch 78,1 % der Bevölkerung als Kroaten, 12,1 % als Serben, von denen viele im Zuge der Konsolidierung des kroatischen Staates flohen oder vertrieben wurden.
| Ethnien laut Volkszählung 2001 | Ethnien laut Volkszählung 2001 | Ethnien laut Volkszählung 2001 | Ethnien laut Volkszählung 2001 | Ethnien laut Volkszählung 2001 | Ethnien laut Volkszählung 2001 | Ethnien laut Volkszählung 2001 |
| ------------------------------ | ------------------------------ | ------------------------------ | ------------------------------ | ------------------------------ | ------------------------------ | ------------------------------ |
| Kroaten                        | 3.977.171                      | (89,63 %)                      | Slowenen                       | 13.173                         | (0,30 %)                       |                                |
| Serben                         | 201.631                        | (4,54 %)                       | Tschechen                      | 10.510                         | (0,24 %)                       |                                |
| Bosniaken                      | 20.755                         | (0,49 %)                       | Roma                           | 9.463                          | (0,21 %)                       |                                |
| Italiener                      | 19.636                         | (0,44 %)                       | Montenegriner                  | 4.926                          | (0,11 %)                       |                                |
| Ungarn                         | 16.595                         | (0,37 %)                       | Slowaken                       | 4.712                          | (0,11 %)                       |                                |
| Albaner                        | 15.082                         | (0,34 %)                       | Mazedonier                     | 4.270                          | (0,10 %)                       |                                |
| Ethnien laut Volkszählung 2011 |                                |                                |                                |                                |                                |                                |
| Kroaten                        | 3.874.321                      | (90,42 %)                      | Slowenen                       | 10.517                         | (0,25 %)                       |                                |
| Serben                         | 186.633                        | (4,36 %)                       | Tschechen                      | 9.641                          | (0,22 %)                       |                                |
| Bosniaken                      | 31.479                         | (0,73 %)                       | Slowaken                       | 4.753                          | (0,11 %)                       |                                |
| Italiener                      | 17.807                         | (0,42 %)                       | Montenegriner                  | 4.517                          | (0,11 %)                       |                                |
| Albaner                        | 17.513                         | (0,41 %)                       | Mazedonier                     | 4.138                          | (0,10 %)                       |                                |
| Roma                           | 16.975                         | (0,40 %)                       | Deutsche                       | 2.965                          | (0,07 %)                       |                                |
| Ungarn                         | 14.048                         | (0,33 %)                       | Sonstige                       | 89.582                         | (2,09 %)                       |                                |
| Gesamt                         | 4.284.889                      | 4.284.889                      | 4.284.889                      | 4.284.889                      | (100 %)                        |                                |

Von Regierungsseite wurde 2005 eine Kampagne zur Zurückführung serbischer Flüchtlinge initiiert. An zentraler Stelle konnten potentielle Rückkehrer Informationen zur Rückkehr einholen.
Laut der letzten Volkszählung von 2021 bilden Kroaten 91,63 % der Bevölkerung. Die größte nationale Minderheit, die serbische, ist nur noch mit 3,2 % vertreten. Bosniaken (Bošnjaken; ehemals „Muslime“ genannt) sind die drittgrößte Ethnie in Kroatien und machen 0,62 % der Bevölkerung aus.
Das Hauptsiedlungsgebiet der italienischen Minderheit (0,36 %) ist die Westküste Istriens, daneben gibt es kleine italienische Sprachgruppen in Ost- und Mittelistrien, Rijeka, Dalmatien (z. B. Zadar) und Westslawonien. Magyaren (Ungarn) und Slowaken leben vor allem im Osten, Tschechen im Westen Slawoniens. Die Bosniaken, Albaner und Mazedonier leben über das gesamte Land verstreut, vor allem in den größeren Städten. Eine kleine Minderheit bilden auch die alteingesessenen Arbanasi, die Nachfahren eingewanderter albanischer Flüchtlinge aus dem 18. Jahrhundert sind und heute ausschließlich in Zadar leben.
Die einstige deutschsprachige Minderheit, die auf die Besiedlung durch Donauschwaben im 18. Jahrhundert zurückgeht, wurde im Zuge des Zweiten Weltkriegs durch das kommunistische jugoslawische Regime vertrieben und ermordet. Die heute nur noch sehr kleine Minderheit ist staatlich anerkannt und lebt vor allem um Osijek im Osten des Landes.
Im Umgang mit der Minderheit der Roma wurden 2006 von Amnesty International Fortschritte festgestellt; insbesondere im Schulbereich und der Schaffung von Wohnräumen.
Das Simon Wiesenthal Center stufte Kroatien Mitte 2006 in die höchste Beurteilungskategorie hinsichtlich der Bemühungen zur Verfolgung von nationalsozialistischen Verbrechen und deren erfolgreicher Prozessierung ein.

### Sprachen
Die Amtssprache in Kroatien ist die kroatische Standardsprache. Kroatisch beziehungsweise Serbokroatisch wird fast überall im Land verstanden und gesprochen.
Auf Istrien sowie in geringerem Maße auch in Rijeka und auf einigen der Kvarner-Inseln wird auch Italienisch bzw. das Venezianische gesprochen. In Grenznähe zu Ungarn, insbesondere in Nordost-Slawonien, gibt es kleine ungarische Sprachinseln. Im westlichen Slawonien befinden sich tschechische und in Ostslawonien slowakische Sprachinseln. Das Istrorumänische im Nordosten und das Istriotische im Südwesten Istriens sind vom Aussterben bedroht. Albanische und slowenische Muttersprachler leben über das gesamte Staatsgebiet verteilt. Die Kroatienserben leben teilweise noch in den Grenzregionen zu Bosnien.
| Muttersprachen laut Volkszählung von 2011 |             |           |          |  |     |                |       |          |
| 1.                                        | Kroatisch   | 4.096.305 | (95,6 %) |  | 9.  | Serbokroatisch | 7.822 | (0,18 %) |
| 2.                                        | Serbisch    | 52.879    | (1,23 %) |  | 10. | Tschechisch    | 6.292 | (0,15 %) |
| 3.                                        | Italienisch | 18.573    | (0,43 %) |  | 11. | Slowakisch     | 3.792 | (0,09 %) |
| 4.                                        | Albanisch   | 17.069    | (0,4 %)  |  | 12. | Mazedonisch    | 3.519 | (0,08 %) |
| 5.                                        | Bosnisch    | 16.856    | (0,39 %) |  | 13. | Deutsch        | 2.986 | (0,07 %) |
| 6.                                        | Romanes     | 14.369    | (0,36 %) |  | 14. | Russinisch     | 1.472 | (0,03 %) |
| 7.                                        | Ungarisch   | 10.231    | (0,24 %) |  | 15. | Sonstige       | 5.367 | (0,16 %) |
| 8.                                        | Slowenisch  | 9.220     | (0,22 %) |  |     |                |       |          |

### Religionen

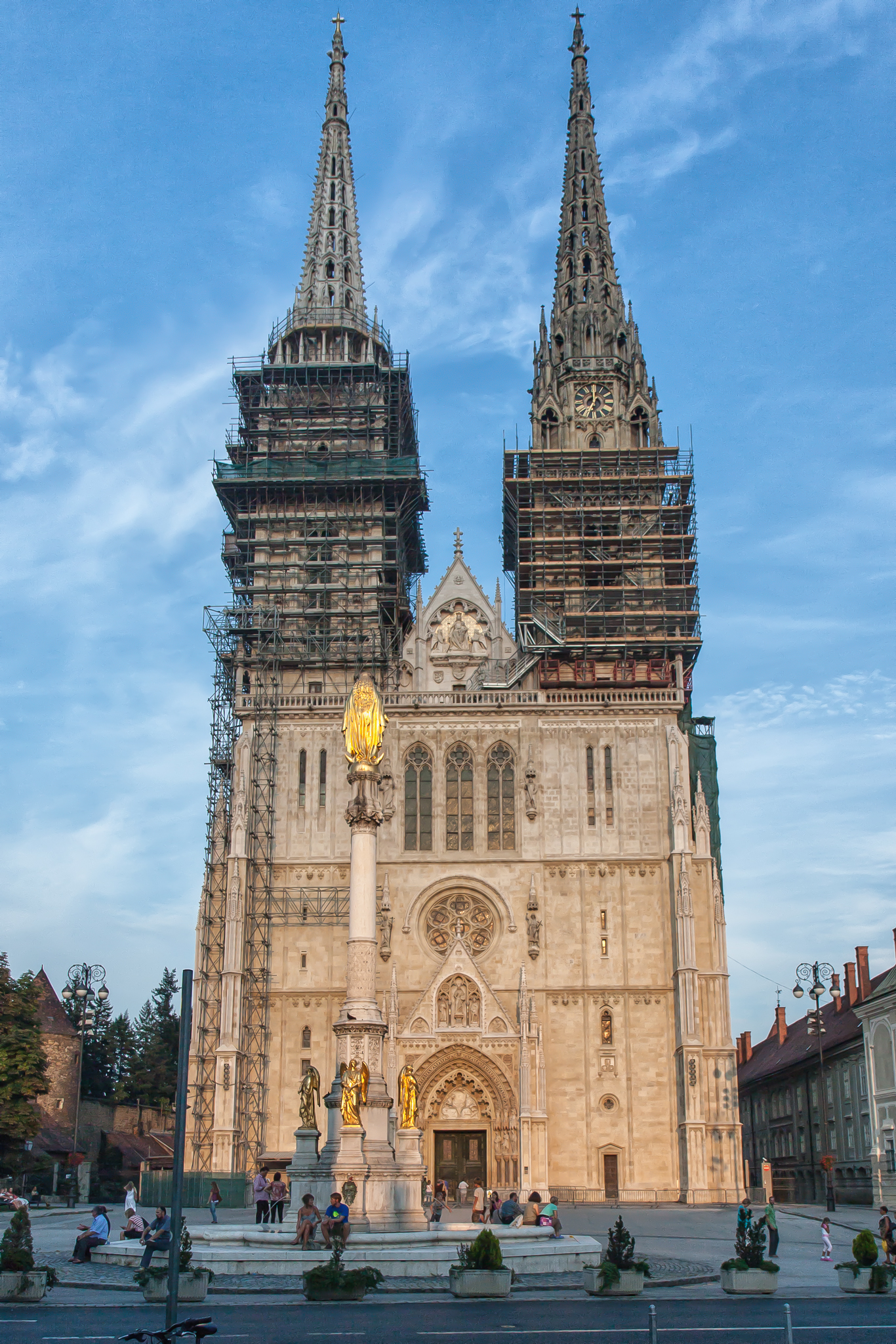
Die Kathedrale von Zagreb

Der überwiegende Teil der Bevölkerung gehört der römisch-katholischen Kirche an. Laut Volkszählung von 2011, in der „katholisch“ als Standardantwort vorgegeben war, sind die wichtigsten in Kroatien vertretenen Religionen:
| Religionen in Kroatien |                                         |           |          |  |
| 1.                     | Römisch-katholisch                      | 3.697.143 | (86,4 %) |  |
| 2.                     | Serbisch-orthodox                       | 190.143   | (4,4 %)  |  |
| 3.                     | Muslime                                 | 62.977    | (1,5 %)  |  |
| 4.                     | Protestanten                            | 14.653    | (0,3 %)  |  |
| 5.                     | Andere Christen                         | 12.961    | (0,3 %)  |  |
| 6.                     | Andere religiöse Weltanschauungen       | 5.641     | (0,1 %)  |  |
| 7.                     | Keine Angaben oder Agnostiker/Atheisten | 301.371   | (7 %)    |  |

Eine repräsentative Umfrage im Auftrag der Europäischen Kommission im Rahmen des Eurobarometers ergab 2020, dass für 53 % der Menschen in Kroatiens Religion wichtig ist, für 28 % ist sie weder wichtig noch unwichtig und für 18 % ist sie unwichtig.

### Bildung und Wissenschaft
Die Schulpflicht gilt nach der Regelung von 2007 für Kinder im Alter von 7 bis 18 Jahren. Sie wird acht Jahre auf der Grundschule abgeleistet, danach wird der Schulbesuch drei Jahre bis zur 11. Klasse auf einer Fachschule bzw. vier Jahre bis zur 12. Klasse auf einem Gymnasium fortgesetzt.
In Kroatien wird muttersprachlicher Unterricht für ethnische Minderheiten sowohl an Grundschulen als auch an weiterführenden Schulen (Gymnasien) in folgenden Sprachen angeboten: Tschechisch, Ungarisch, Italienisch, Serbisch und Deutsch. Für den Unterricht der insgesamt 3207 serbischen Schüler in serbischer Sprache waren 2008/09 landesweit 459 Lehrer eingesetzt. An zweiter Stelle folgte der Muttersprachenunterricht für 2139 italienische Schüler durch 374 Lehrkräfte. Deutschsprachiger Unterricht wurde nur noch an einer Grundschule angeboten.
Etwa jeder vierte Kroate spricht Englisch, jeder siebte deutsch.
Die Analphabetenquote bei den über 15-Jährigen lag laut CIA 2010 bei 1,2 % der Gesamtbevölkerung.

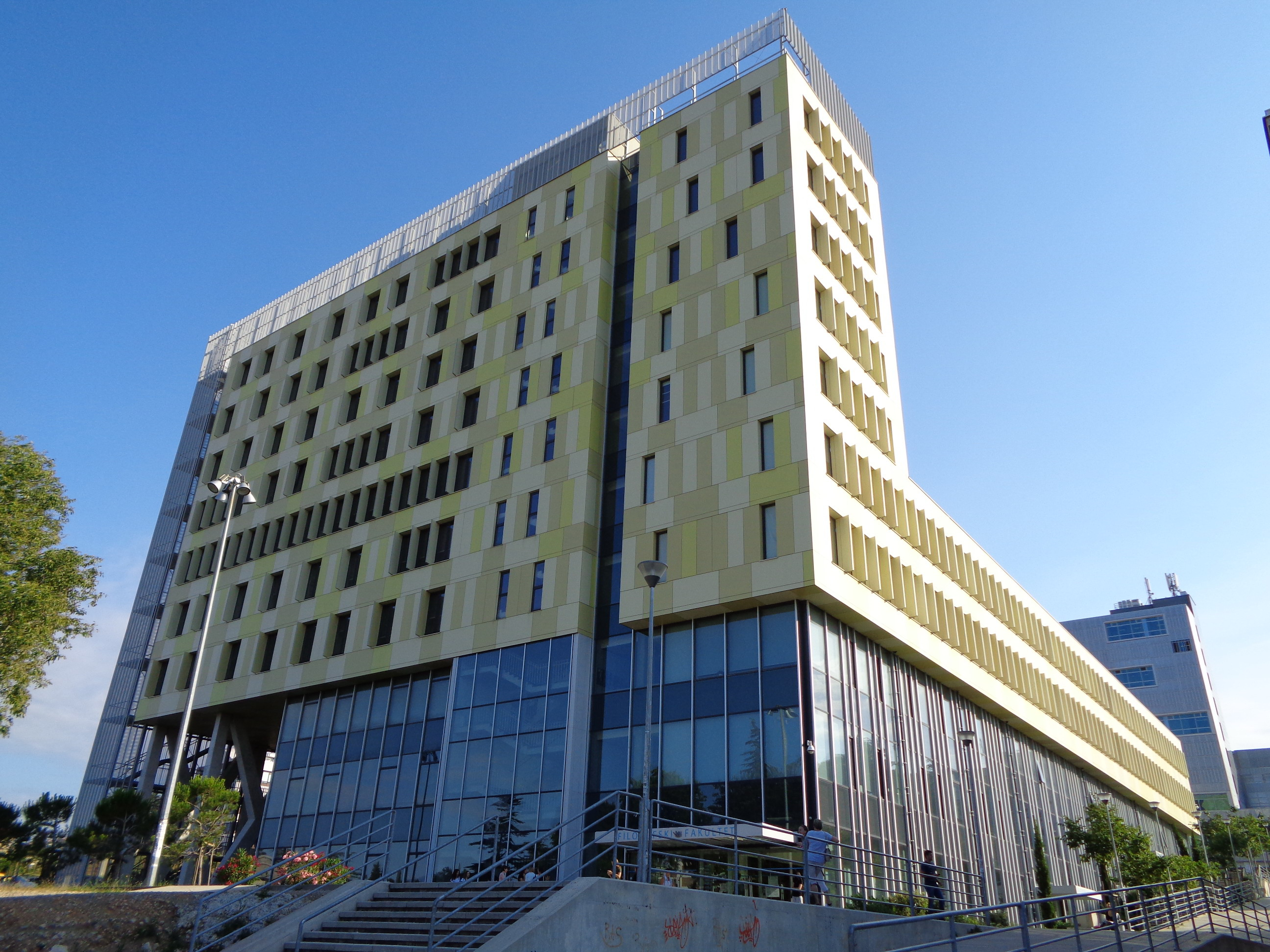
Gebäude der Universität Rijeka

Kroatien besitzt mehrere Hochschulen (kroatisch sveučilište), darunter fünf polytechnische und 14 öffentliche und private Fachhochschulen (kroatisch veleučilište). Die sieben Universitäten des Landes sind die Universität Dubrovnik, Osijek, Pula, Rijeka, Split und Zadar sowie in der Hauptstadt die Universität Zagreb. Daneben unterhalten die einzelnen Universitäten zahlreiche Institute in anderen Städten des Landes, wie z. B. in Varaždin. Weitere etwa 40 Forschungsinstitute bzw. wissenschaftliche Großprojekte werden in einer offiziellen Website zusammengefasst.
Die älteste genuin-kroatische Wissenschaftsinstitution ist Matica hrvatska, die in der Donaumonarchie zur Kultur- und Sprachpflege ins Leben gerufen wurde.

### Städte in Kroatien

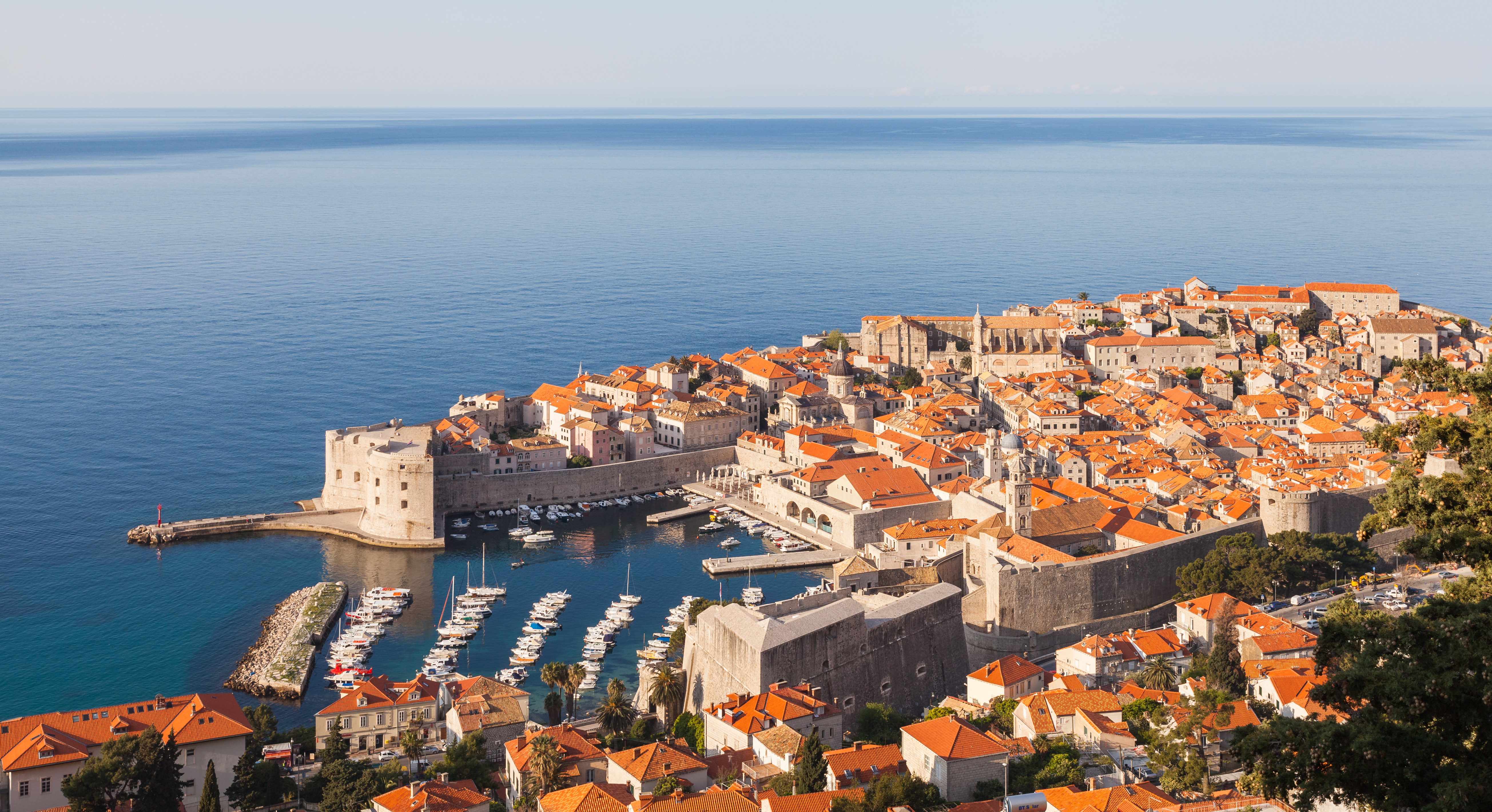
Dubrovnik

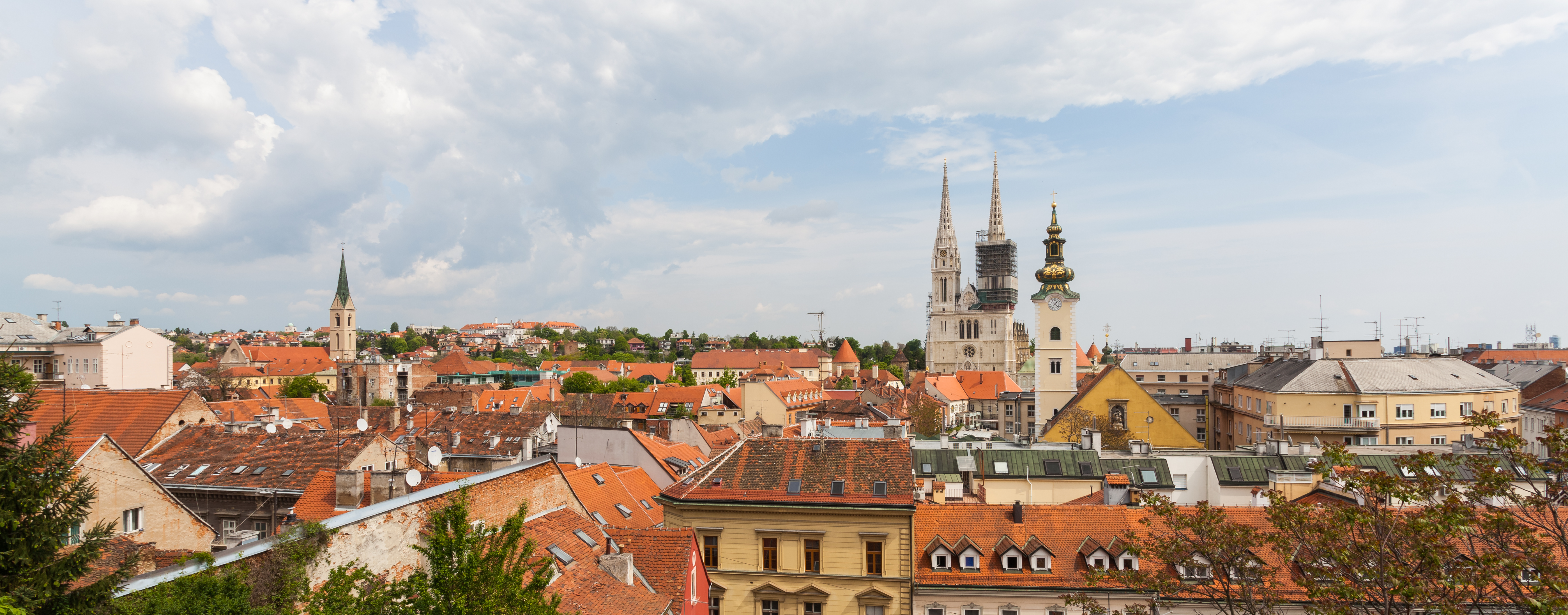
Zagreb

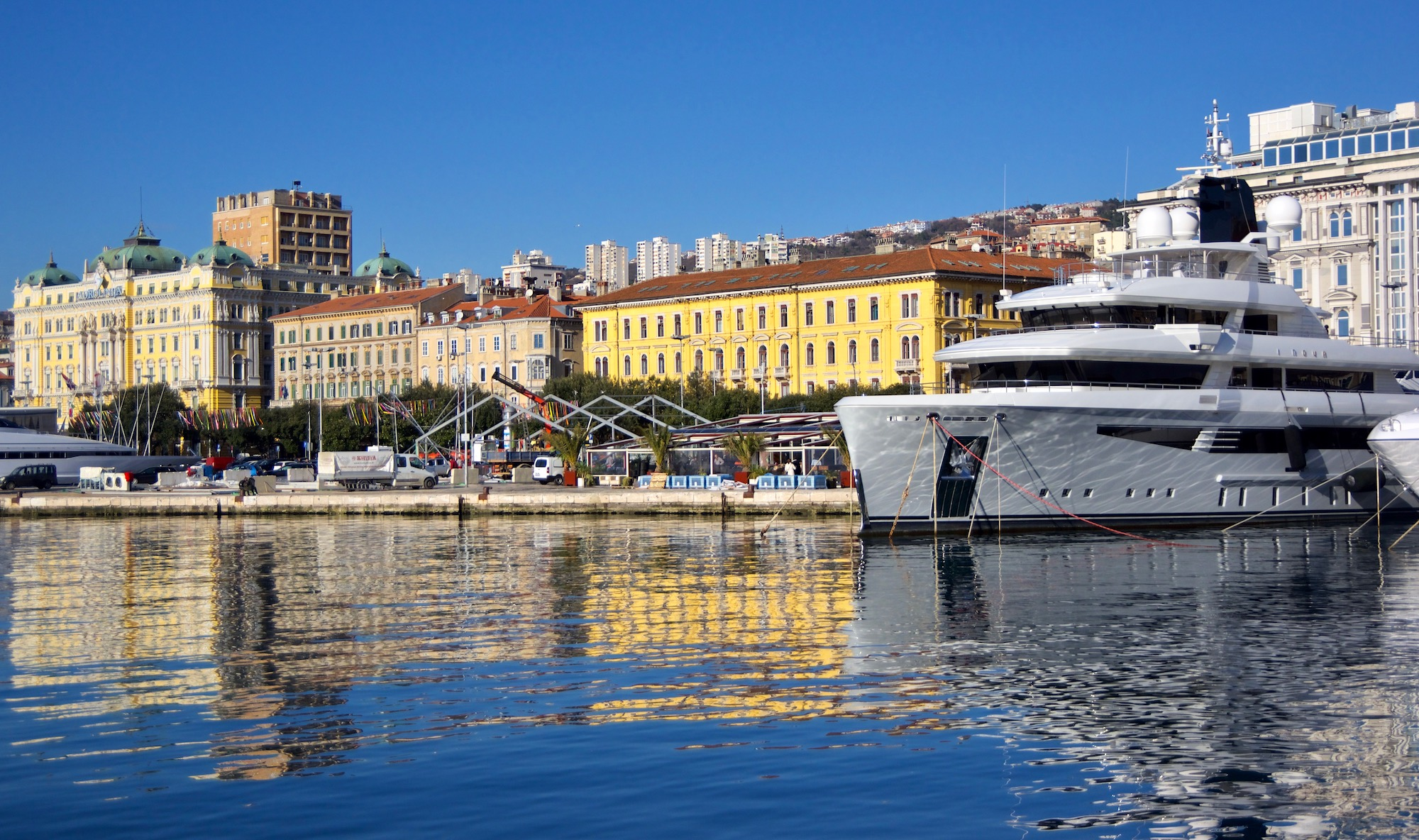
Rijeka

| Die größten Städte Kroatiens (über 30.000 Einwohner) per 31. März 2011 |                     |           |  |     |            |        |
| 1.                                                                     | Zagreb              | 790.017   |  | 11. | Varaždin   | 46.946 |
|                                                                        | inkl. Agglomeration | 1.107.623 |  | 12. | Šibenik    | 46.332 |
| 2.                                                                     | Split               | 178.102   |  | 13. | Dubrovnik  | 42.615 |
| 3.                                                                     | Rijeka              | 128.624   |  | 14. | Bjelovar   | 40.276 |
| 4.                                                                     | Osijek              | 108.048   |  | 15. | Kaštela    | 38.667 |
| 5.                                                                     | Zadar               | 75.062    |  | 16. | Samobor    | 37.633 |
| 6.                                                                     | Velika Gorica       | 63.517    |  | 17. | Vinkovci   | 35.312 |
| 7.                                                                     | Slavonski Brod      | 59.141    |  | 18. | Koprivnica | 30.854 |
| 8.                                                                     | Pula                | 57.460    |  |     |            |        |
| 9.                                                                     | Karlovac            | 55.705    |  |     |            |        |
| 10.                                                                    | Sisak               | 47.768    |  |     |            |        |

## Geschichte

Rekonstruktion einer Neandertalerfamilie an der Neandertaler-Fundstätte in Krapina

### Urgeschichte
Die ältesten Siedlungsbelege auf dem Gebiet des heutigen Kroatien sind etwa 130.000 Jahre alt. Es existieren bedeutende paläoanthropologische Fundstätten: bei Krapina befinden sich die von Dragutin Gorjanović-Kramberger im Jahr 1899 entdeckte Neandertaler-Fundstätte Hušnjakovo brdo (mit Neandertalermuseum) sowie die Vindija-Höhle.
Das Neolithikum begann mit der Starčevo-Kultur im Inland und der Impresso-Kultur an der Küste. Darauf folgten die Danilo-Kultur und die Hvar-Kultur an der Küste, im Inland die Sopot/Vinča-Kultur. Nahe der Stadt Vukovar befindet sich in Vučedol-Gradac die namensgebende Fundstätte der spät-äneolithischen Vučedol-Kultur.
Zahlreiche Grabhügel (Gomila) datieren aus der Bronze- und Eisenzeit.

### Altertum und frühes Mittelalter

Unter Kaiser Augustus erbautes römisches Amphitheater in Pula

Die ersten griechischen Siedlungen an der Ostküste des Adriatischen Meeres entstanden im 12. und 11. Jahrhundert v. Chr. im Zuge der Ionischen bzw. auch später der großen griechischen Kolonisation. So geht die Gründung der Siedlung Split auf diese Zeit zurück (Split von gr. Aspalatos oder Spalatos = Höhle). 2021 wurden neue archäologische Funde entdeckt, die auf eine griechische Besiedlung Dalmatiens auch im 8. Jahrhundert v. Chr. und 4. Jahrhundert v. Chr. hindeuten. Im 4. Jahrhundert v. Chr. erwähnte der griechische Historiker Herodot in seinen Werk die Illyrer.
Ab der Mitte des 2. Jahrhunderts v. Chr. wuchs der politische Einfluss der Römer auf die illyrischen Stämme zwischen der Küste und der pannonischen Ebene. Im Jahr 34 v. Chr. verleibte Oktavian, der spätere Kaiser Augustus, nach einem 20 Jahre andauernden Krieg in der Schlacht von Zerek dieses Gebiet Rom ein. Zu Beginn des 1. Jahrhunderts wurde die römische Provinz Dalmatia, benannt nach dem Stamm der Delmatae, gebildet. Im Jahr 293 wurde unter der Herrschaft des Kaisers Diokletian die Provinz entlang des Flusses Drina geteilt. Nach der Teilung des Römischen Reiches in West- und Ostrom im Jahre 395 kam das Gebiet zu Westrom.

### Oströmisches bzw. Byzantinisches Reich (550–1270)
Nach Auflösung des Römischen Reiches gehörte das Gebiet des heutigen Kroatiens größtenteils (Dalmatien, Istrien und Slawonien) von 550 bis 1270 mit mehrfachen Unterbrechungen (zeitweilige kroatische Unabhängigkeit – siehe unten) dem Oströmischen bzw. Byzantinischen Reich an. Im 6. Jahrhundert wanderte das zentralasiatische Reitervolk der Awaren in das von den Langobarden zusätzlich besiedelte Pannonien ein. Die Kroaten wurden im 7. Jahrhundert vom byzantinischen Kaiser Herakleios in ihr heutiges Siedlungsgebiet gerufen, um ihm beim Kampf gegen die Awaren zu helfen. Nach dem Bericht des byzantinischen Kaisers Konstantin VII. Porphyrogennetos stammten die Kroaten aus dem Gebiet des heutigen Kleinpolens. Während dieser Zeit der Zugehörigkeit zu Konstantinopel wurden die südslawischen Stämme größtenteils von den Byzantinern im 7. Jahrhundert bis 9. Jahrhundert im Zuge der Slawenmission christianisiert, nördliche Teile Kroatiens und auch Slowenien wurden von Salzburg aus missioniert. Der Machtverlust der Byzantiner nach den Frankenkriegen, das zeitweilig autonome kroatische Königreich und die darauffolgende Zugehörigkeit eines Großteils des heutigen Kroatien zu westeuropäischen Herrschaften wie dem Frankenreich und dem Königreich Ungarn markieren die allmähliche Entfernung von der byzantinisch-orthodoxen Kultur. Kroatien geriet in die Einflusssphäre der römisch-katholischen Kirche und somit in den westeuropäischen Kulturraum.
Der Name der Kroaten ist erstmals in einer Quelle aus dem 9. Jahrhundert belegt. Der Name „Hrvat“ selbst hat keine slawischen Wurzeln, sondern entstand mit größter Wahrscheinlichkeit als Fremdbezeichnung eines iranischen Volkes (Sarmaten?) für Slawen. Man geht davon aus, dass das Volk der „Hrvati“ aus der Gegend des persischen Flusses (in der sarmatischen Sprache) „Harahvaiti“ stammt, der heute durch die Lautverschiebung („h“ zu „s“) „Sarasvati“ genannt wird.

Im Jahr 879 wird Fürst Branimir von Papst Johannes VIII. mit „dux Croatorum“ angeschrieben und angesprochen, was seinerzeit einer Anerkennung des mittelalterlichen kroatischen Staates gleichkommt.

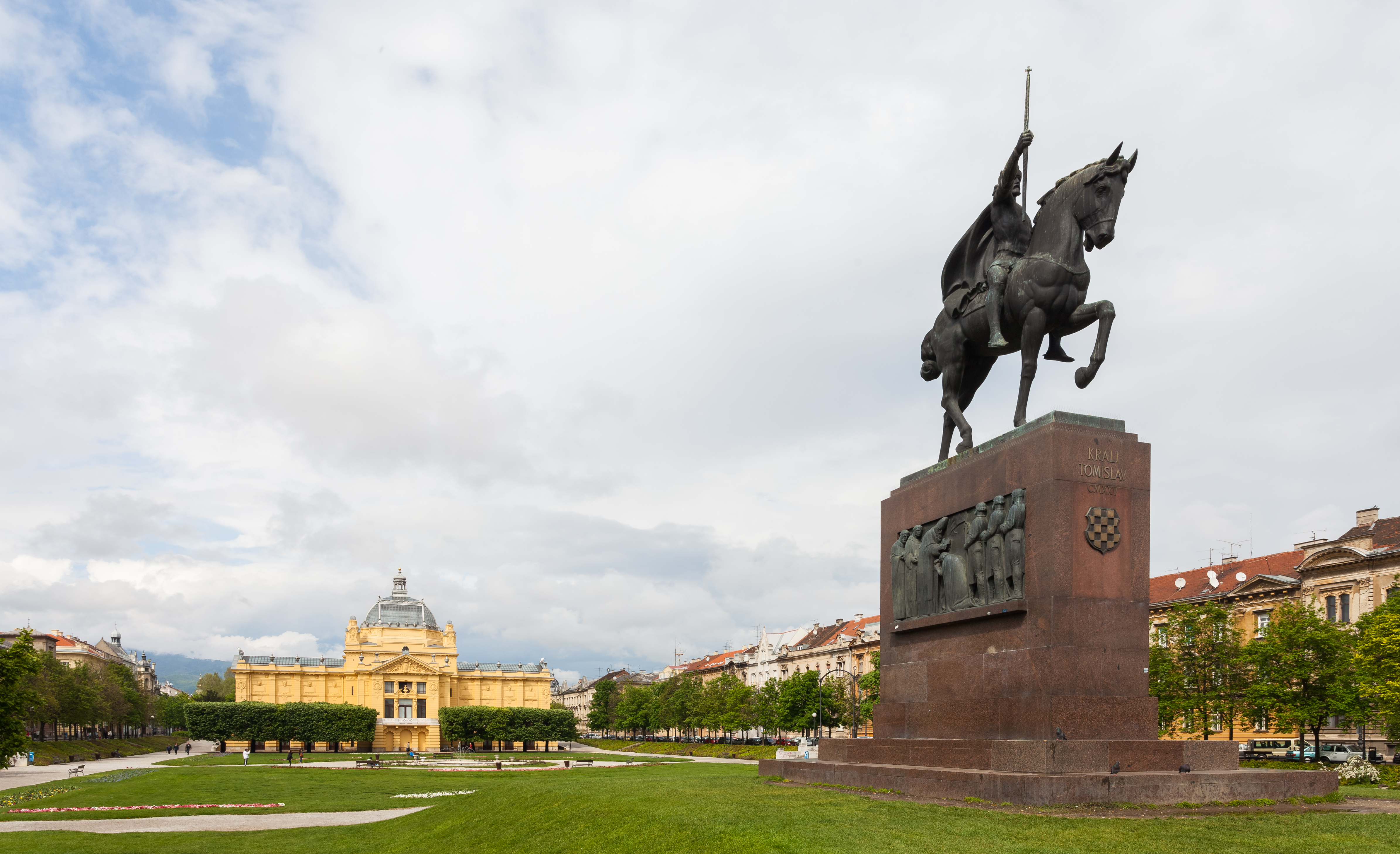
König-Tomislav-Platz in Zagreb – Tomislav war der erste kroatische König (910)

### Königreich Kroatien (925–1102)
Um 925 wurde Tomislav der erste König Kroatiens. Gleichzeitig war dies auch der erste Königstitel in der Geschichte der Südslawen. Papst Johannes X. erkannte diesen Titel sofort an. Im Jahr 925 sprach ihn Johannes X. in einem Brief mit dem Titel rex croatorum (König der Kroaten) an. Während seiner Herrschaft kam es zu Ungarneinfällen im pannonischen Becken. Tomislav verteidigte sein Königreich, das aus Zentralkroatien, Slawonien und Teilen Dalmatiens und Bosniens bestand, erfolgreich gegen die Magyaren.
Seine Blütezeit erreichte das Königreich unter der Regentschaft von König Petar Krešimir IV. Unter seiner Herrschaft wurde im Jahr 1059 die Kirche in Anlehnung an den Römischen Ritus reformiert. Dies war hinsichtlich des Schismas von 1054 und der Treue zu Rom von Bedeutung. Das Königreich existierte bis ins Jahr 1102 weiter.

### Personalunion mit Ungarn (1102–1526)
Im Jahr 1102 erfolgte die Krönung des ungarischen Königs Koloman zum kroatischen König in Biograd bei Zadar und Kroatien kam in Personalunion zu Ungarn. Kroatien behielt dabei eine eigene Verwaltung unter einem kroatischen Ban (Vizekönig bzw. dessen Stellvertreter). Die Pacta conventa, die die Beziehungen des kroatischen Adels zum König regelt, wurde traditionell ebenfalls ins Jahr 1102 datiert, hierfür gibt es aber keine Belege.
Die Personalunion mit dem Königreich Ungarn blieb, mit Ausnahme der Türkenkriege im 16., 17. und frühen 18. Jahrhundert, und einiger anderer Unterbrechungen, in unterschiedlicher Form bis 1918 bestehen.

### Unter Osmanen (1451–1699) und Habsburgern (1527–1918)

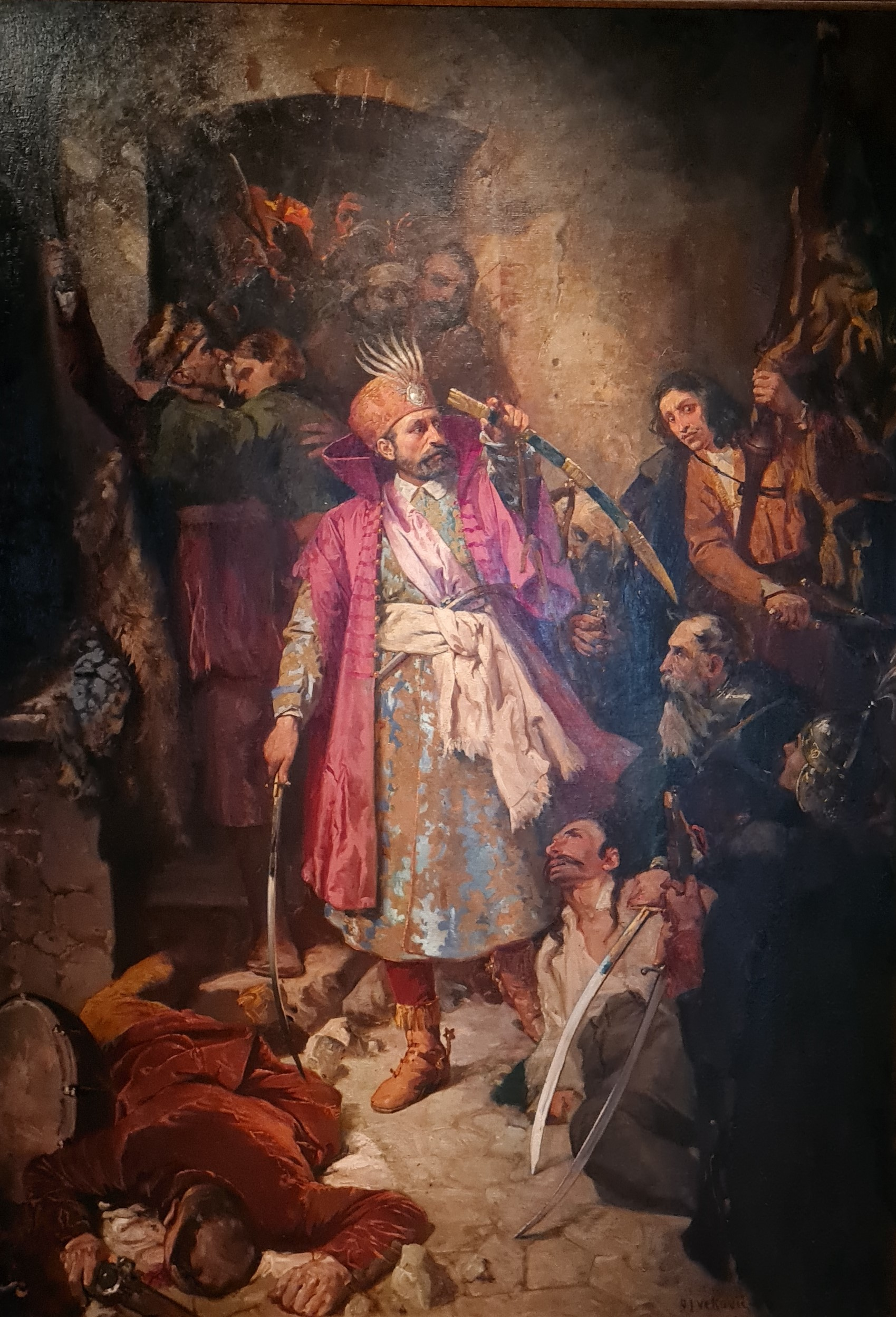
Nikola Šubić Zrinski

Seit Mitte des 15. Jahrhunderts waren Ungarn und Kroatien Angriffen des Osmanischen Reiches ausgesetzt. Nach der Niederlage der Ungarn und Kroaten gegen die Osmanen in der Schlacht bei Mohács (1526) wurde vom kroatischen Adel bei der Versammlung von Cetingrad Ferdinand I. (HRR) zum kroatischen König gewählt.
Die historischen kroatischen Landschaften Dalmatien und Teile Istriens standen seit dem Spätmittelalter unter der Herrschaft der Republik Venedig. Die Republik Dubrovnik konnte als einziges der Gebiete des heutigen Kroatien vom 14. Jahrhundert bis zum Jahr 1808 ihre staatliche Unabhängigkeit bewahren.

Kroatien war jahrhundertelang Kampfzone gegen das Osmanische Reich. Als Abwehr wurde die sogenannte Militärgrenze errichtet, in der sich auch in bedeutender Zahl Orthodoxe Christen ansiedelten. Zeitweilig erhielten die Bewohner der Militärgrenze Privilegien in Form des Statuta Wallachorum.

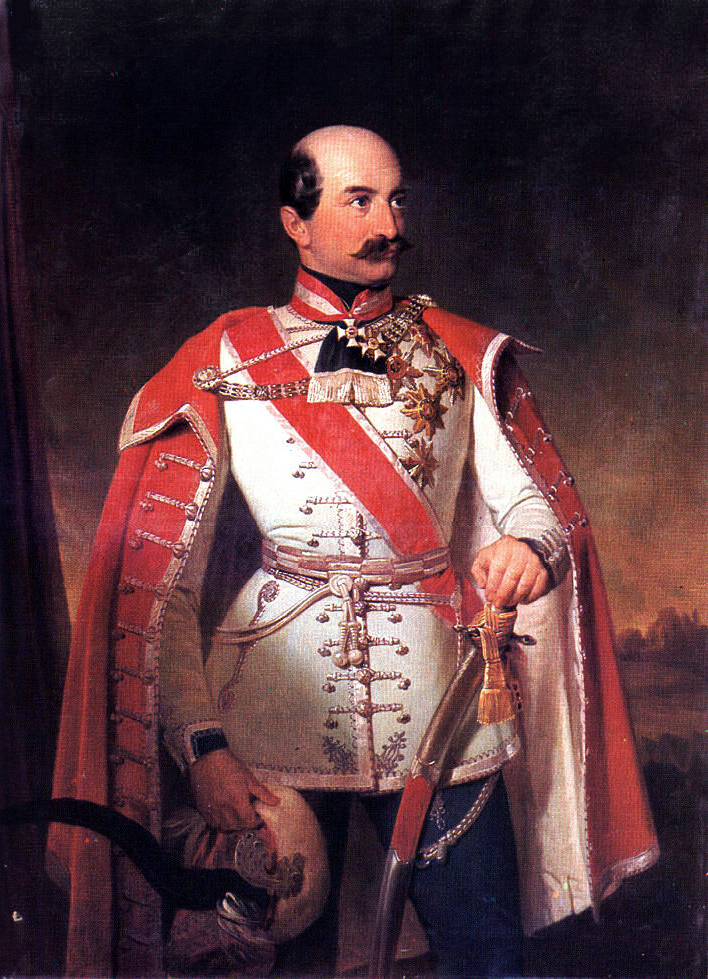
Ban Josip Jelačić

Nach den napoleonischen Kriegen kamen 1815 ganz Dalmatien und Istrien unter österreichische Herrschaft, wurden jedoch aus politischen Gründen („divide et impera“) nicht verwaltungsmäßig mit dem übrigen Kroatien vereinigt, sondern zu separaten Kronländern. Ab 1867 waren Dalmatien und Istrien Teil der österreichischen Reichshälfte, während das Königreich Kroatien und Slawonien zur ungarischen Reichshälfte gehörte.

Flagge des Dreieinigen Königreichs Kroatien, Dalmatien und Slawonien

In der zweiten Hälfte des 19. Jahrhunderts wuchs unter der kroatischen Bevölkerung das Verlangen nach mehr Selbstbestimmungsrechten und einem Ende der Magyarisierungspolitik Ungarns. In den Revolutionsjahren um 1848 befehligte Ban Josip Jelačić die Niederschlagung des Wiener Oktoberaufstands. Die kroatischen nationalen Bestrebungen wurden durch den Österreichisch-Ungarischen Ausgleich und den Ungarisch-Kroatischen Ausgleich 1867 behindert. Das 19. Jahrhundert war zudem geprägt vom sogenannten Illyrismus, einer Bewegung, die zahlreiche kulturelle Veränderungen durchsetzte. Es kam zu einer Standardisierung der kroatischen Sprache und gleichzeitig wurde die Idee geboren, alle Südslawen in einem Staat zu vereinen.

### Königreich Jugoslawien (1918–1941)
Kroatien löste sich im Jahre 1918 am Ende des Ersten Weltkrieges aus der österreichisch-ungarischen Monarchie. Italienische Truppen begannen daraufhin mit der Besetzung von kroatischen Gebieten längs der Ostküste der Adria, da Italien im Londoner Vertrag von 1915 deren Annexion zugesagt worden war. Angesichts dessen beschloss der Nationalrat der Slowenen, Kroaten und Serben Ende November 1918 die sofortige Vereinigung Kroatiens mit dem Königreich Serbien, woraus dann das Königreich der Serben, Kroaten und Slowenen entstand. Viele Kroaten lehnten aber die monarchistische Staatsform ab, fühlten sich benachteiligt und verlangten für Kroatien die Gründung einer Republik. Nachdem die Verfassung eine zentralistische Staatsorganisation und die Auflösung der historischen Provinzen vorsah, erlangten die Serben als zahlenmäßig größtes Volk de facto die Vorherrschaft.
1928 wurden im jugoslawischen Parlament mehrere kroatische Politiker erschossen, darunter Stjepan Radić, der Anführer der kroatischen Fraktion. Nach einer Staatskrise löste 1929 König Aleksandar I. das Parlament auf, führte eine Königsdiktatur ein und benannte den Staat in Königreich Jugoslawien um. Seine Macht stützte sich auf das Militär.
Gleichzeitig floh ein Teil der kroatischen politischen Elite ins Ausland. Teile davon bildeten die von Ante Pavelić angeführte und von Mussolini unterstützte faschistische Ustascha-Bewegung, die mit Gewalt gegen das Königreich Jugoslawien kämpfte. 1934 wurde von ihnen bei einem Attentat in Marseille König Alexander erschossen.
1939 wurde am Vorabend des Zweiten Weltkrieges mit dem Vertrag Cvetković-Maček ein serbisch-kroatischer Ausgleich versucht.

### Vasallenstaat im Zweiten Weltkrieg (1941–1945)

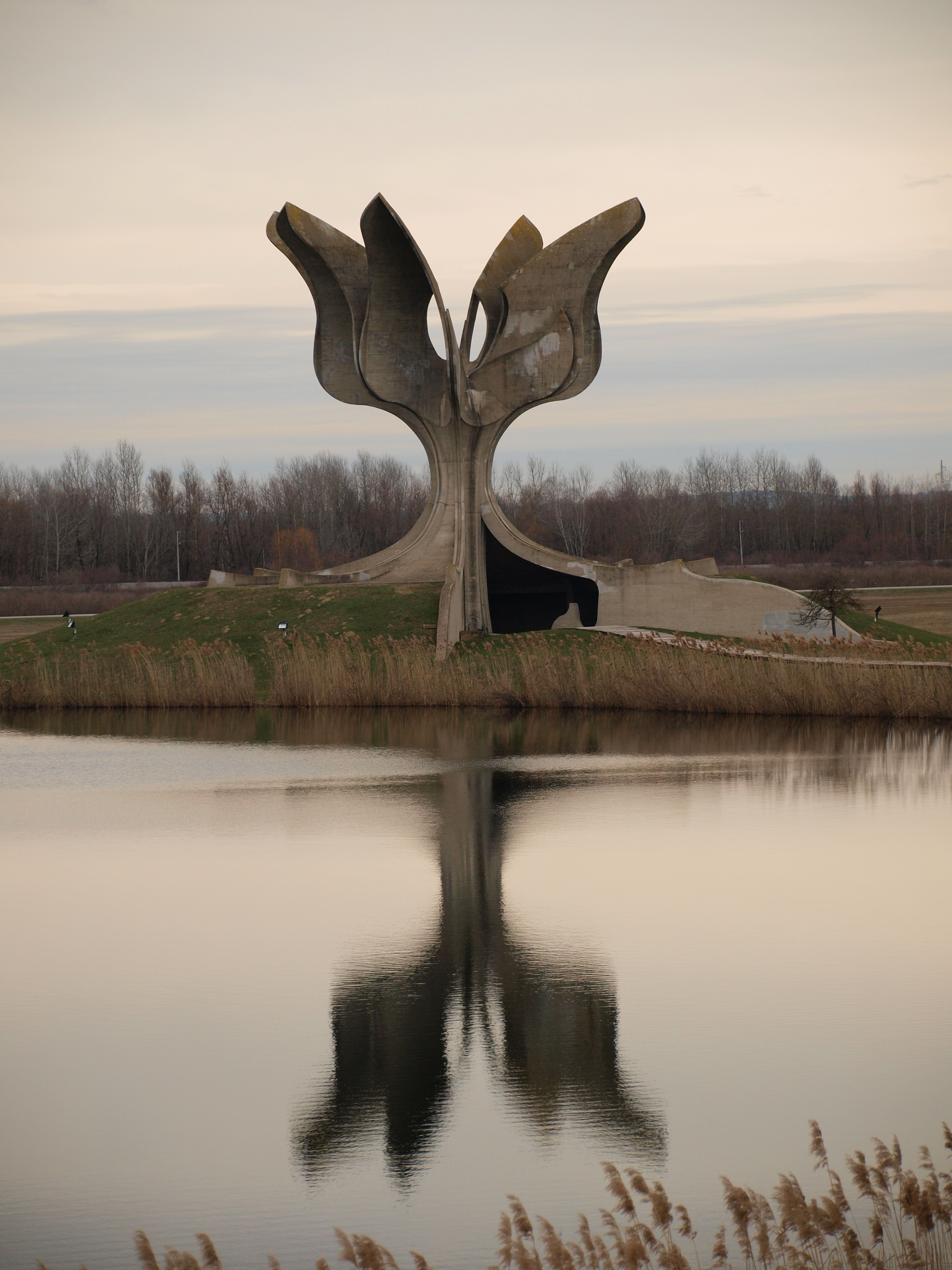
Denkmal für die Opfer des Konzentrationslagers Jasenovac

Vier Tage nach dem Beginn des Balkanfeldzuges marschierte am 10. April 1941 die Wehrmacht in Zagreb ein, am selben Tag wurde der Unabhängige Staat Kroatien (NDH) als Vasallenstaat der Achsenmächte proklamiert. Am 17. April 1941 kapitulierte das Königreich Jugoslawien vor den Achsenmächten. Daraufhin erfuhr Kroatien bis zum Ende des Zweiten Weltkriegs wesentliche territoriale Veränderungen. So wurde dem Land einerseits der größte Teil des heutigen Bosnien und Herzegowina zugeschlagen. Andererseits musste das Küstengebiet (Dalmatien) an Italien und das Gebiet nördlich der Mur an Ungarn abgetreten werden. Faktisch war Ante Pavelić, der Führer der Ustascha, unter dem Titel Poglavnik Staatschef des Unabhängigen Staates Kroatien. Er errichtete eine faschistische Diktatur und leitete den Völkermord an den Serben im Unabhängigen Staat Kroatien, wobei neben Hunderttausenden von Serben auch Juden, Roma und kroatische Antifaschisten verfolgt und ermordet wurden. Zum bekanntesten Konzentrationslager in der Region wurde Jasenovac, daneben gab es auch andere Lager wie z. B. in Stara Gradiška oder Jadovno. Im Sommer 1941 begann die jugoslawische Partisanenbewegung einen bewaffneten Aufstand gegen das Ustascha-Regime und konnte 1942 und 1943 einen großen Teil des Landes unter ihre Kontrolle bringen. Neben Tito war Andrija Hebrang eine der Führungspersönlichkeiten. Nach der Niederlage der Achsenmächte und ihrer Verbündeten kam es 1945 seitens der jugoslawischen Volksbefreiungsarmee zu Verbrechen an den Kriegsverlierern, vor allem beim Massaker von Bleiburg.
1942, noch unter deutscher Besatzung, hatten die Kommunisten das aktive und passive Frauenwahlrecht anerkannt. Die volle rechtliche, wirtschaftliche und gesellschaftliche Gleichberechtigung der Geschlechter wurde erstmals in der Verfassung von 1946 garantiert. Eine abweichende Quelle nennt für die Einführung des aktiven und passiven Wahlrechts den 11. August 1945.

### Teilrepublik Jugoslawiens (1945–1991)
Nach Kriegsende wurde Kroatien eine von sechs Teilrepubliken (Sozialistische Republik Kroatien) der neu gegründeten Föderativen Volksrepublik Jugoslawien, ab 1963 Sozialistische Föderative Republik Jugoslawien (SFRJ), unter der Regierung Titos.

Flagge der Sozialistischen Republik Kroatien (1945–1990)

Im Jahre 1971 wurde die Protest- und Reformbewegung Kroatischer Frühling niedergeschlagen. Nach dem Tod Titos 1980 nahmen die Spannungen zwischen Kroatien und der von Serben dominierten jugoslawischen Regierung zu. Ende der 1980er Jahre hatten sich aus den Bestrebungen nach mehr Autonomie die Forderungen nach der Unabhängigkeit von Jugoslawien entwickelt. Der Kroate Franjo Tuđman, der an der Seite Titos gegen das Ustascha-Regime gekämpft hatte, erlangte bei der kroatischen Bevölkerung großen Zuspruch. Nachdem die geschwächte jugoslawische Regierung ein Mehrparteiensystem zugelassen hatte, gründete Tuđman 1990 die Kroatische Demokratische Gemeinschaft (HDZ), die bald den Charakter einer Volkspartei annahm. Seine Forderung nach einem unabhängigen Kroatien löste bei den Serbischstämmigen, die laut damaliger Verfassung das zweite Staatsvolk darstellten, Proteste aus, doch die HDZ gewann bei den Wahlen am 22./23. April bzw. 6./7. Mai 1990 mit 40 % der abgegebenen Stimmen 67,5 % der Parlamentssitze. Tuđman wurde anschließend zum Präsidenten gewählt.

### Unabhängigkeit (seit 1991)

#### Kroatienkrieg (1991–1995)

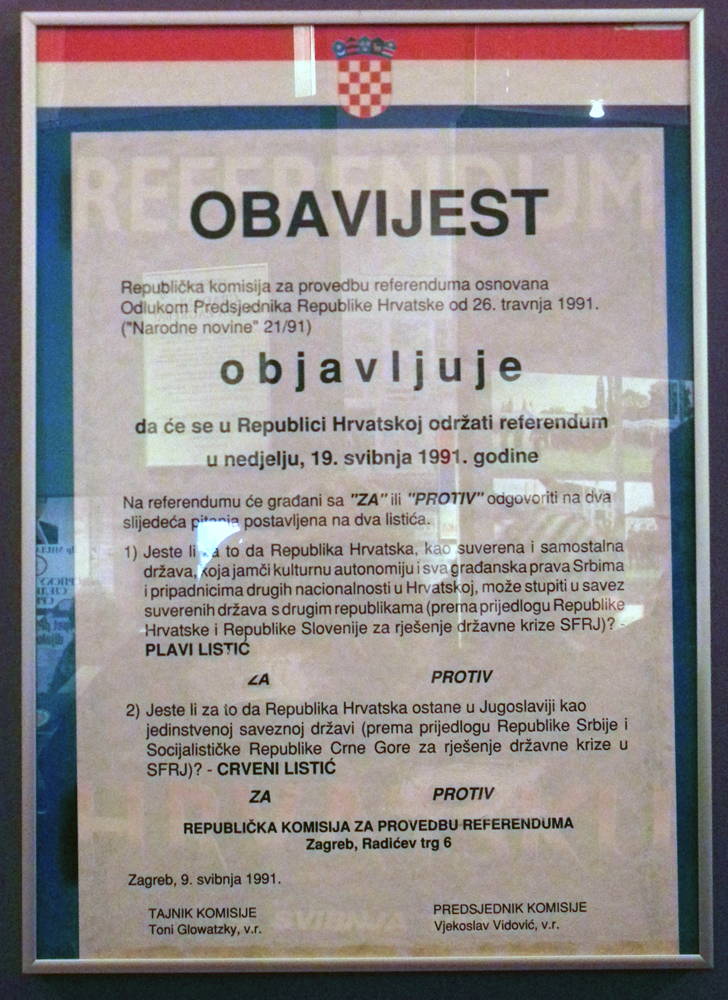
Bekanntmachung zum Referendum über die Unabhängigkeit Kroatiens am 19. Mai 1991 (Museum für kroatische Geschichte, Zagreb)

Nachdem sich am 19. Mai 1991 in einem Referendum über die Unabhängigkeit Kroatiens 93,2 % der Wahlbeteiligten für die Souveränität ausgesprochen hatten, erklärte Kroatien im Juni 1991 unter Franjo Tuđman seine Unabhängigkeit. Die erste Anerkennung erfolgte am 26. Juni 1991 durch Slowenien, das sich ebenfalls gerade für unabhängig erklärt hatte. Die de facto von Serbien dominierte Jugoslawische Volksarmee (JNA) versuchte die Unabhängigkeitsbestrebungen militärisch niederzuwerfen. Der militärische Versuch, kroatische Gebiete sowohl mit großem als auch geringem Anteil an serbischer Bevölkerung von Kroatien abzuspalten und mittelfristig an Serbien anzugliedern, mündete in den fast vier Jahre andauernden Kroatienkrieg, der erst nach militärischen Erfolgen der Kroaten 1995 in der Militäroperation „Sturm“ (Oluja) mit dem Abkommen von Erdut vom 12. November 1995 endete. Ihren Abzug aus Kroatien vollzog die JNA unter Zerstörung vieler militärischer Objekte und Verminung strategisch wichtiger Zonen, so auf der am weitesten vom Festland entfernten Insel Vis oder in den Donausümpfen an der kroatisch-serbischen Grenze.

#### Nachkriegszeit
Im Oktober 2001 unterzeichnete Kroatien ein Stabilisierungs- und Assoziierungsabkommen mit der Europäischen Union. Es sicherte Kroatien den freien Zugang zum Europäischen Binnenmarkt, verlangte aber auch umfangreiche Wirtschafts- und Sozialreformen. Die Änderung des Wirtschaftssystems vom Sozialismus in eine soziale Marktwirtschaft zog zahlreiche wirtschaftspolitische Maßnahmen nach sich. Ein Schwerpunkt war die weitere Privatisierung von Unternehmen und die Schaffung von Investitionsanreizen. Seit dem 18. Juni 2004 war Kroatien offizieller EU-Beitrittskandidat. Allerdings begannen die Beitrittsverhandlungen erst nach einem Beschluss der EU-Außenminister vom 3. Oktober 2005, da Kroatien bis dahin nach Auffassung der EU-Kommission nur mangelhaft mit dem Haager Kriegsverbrechertribunal kooperiert hatte. Weitere Reformen waren im Bereich Justiz und Soziales notwendig. Ferner wurde der Kampf gegen Korruption als eine Grundvoraussetzung für eine EU-Vollmitgliedschaft angesehen. Im November 2008 wurden Kroatien gute Fortschritte bescheinigt und ein Abschluss der Beitrittsverhandlungen für 2009 in Aussicht gestellt.
Die Beitrittsverhandlungen wurden allerdings im Jahr 2009 für mehrere Monate wegen eines Streits mit Slowenien über den Grenzverlauf in der Bucht von Piran unterbrochen. Erst im September 2009 konnte dabei eine Einigung erzielt werden, so dass die Beitrittsverhandlungen fortgesetzt werden konnten. Der für die Erweiterung zuständige EU-Kommissar erklärte im Juni 2011 die Verhandlungen für „erfolgreich beendet“. Danach prüften Experten der Mitgliedsländer die von der EU-Kommission mit Kroatien verhandelten Ergebnisse, vor allem in den Bereichen Justiz, Wettbewerb und Haushalt.
Das Europäische Parlament genehmigte den Beitritt im Dezember 2011, woraufhin die scheidende kroatische Regierungschefin Jadranka Kosor und der kroatische Präsident Ivo Josipović in feierlicher Zeremonie gemeinsam mit allen Staats- und Regierungschefs der EU den EU-Beitrittsvertrag für Kroatien am 9. Dezember 2011 auf dem EU-Gipfel in Brüssel unterzeichneten. In einem Referendum am 22. Januar 2012 stimmten 67,27 % der Abstimmenden für einen Beitritt zur EU. Die Beteiligung am Referendum betrug nur 43,51 %, aber auch damit war das Ergebnis des Referendums entsprechend der kroatischen Verfassung gültig.
Am 1. Juli 2013 wurde Kroatien der 28. Mitgliedstaat der EU. Bereits am 14. April 2013 wurden die zwölf kroatischen Vertreter für das EU-Parlament gewählt.

## Politik und Verwaltung
Die Verfassung vom Dezember 1990 (Ustav Republike Hrvatske) definiert die Republik Kroatien (Republika Hrvatska) als Staat des kroatischen Volkes und der nationalen Minderheiten. Als Strukturprinzipien gibt sie die Grundsätze der Demokratie sowie der Rechts-, Sozial- und Einheitsstaatlichkeit vor. Das ursprünglich präsidial-demokratisch geprägte Regierungssystem wurde im Jahr 2000 zu einer parlamentarischen Demokratie umgeformt. Grundlegender Maßstab für die Ausübung von Hoheitsgewalt sind die in der Verfassung vorgesehenen Menschenrechte. Für hoheitliche Institutionen ist eine personelle Vertretung der nationalen Minderheiten vorgesehen; ihre Sprachen und Schriftzeichen sind in einzelnen Gebieten auch im amtlichen Gebrauch. Staat und Kirche sind voneinander getrennt; es gibt keine Staatsreligion.
Am 16. Oktober 2007 wurde Kroatien für zwei Jahre als nichtständiges Mitglied in den UN-Sicherheitsrat gewählt. Der Staat ist seit April 2009 Mitglied der NATO und hat am 9. Dezember 2011 die Beitrittsurkunde zur EU in Brüssel unterzeichnet. Nach den Beschlüssen auf EU-Ebene und des kroatischen Parlaments sowie dem erfolgreichen Referendum im Januar 2012 wurde Kroatien am 1. Juli 2013 EU-Mitglied.

### Parlament

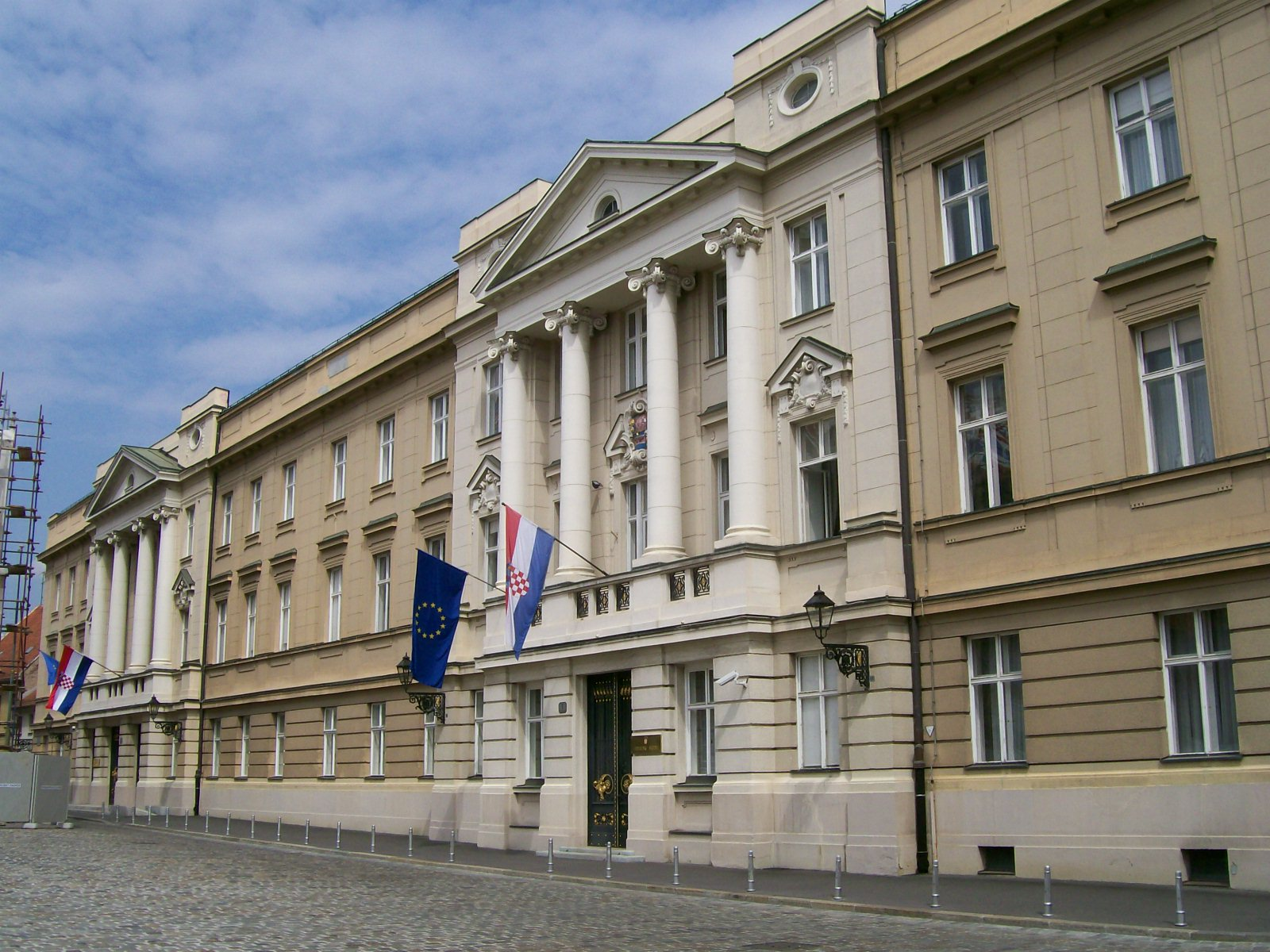
Der Sitz des kroatischen Parlaments

Das kroatische Parlament (Sabor), ein Einkammerparlament, hat 151 Abgeordnete. Die zweite Kammer, das Haus der Gespanschaften (kroatisch: Županijski dom), ist im März 2000 abgeschafft worden. Die Abgeordneten werden durch Verhältniswahl bestimmt, bei der eine Fünf-Prozent-Klausel, bezogen auf einzelne Wahlkreise, gilt. Es gibt einen besonderen Wahlkreis für Auslandskroaten, für die im Sabor drei Sitze reserviert sind; zudem sind acht Abgeordnetensitze für nationale Minderheiten reserviert. Alle Bürger ab dem 18. Lebensjahr sind wahlberechtigt.
Die letzten Parlamentswahlen fanden im Dezember 2011 und im November 2015 statt. 2011 errang die sozialliberale „Kukuriku-Koalition“ aus SDP, HNS, IDS und HSU die Mehrheit im Parlament. Einschließlich der Mandate der Auslandskroaten kam die zuvor regierende konservative HDZ mit ihren Koalitionsparteien HGS und Demokratische Mitte auf 47 Sitze.
Am 20. Juni 2016 löste der Sabor sich auf. Bei der Neuwahl im September 2016 gewann die HDZ unter ihrem neuen Vorsitzenden Andrej Plenković 61 der 151 Mandate und verabredete eine erneute Koalition mit Most (13 Sitze). Auch Minderheitenvertreter und kleinere Parteien sollen Teil der Koalition sein.

### Staatsoberhaupt

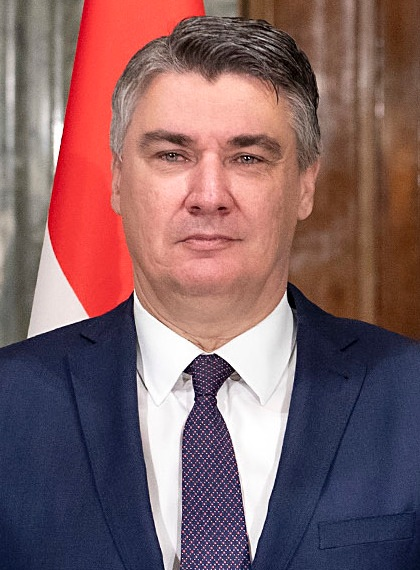
Amtierender kroatischer Präsident Zoran Milanović

Der Präsident der Republik Kroatien (Predsjednik Republike Hrvatske) wird für fünf Jahre direkt vom Volk gewählt. Er ist Staatsoberhaupt und Oberbefehlshaber der Streitkräfte. Während seiner Amtszeit darf er keiner politischen Partei angehören. Nach abgehaltenen Parlamentswahlen vergibt er den Auftrag zur Regierungsbildung und ernennt nach Zustimmung des Parlaments den Premierminister. Unter besonderen Voraussetzungen kann er das Parlament auflösen und Neuwahlen ausschreiben. Die Ausfertigung der vom Parlament beschlossenen Gesetzesvorlagen darf er nicht ablehnen; hält er eine Norm für verfassungswidrig, so kann er sie dem Verfassungsgericht zur Prüfung vorlegen. Außenpolitisch ist er in Zusammenarbeit mit der Regierung auch gestaltend tätig. Ivo Josipović, Amtsinhaber seit Februar 2010, verlor am 11. Januar 2015 die Stichwahl gegen Kolinda Grabar-Kitarović (HDZ), die ihr Amt als erste Frau in dieser Position in Kroatien am 15. Februar 2015 antrat.
Bei der Präsidentschaftswahl 2019/20 erreichte Grabar-Kitarović zwar erneut die Stichwahl, unterlag in dieser aber dem SDP-Kandidat Zoran Milanović, der zum neuen Präsidenten gewählt wurde. Die Amtsübergabe fand am 18. Februar 2020 statt.
Bei der Verfassungsänderung des 28. März 2001 wurde die starke Position des Präsidenten beschränkt.

### Regierung und Verwaltung

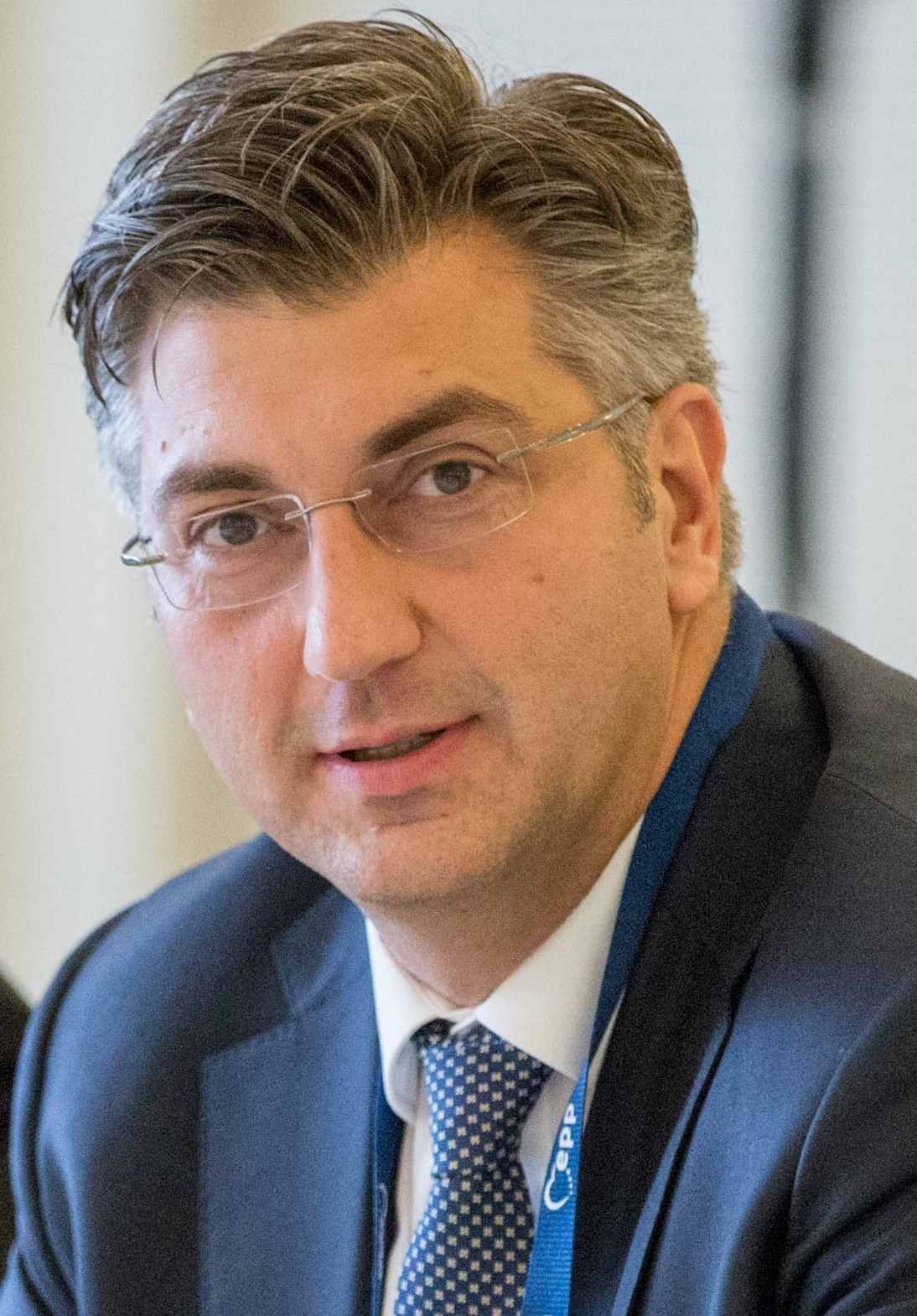
Amtierender kroatischer Premierminister Andrej Plenković (HDZ)

Die Regierung (Vlada Republike Hrvatske) ist das ausführende Staatsorgan und die oberste gesetzgebende Behörde. Sie besteht aus dem Premierminister (predsjednik Vlade) sowie den Vizepremiers und Ministern. Vor Amtsantritt muss der Regierung vom Parlament das Vertrauen ausgesprochen werden. Sie kann auch Gesetzesvorlagen einbringen und bei gesetzlicher Ermächtigung Rechtsverordnungen erlassen. In ihrer Amtsausübung ist sie dem Parlament gegenüber verantwortlich. Durch Misstrauensvotum kann sie vom Parlament zum Rücktritt gezwungen werden. An der zuletzt amtierenden Regierungskoalition waren die Parteien HDZ und MOST beteiligt, sie wurde von unabhängigen Abgeordneten unterstützt. Premierminister Tihomir Orešković wurde am 16. Juni 2016 per Misstrauensvotum abgewählt. Andrej Plenković wurde am 19. Oktober 2016 neuer Premierminister.
Die innere Staatsverwaltung erfolgt unter Aufsicht der Regierung. Den Ministerien kommt dabei die Stellung von mittleren Verwaltungsbehörden zu. Daneben gibt es für jede Gespanschaft eine untere Verwaltungsbehörde. Für besondere Aufgabenbereiche können Sonderbehörden geschaffen werden.
Den Bürgern steht ein einklagbares Recht auf kommunale Selbstverwaltung zu. Aufgaben, deren Bedeutung nicht über ein bestimmtes Gebiet hinausgeht, werden von den kommunalen Selbstverwaltungskörperschaften eigenverantwortlich erfüllt. Das Recht auf Selbstverwaltung wird lokal in 426 Gemeinden (općine) und 124 Städten (gradovi) sowie regional in 20 Gespanschaften (županije) sowie der Stadt Zagreb unter staatlicher Aufsicht ausgeübt. Darüber hinaus können den Kommunen auch staatliche Aufgaben übertragen werden.

### Rechtsprechung und Gerichte
Die Ausübung der rechtsprechenden Gewalt ist formell unabhängig. Die Gerichtsprozesse verlaufen jedoch äußerst langwierig. Zivilrechtsverfahren ziehen sich im Durchschnitt bis zu zehn Jahre hin. In den kroatischen Medien und seitens der EU wird immer wieder auf die fehlende Rechtssicherheit und auf Fälle von Korruption hingewiesen. Höchstes Fachgericht ist der Oberste Gerichtshof (Vrhovni sud Republike Hrvatske). Die unteren Instanzen sind in einen allgemeinen, straf-, handels- und verwaltungsgerichtlichen Rechtsweg unterteilt.
Das Verfassungsgericht (Ustavni sud Republike Hrvatske) übt die rechtsprechende Gewalt auf dem Gebiet des Verfassungsrechts aus. Die Verfassungsrichter werden durch das Parlament für acht Jahre gewählt. Bei Verfassungswidrigkeit kann es Gesetze, behördliche Akte und Urteile aufheben; außerdem entscheidet es bei Streitigkeiten zwischen den anderen Verfassungsorganen. Mit der Verfassungsbeschwerde kann sich der Bürger selbst gegen Rechtsakte der Behörden und Gerichte an das Verfassungsgericht wenden, wenn der fachgerichtliche Rechtsweg erschöpft ist. In anderen Fällen kann nur ein besonderer Bürgeranwalt (pučki pravobranitelj) das Verfahren betreiben. Amtierender Präsident des Verfassungsgerichts ist Miroslav Šeparović.

### Politische Parteien
Die größten Parteien Kroatiens sind die christdemokratische Hrvatska demokratska zajednica (HDZ) und die sozialdemokratische Socijaldemokratska partija Hrvatske (SDP). Kleinere Parteien sind die Sozial-liberale Partei (HSLS), die Bauernpartei (HSS), die Volkspartei (HNS), die Istrische Demokratische Versammlung (IDS), die Christlich-Demokratische Union (HKDU), die slawonische Regionalpartei, die Partei des Rechts (HSP), die Unabhängigen Demokraten sowie Most (Brücke unabhängiger Listen).

### Politische Indizes
| Name des Index                     | Indexwert    | Weltweiter Rang | Interpretationshilfe | Jahr |
| ---------------------------------- | ------------ | --------------- | --- | ---- |
| Fragile States Index               | 45,9 von 120 | 139 von 179     | Stabilität des Landes: stabiler 0 = sehr nachhaltig / 120 = sehr alarmierend Rang: 1 = fragilstes Land / 179 = stabilstes Land | 2024 |
| Demokratieindex                    | 6,5 von 10   | 56 von 167      | Unvollständige Demokratie 0 = autoritäres Regime / 10 = vollständige Demokratie                                                | 2024 |
| Freedom in the World Index         | 82 von 100   | —               | Freiheitsstatus: frei 0 = unfrei / 100 = frei                                                                                  | 2024 |
| Rangliste der Pressefreiheit       | 64,2 von 100 | 60 von 180      | Erkennbare Probleme für die Pressefreiheit 100 = gute Lage / 0 = sehr ernste Lage                                              | 2025 |
| Korruptionswahrnehmungsindex (CPI) | 47 von 100   | 63 von 181      | 0 = sehr korrupt / 100 = sehr sauber                                                                                           | 2024 |

### Verwaltungsgliederung

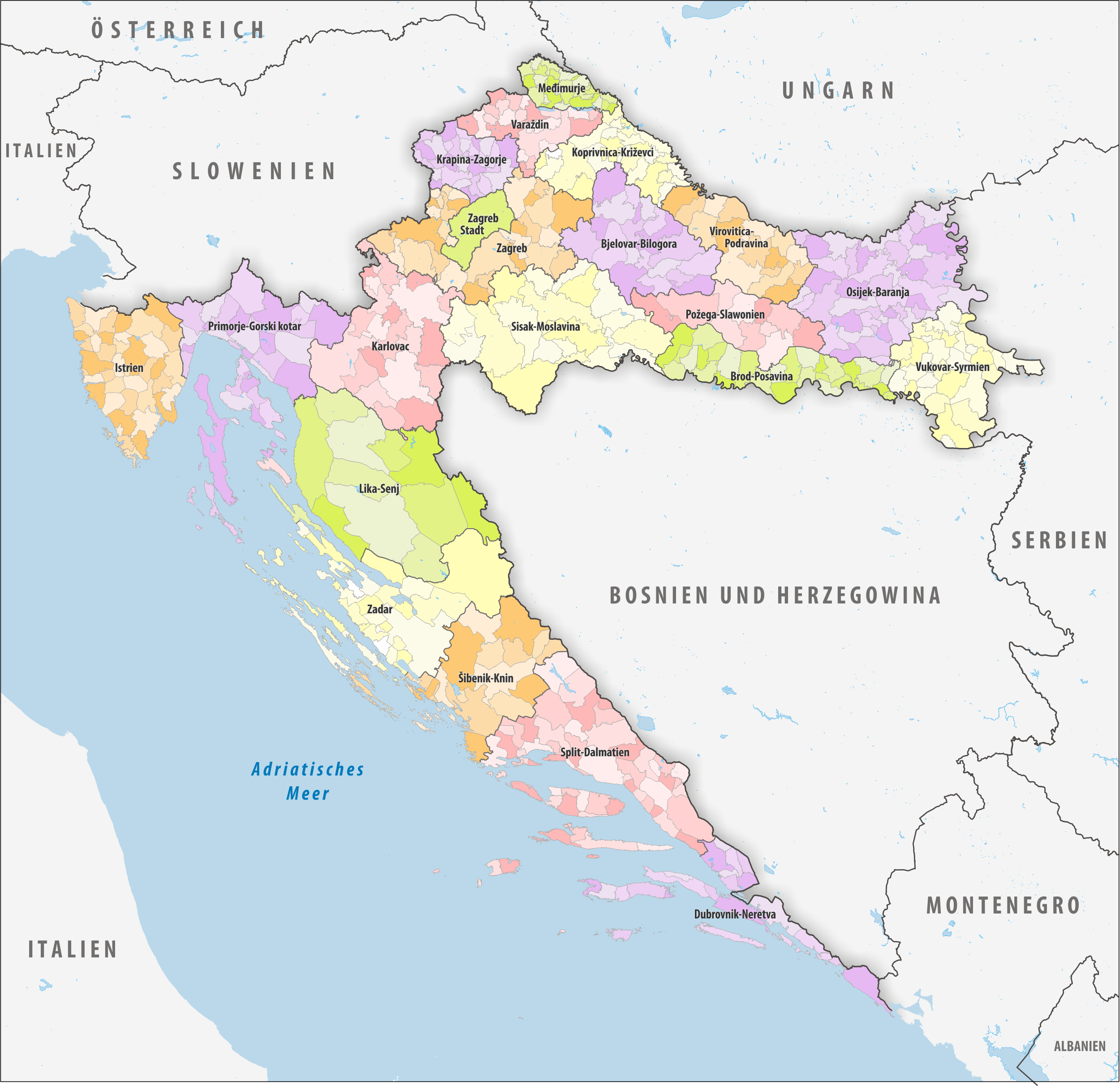
Verwaltungsgliederung Kroatiens

Kroatien ist in 20 Gespanschaften (kroatisch: županija, Mehrzahl: županije) und die Hauptstadt Zagreb, die selbst die Kompetenzen einer Gespanschaft hat, gegliedert. Die Gespanschaften haben Flächen zwischen etwa 1000 und 5000 km². Jede Gespanschaft verfügt über eine gewählte Gespanschaftsversammlung (kroatisch: županijska skupština). An der Spitze der Verwaltung einer Gespanschaft steht der Gespan (kroatisch: župan), der von der Gespanschaftsversammlung gewählt und vom Staatspräsidenten bestätigt wird.
Die Gespanschaften gliedern sich ihrerseits in Općine (deutsch „Gemeinden“), von denen ein Teil den Status einer Stadt (kroatisch: grad) hat. Insgesamt ist die Verwaltung in 124 Städte und 426 Gemeinden unterteilt. 58 % der Bevölkerung lebt in Städten.
| Nr. | Gespanschaft                       | Kroatische Bezeichnung          | Verwaltungssitz | Fläche (km²) | Bevölkerung (Stand 31. Dezember 2021) |
| --- | ---------------------------------- | ------------------------------- | --------------- | ------------ | ------------------------------------- |
| 7   | Gespanschaft Bjelovar-Bilogora     | Bjelovarsko-bilogorska županija | Bjelovar        | 2.652        | 100.380                               |
| 12  | Gespanschaft Brod-Posavina         | Brodsko-posavska županija       | Slavonski Brod  | 2.043        | 129.283                               |
| 19  | Gespanschaft Dubrovnik-Neretva     | Dubrovačko-neretvanska županija | Dubrovnik       | 1.783        | 113.944                               |
| 18  | Gespanschaft Istrien               | Istarska županija               | Pazin           | 2.820        | 193.377                               |
| 4   | Gespanschaft Karlovac              | Karlovačka županija             | Karlovac        | 3.622        | 110.820                               |
| 6   | Gespanschaft Koprivnica-Križevci   | Koprivničko-križevačka županija | Koprivnica      | 1.746        | 99.937                                |
| 2   | Gespanschaft Krapina-Zagorje       | Krapinsko-zagorska županija     | Krapina         | 1.224        | 119.047                               |
| 9   | Gespanschaft Lika-Senj             | Ličko-senjska županija          | Gospić          | 5.350        | 42.284                                |
| 20  | Gespanschaft Međimurje             | Međimurska županija             | Čakovec         | 730          | 103.793                               |
| 14  | Gespanschaft Osijek-Baranja        | Osječko-baranjska županija      | Osijek          | 4.152        | 255.671                               |
| 11  | Gespanschaft Požega-Slawonien      | Požeško-slavonska županija      | Požega          | 1.845        | 62.857                                |
| 8   | Gespanschaft Primorje-Gorski kotar | Primorsko-goranska županija     | Rijeka          | 3.582        | 263.104                               |
| 3   | Gespanschaft Sisak-Moslavina       | Sisačko-moslavačka županija     | Sisak           | 4.463        | 137.876                               |
| 17  | Gespanschaft Split-Dalmatien       | Splitsko-dalmatinska županija   | Split           | 4.534        | 420.149                               |
| 15  | Gespanschaft Šibenik-Knin          | Šibensko-kninska županija       | Šibenik         | 2.939        | 95.365                                |
| 5   | Gespanschaft Varaždin              | Varaždinska županija            | Varaždin        | 1.261        | 156.705                               |
| 10  | Gespanschaft Virovitica-Podravina  | Virovitičko-podravska županija  | Virovitica      | 2.068        | 69.782                                |
| 16  | Gespanschaft Vukovar-Syrmien       | Vukovarsko-srijemska županija   | Vukovar         | 2.448        | 141.610                               |
| 13  | Gespanschaft Zadar                 | Zadarska županija               | Zadar           | 3.642        | 158.360                               |
| 1   | Gespanschaft Zagreb1               | Zagrebačka županija             | Zagreb          | 3.078        | 296.704                               |
| 21  | Stadt Zagreb1                      | Grad Zagreb                     | Zagreb          | 641          | 758.941                               |

1 Nicht zu verwechseln ist die  Hauptstadt Zagreb, die zugleich eine Stadt und Gespanschaft bildet, mit der im Umland liegenden  Gespanschaft Zagreb.

### Militär
Die Kroatische Armee umfasst in ihrer Friedensstärke etwa 21.500 Soldaten. Die Anzahl der Reservisten beträgt 102.700 Soldaten, von denen sich etwa 32.360 in Bereitschaft befinden. Insgesamt stehen 1.612.000 Bürger Kroatiens für den Verteidigungsfall bereit.
Der Wehretat der Republik Kroatien betrug 1997 etwa 1,1 Milliarden USD (1997), etwas über 5 % des Bruttosozialproduktes; 2017 lag er bei etwa 0,772 Milliarden USD (1,4 % des BIP).
Oberbefehlshaber der Armee Kroatiens ist der Staatspräsident der Republik Kroatien. Dem Sabor, dem kroatischen Parlament, obliegt die politische Kontrolle der Streitkräfte sowie die Entscheidungsgewalt über die Festlegung des Wehretats und die strategische Entwicklung.

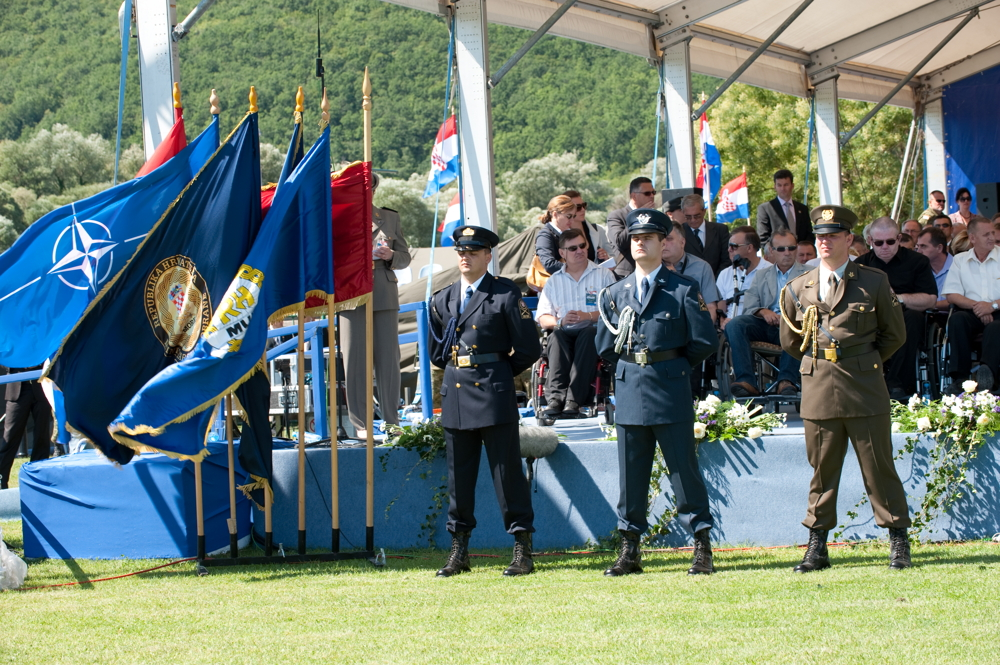
Knin, August 2011

Seit den 1990er Jahren strebte Kroatien eine Mitgliedschaft in der NATO an. Insbesondere die Flüchtigkeit des mutmaßlichen Kriegsverbrechers Ante Gotovina war dabei lange Zeit ein Hindernis. Am 1. April 2009 trat die Mitgliedschaft in Kraft.
Kroatische Truppen waren ab November 2003 Teil der Internationalen Sicherheitsunterstützungstruppe in Afghanistan (ISAF) unter Leitung der NATO (Bildung eines regionalen Aufbauteams für den Handel der Stadt Kundus und Demilitarisierungsprogramme); ISAF wurde am 1. Januar 2015 abgelöst durch die Mission RS. 
Die kroatischen Streitkräfte werden auch zu friedenserhaltenden und -sichernden Maßnahmen im Rahmen der Vereinten Nationen eingesetzt:
- MINURSO in der Westsahara (MINURSO – United Nations Mission for the Referendum in Western Sahara)
- UNAMSIL in Sierra Leone (UNAMSIL – United Nations Assistance Mission to Sierra Leone)
- UNMEE in Äthiopien und Eritrea (UNMEE – United Nations mission in Ethiopia and Eritrea)
- UNMOGIP in Indien und Pakistan (UNMOGIP – United Nations military observer group in India and Pakistan)

## Wirtschaft

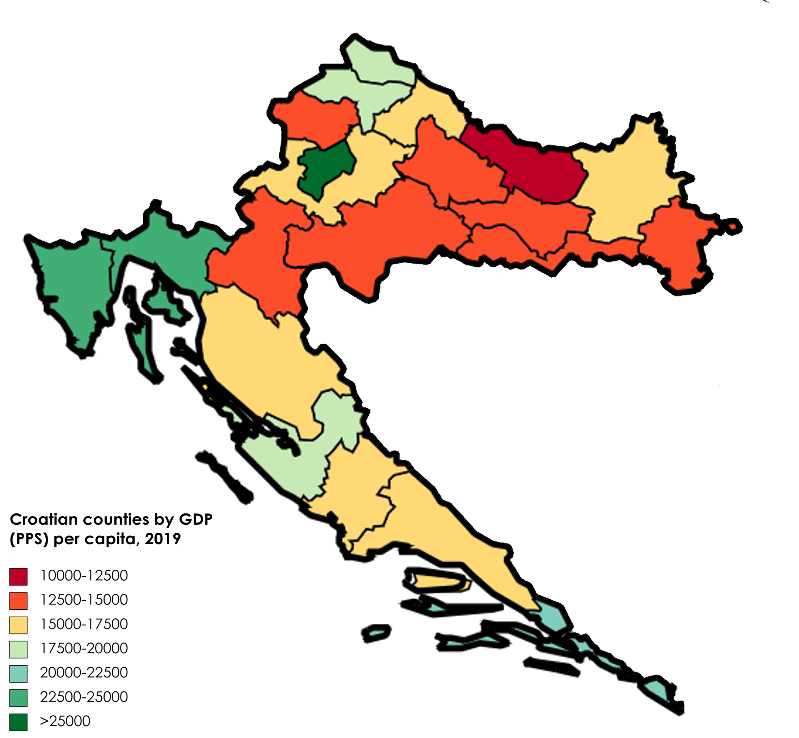
Gespanschaften Kroatiens nach BIP pro Kopf (2019)

Das Bruttoinlandsprodukt (BIP) Kroatiens betrug im Jahr 2016 45,8 Mrd. Euro. Das Bruttoinlandsprodukt pro Kopf betrug im selben Jahr 10.992 Euro. Nach dem Ausbruch der Finanzkrise 2007 steckte das Land über Jahre in der Krise. Kroatien verlor bis 2014 ca. ein Sechstel seiner Wirtschaftskraft. Seit 2015 mehren sich jedoch die Anzeichen wirtschaftlicher Erholung. Die Wirtschaft wuchs 2015 um 1,6 % und 2016 um 3 %. Dennoch hat Kroatien immer noch eine hohe Arbeitslosenquote von 16,3 % zu verzeichnen, die Jugendarbeitslosigkeit ist mit ca. 43 % sehr hoch.
Kroatien war bis zum EU-Beitritt im Juli 2013 Mitglied des mitteleuropäischen Freihandelsabkommens (CEFTA); die Europäische Union ist der wichtigste Handelspartner des Landes. Seit dem 1. Januar 2023 ist der Euro gesetzliches Zahlungsmittel und hat die kroatische Kuna abgelöst.
Im Global Competitiveness Index, der die Wettbewerbsfähigkeit eines Landes misst, belegt Kroatien Platz 74 von 137 Ländern (Stand 2017–2018). Der Index für wirtschaftliche Freiheit 2024 des Landes war der 39 höchste von 176 Ländern. Die Förderprogramme der EU sollen zukünftig bei der Steigerung der Wettbewerbsfähigkeit und der Öffnung der Wirtschaft helfen.
Im „Global Gender Gap Report 2015“ des Weltwirtschaftsforums belegte Kroatien im weltweiten Ranking Platz 59. In diesem Bericht werden etwa Lohnunterschiede zwischen Frauen und Männern, die Beteiligung von Frauen in der Politik sowie in entscheidenden Wirtschaftspositionen eines Staates untersucht.
Das Land führt eine Wertpapierbörse – die Zagreber Börse – mit dem Leitindex, dem CROBEX.
| Jahr                                    | 2010   | 2015   | 2016   | 2017   | 2018   | 2019   | 2020   | 2021   | 2022   | 2023   |
| --------------------------------------- | ------ | ------ | ------ | ------ | ------ | ------ | ------ | ------ | ------ | ------ |
| BIP in Mrd. USD (Kaufkraftparität)      | 95,0   | 102,6  | 107,4  | 113,0  | 119,2  | 131,4  | 124,2  | 144,4  | 165,6  | 176,8  |
| BIP pro Kopf in USD (Kaufkraftparität)  | 22.123 | 24.413 | 25.727 | 27.391 | 29.157 | 32.332 | 30.690 | 37.234 | 42.947 | 46.005 |
| BIP-Wachstum (real)                     | −1,2 % | 2,6 %  | 3,6 %  | 3,4 %  | 3,0 %  | 3,4 %  | −8,5 % | 13,0 % | 7,0 %  | 3,1 %  |
| Inflation (in Prozent)                  | 1,1 %  | −0,3 % | −0,6 % | 1,3 %  | 1,6 %  | 0,8 %  | 0,0 %  | 2,7 %  | 10,7 % | 8,4 %  |
| Staatsverschuldung (in Prozent des BIP) | 57 %   | 83 %   | 79 %   | 76 %   | 73 %   | 70 %   | 86 %   | 78 %   | 68 %   | 63 %   |

### Verkehrslage
Kroatien befindet sich am Schnittpunkt der beiden paneuropäischen Verkehrskorridore Mitteleuropa–Türkei (Korridor X) und Adria–Ukraine bzw. –Baltikum (Korridor V).
Durch Kroatien verlaufen zudem wichtige Erdölpipelines, z. B. die Adria-Anbindung der Erdölleitung Freundschaft.

### Landwirtschaft

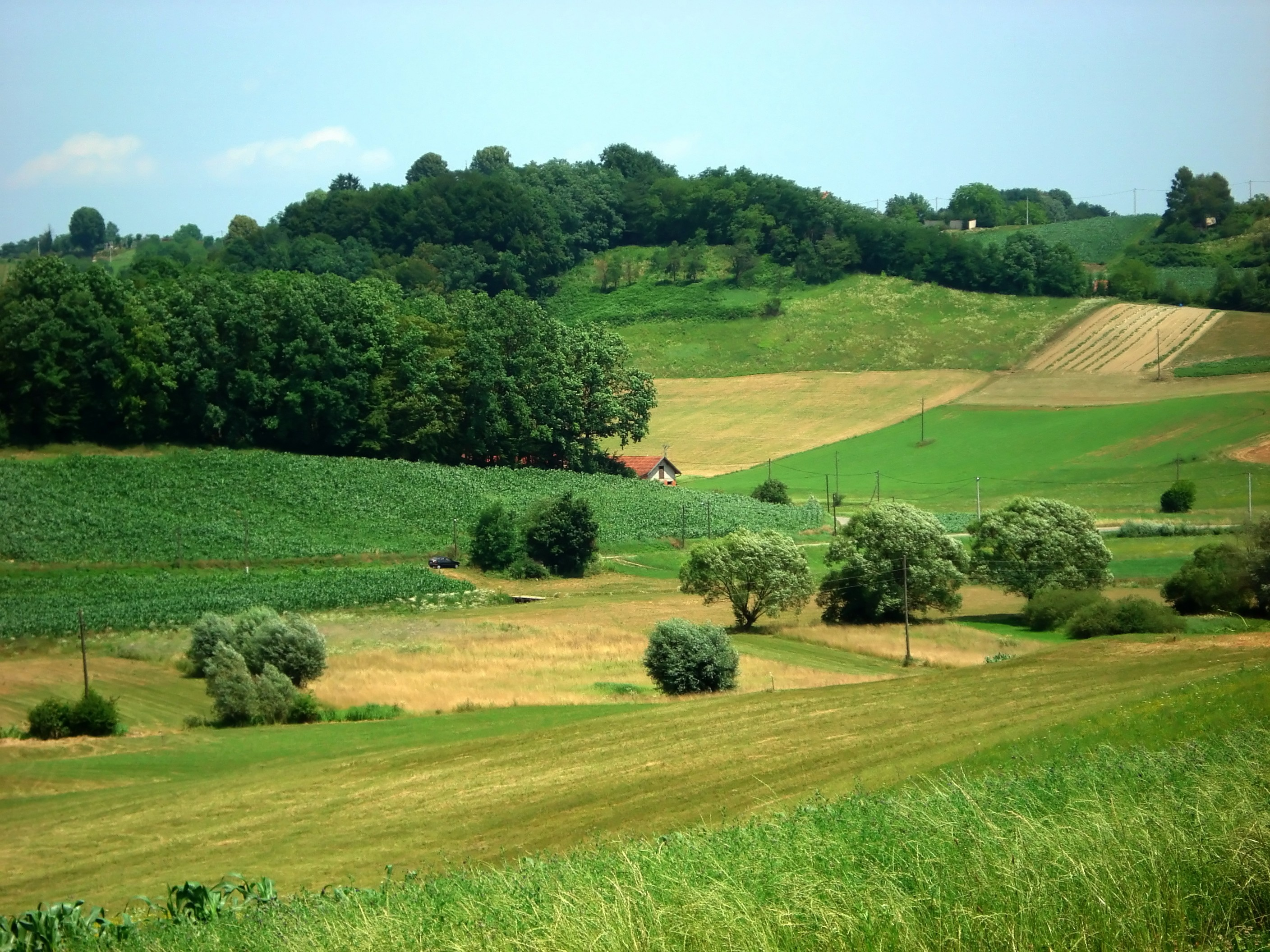
Felder in Hrvatsko Zagorje

Die Hälfte (53,16 %) der Landfläche wird als Agrarfläche genutzt. 2007 wurden 7,2 % des Wirtschaftseinkommens durch die Landwirtschaft erzielt, wobei etwa 2,7 % der Bevölkerung in diesem Sektor tätig waren. 2004 wurde 9 % sowohl des Exports als auch des Imports durch den Sektor erreicht. Zu der bewirtschafteten Landflächen gehören vor allem die fruchtbaren Böden im Save-Drau-Zwischenstromland, die intensiv genutzt werden. Die wichtigsten angebauten Früchte sind Zuckerrüben, Kartoffeln, Weizen und Mais. In klimatisch begünstigten Lagen werden auch einige Sonderkulturen angebaut, vor allem Wein und Obst. In Süddalmatien werden mit Tabak und Zitrusfrüchten hohe Ernteerträge erzielt. In der Viehhaltung dominieren die Rinder-, Schaf- und Schweinezucht. In Dalmatien ist der Fischfang eine wichtige Einkommensquelle.

### Bergbau
Kroatien ist relativ reich an Bodenschätzen. Vor Ausbruch der Jugoslawienkriege 1991 war die Bergbauindustrie einer der bedeutendsten Arbeitgeber. Erdgas, Erdöl, Steinkohle, Braunkohle, Bauxit, Eisenerz und Porzellanerde (Kaolin) gehören zu den wichtigsten Rohstoffen Kroatiens. In manchen Regionen gibt es auch kleine Vorkommen von Calcium, Naturasphalt, Kieselerde, Glimmer und Salz. Darüber hinaus werden Graphit und Baumaterialien (vor allem Betongrundstoffe) abgebaut.

### Industrie

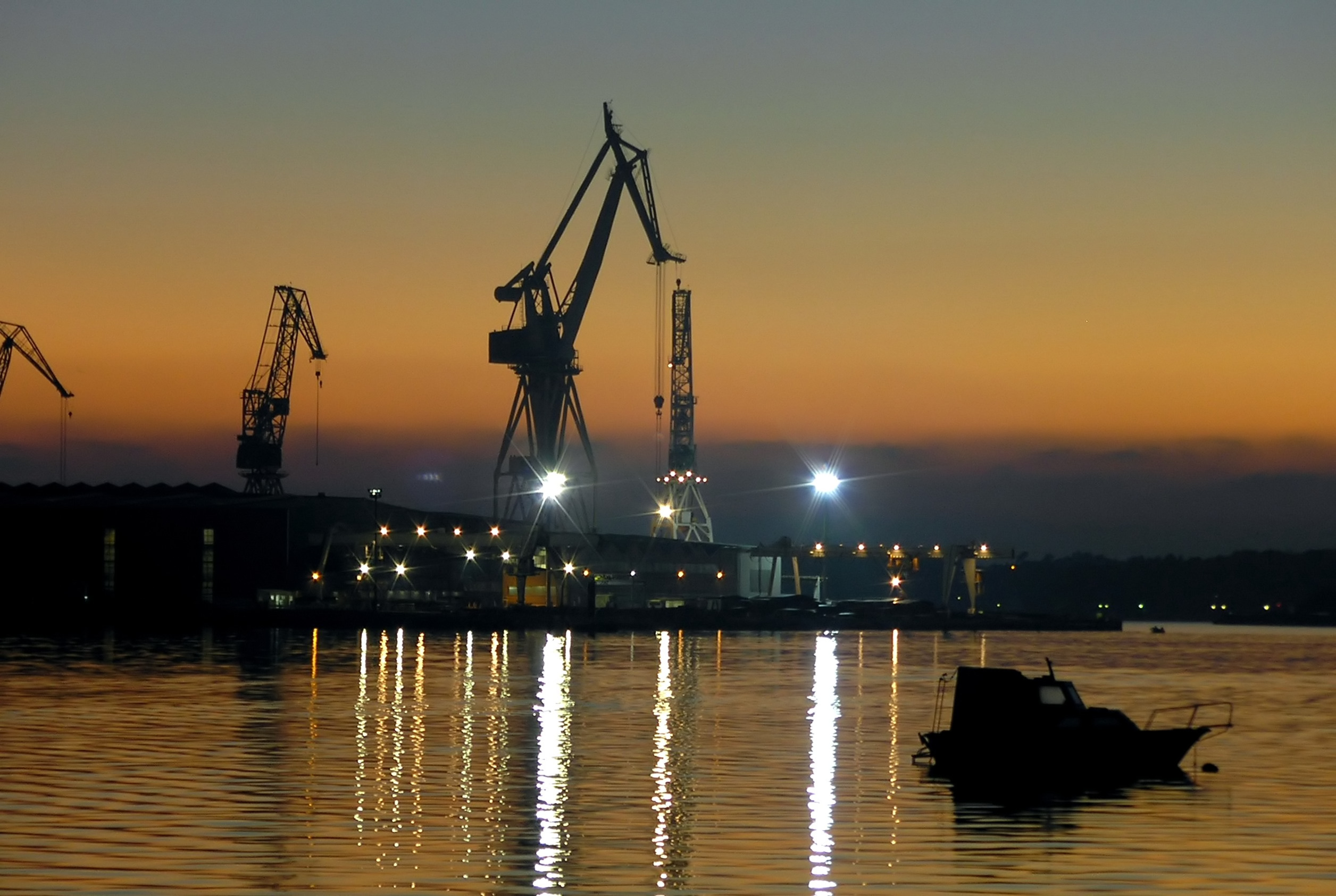
Frachthafen in Pula

Die vorherrschenden Industriebetriebe in Kroatien sind Erdölraffinerien, Eisen- und Stahlwerke, Schiffswerften, Chemieunternehmen und Produktionsstätten für Nahrungsmittel, Maschinen, Zement und Beton, Metallwaren und Textilien. Die ehemals bedeutende Bergbauindustrie verzeichnet seit einigen Jahren Rückgänge in der Produktion. Viele der Industriebetriebe Kroatiens wurden im Kroatienkrieg zerstört oder beschädigt. Der Wiederaufbau der Anlagen bindet viele finanzielle Mittel und verhindert eine weitere Entwicklung in einigen anderen Produktionsbereichen. Als Folge des Krieges im eigenen Lande fiel 1991 die Industrieproduktion um 42,5 %. Ab 1993 verzeichnete die kroatische Wirtschaft Zuwachsraten, und bis 1996 konnten wieder in den meisten Branchen erhebliche Produktivitätssteigerungen verzeichnet werden. Wichtige Industrieunternehmen sind der Mineralöl- und Gas-Konzern Industrija nafte (INA) (etwa 17.000 Beschäftigte), der Elektrotechnik-Hersteller Končar Group sowie die Lebensmittelkonzerne Agrokor (etwa 36.000 Beschäftigte), Podravka und Kraš.

### Bankwesen
Das Bankwesen ist konsolidiert und die größten Banken des Landes haben mit italienischen und österreichischen Großbanken fusioniert bzw. wurden von diesen übernommen. Zu den größten Banken in Kroatien zählen die Zagrebačka banka, Privredna banka, Splitska banka, Raiffeisenbank Austria, HVB Croatia banka, OTP banka und Karlovačka banka. Die einzige größere Bank, die nicht von ausländischen Banken aufgekauft wurde, ist die Hrvatska Poštanska Banka – die kroatische Postbank. Eine Privatbank ist die KentBank.

### Tourismus

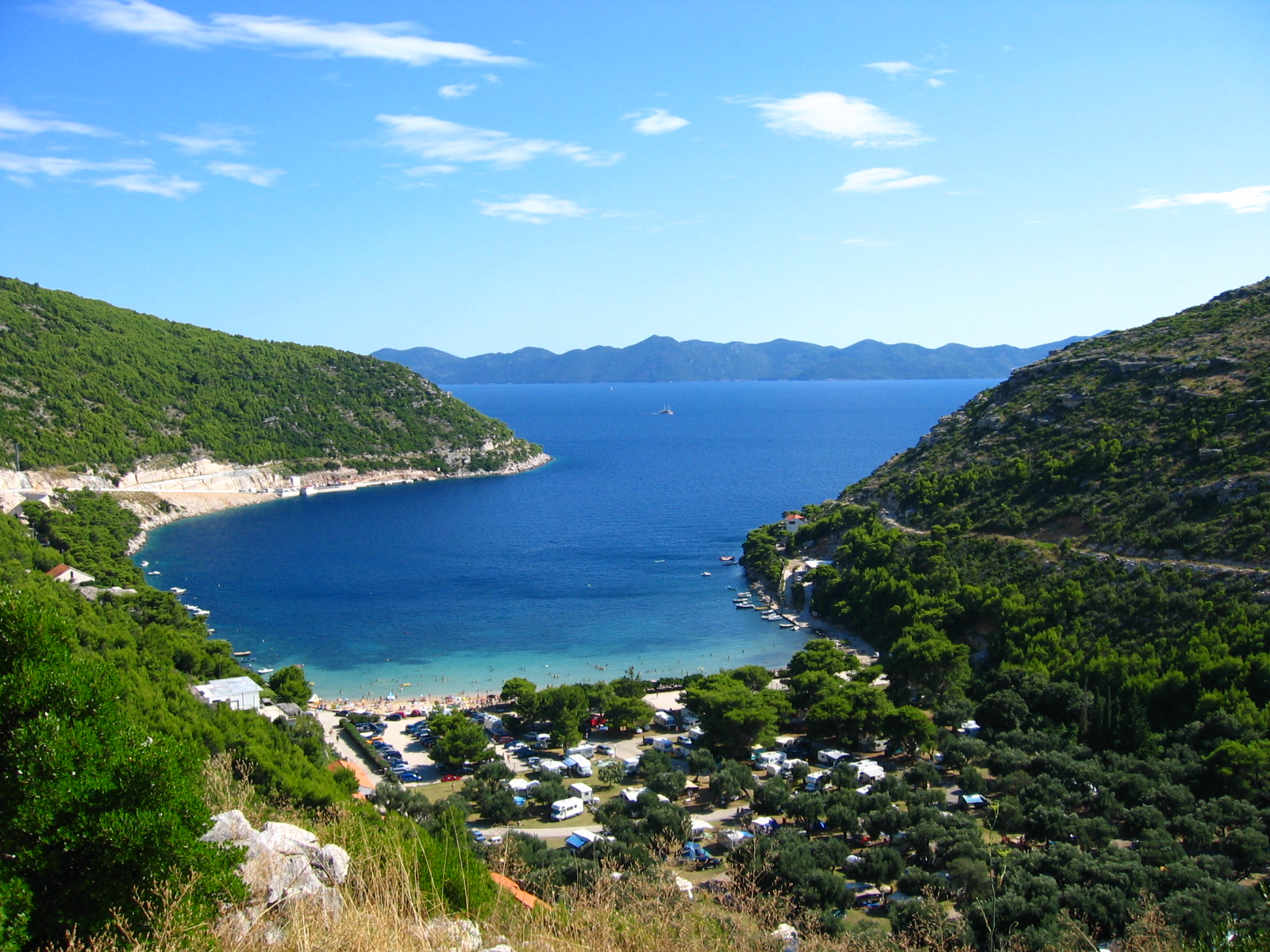
Campingplatz bei Prapratno

Kroatien ist für seine Küste mit hunderten vorgelagerten Inseln bekannt. Jährlich reisen etwa 10 Mio. Menschen nach Kroatien. Im Jahr 2008 sorgten sie für einen Umsatz von rund 7,5 Mrd. Euro. Die Einnahmen aus dem Tourismus beliefen sich 2011 auf 6,6 Mrd. und 2012 auf 7 Mrd. Euro. Damit trug die Fremdenverkehrsbranche etwa ein Fünftel zum BIP des Landes bei (mehr als in jedem anderen EU-Land); sie war und ist ein wichtiger Teil des Dienstleistungssektors.

### Energie
Zur Erzeugung von elektrischer und Wärmeenergie werden in Kroatien vorrangig Erdöl, Kohle und Wasser genutzt. Daneben versorgt das Kernkraftwerk Krško in Slowenien, das in einem gemeinsamen Projekt zwischen Kroatien und Slowenien errichtet wurde, den Norden Kroatiens, vor allem Zagreb, mit Strom. Wasserkraftwerke sind meist in der Küstenregion Kroatiens vorzufinden. Das größte Wasserkraftwerk in Kroatien liegt am Perućko jezero (Peruća-See) nahe Sinj. Seit einem Beschluss vom März 2007 werden in Kroatien auch erneuerbare Energien subventioniert.
Strom wurde 2011 zu 24,5 % aus Wasserkraft, 15,8 % Kernenergie und 27,5 % aus fossilen Brennstoffen gewonnen, 30,9 % werden auf dem Strommarkt dazugekauft. Windenergie machte einen Anteil von 1,3 % aus, 2010 waren es 0,8 % gewesen.
Der Stromverbrauch von Kroatien lag 2020 bei 13,2 TWh. Davon stammten 32 % aus Wasserkraft, 19 % aus Gas, knapp 7 % aus Kohle, 9,5 % aus Windenergie und 5,5 % aus Biomasse. Solarenergie, Geothermie und Öl trugen jeweils weniger als ein Prozent zum Strommix bei.

### Pharma
In Zagreb befindet sich das Unternehmen Pliva, dieses ist für den antibiotisch wirkenden Arzneistoff Azithromycin bekannt.

### Staatshaushalt
Laut Schätzungen der CIA umfasste der Staatshaushalt 2012 Ausgaben von umgerechnet 23,42 Mrd. US-Dollar, dem standen Einnahmen von umgerechnet 21,56 Mrd. US-Dollar gegenüber. Das Defizit wird mit 3,2 % des BIP angegeben.
Laut CIA wird die Staatsverschuldung für 2012 auf 68,2 % des BIP geschätzt.
2020 betrug der Anteil der Staatsausgaben (in % des BIP) folgender Bereiche:
- Gesundheit: 7,8 %
- Bildung: 5,5 %
- Militär: 1,8 % (2024)

## Infrastruktur, Verkehr und Telekommunikation

Das Autobahnnetz in Kroatien (2009)

### Straßenverkehr

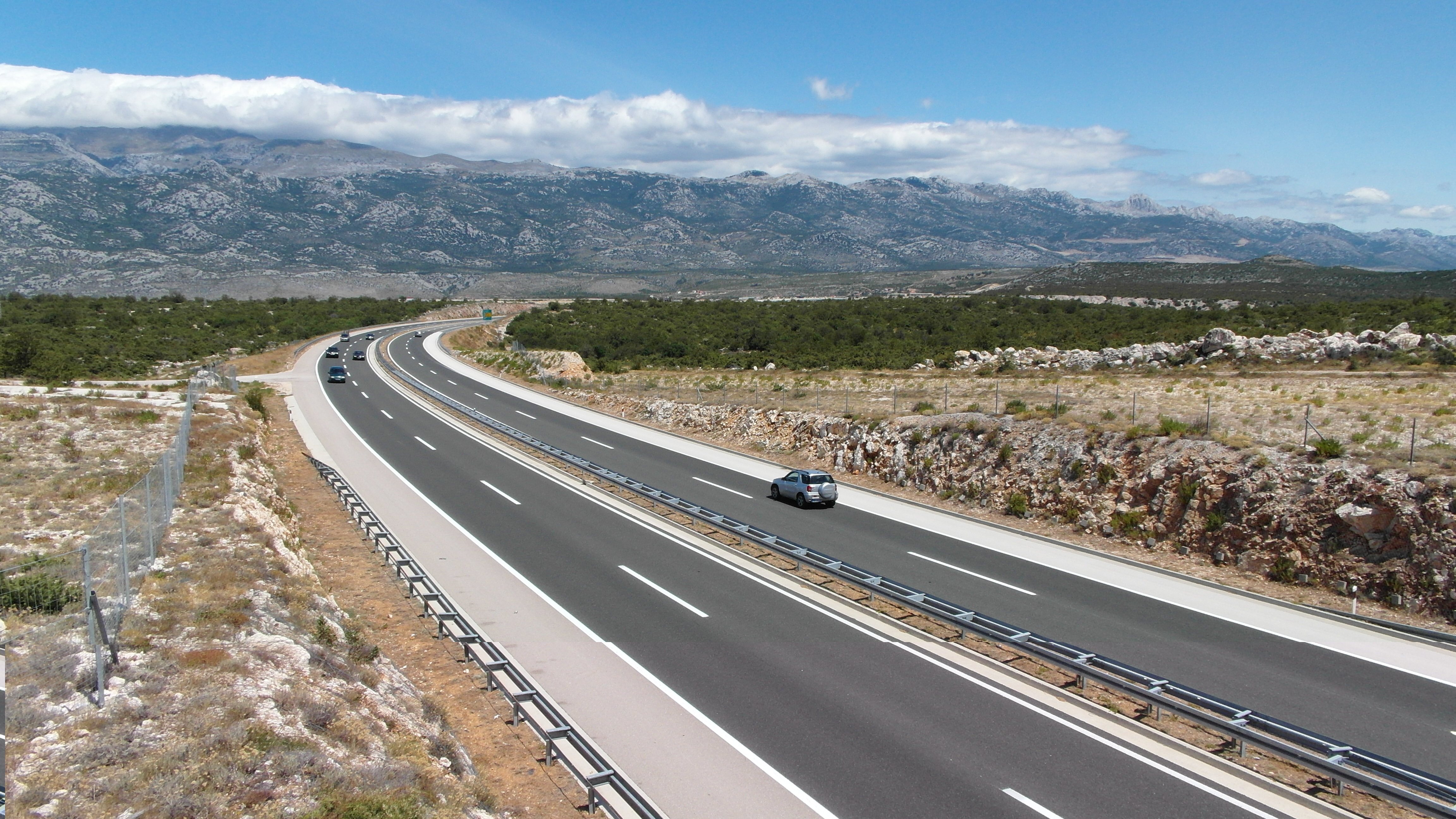
2005 fertiggestellte Autobahn A1 Zagreb–Split, nahe Maslenica

Das kroatische Autobahnnetz gehört zu den jüngsten in Europa. Viele Autobahnkilometer wurden erst kürzlich fertiggestellt und ein Ende der regen Bautätigkeit ist noch nicht abzusehen. Das Hauptprojekt stellte hierbei die Autobahn A1 Zagreb–Split dar, die im Frühling 2005 fertiggestellt wurde und eine durchgehende Autobahnverbindung zwischen den beiden größten kroatischen Städten bietet. Bis 2008 sollten einige wichtige Bauprojekte verwirklicht sein. Dazu zählen die Verlängerung der Autobahn bis Ploče in Süddalmatien, bessere Verkehrslösungen für Rijeka (weitere Umgehung), die Autobahnverbindung nach Osijek, der Autobahnausbau nach Sisak und die Autobahnanbindungen in Richtung Serbien, Slowenien sowie Österreich. Zurzeit wird der Ausbau zahlreicher Raststätten entlang aller kroatischen Autobahnen vorangetrieben. Ebenso sollten mittels modernster Videoüberwachungstechnik Unfälle vermieden werden. Die kroatischen Autobahntunnel zählen zu den sichersten in Europa.

### Schienenverkehr

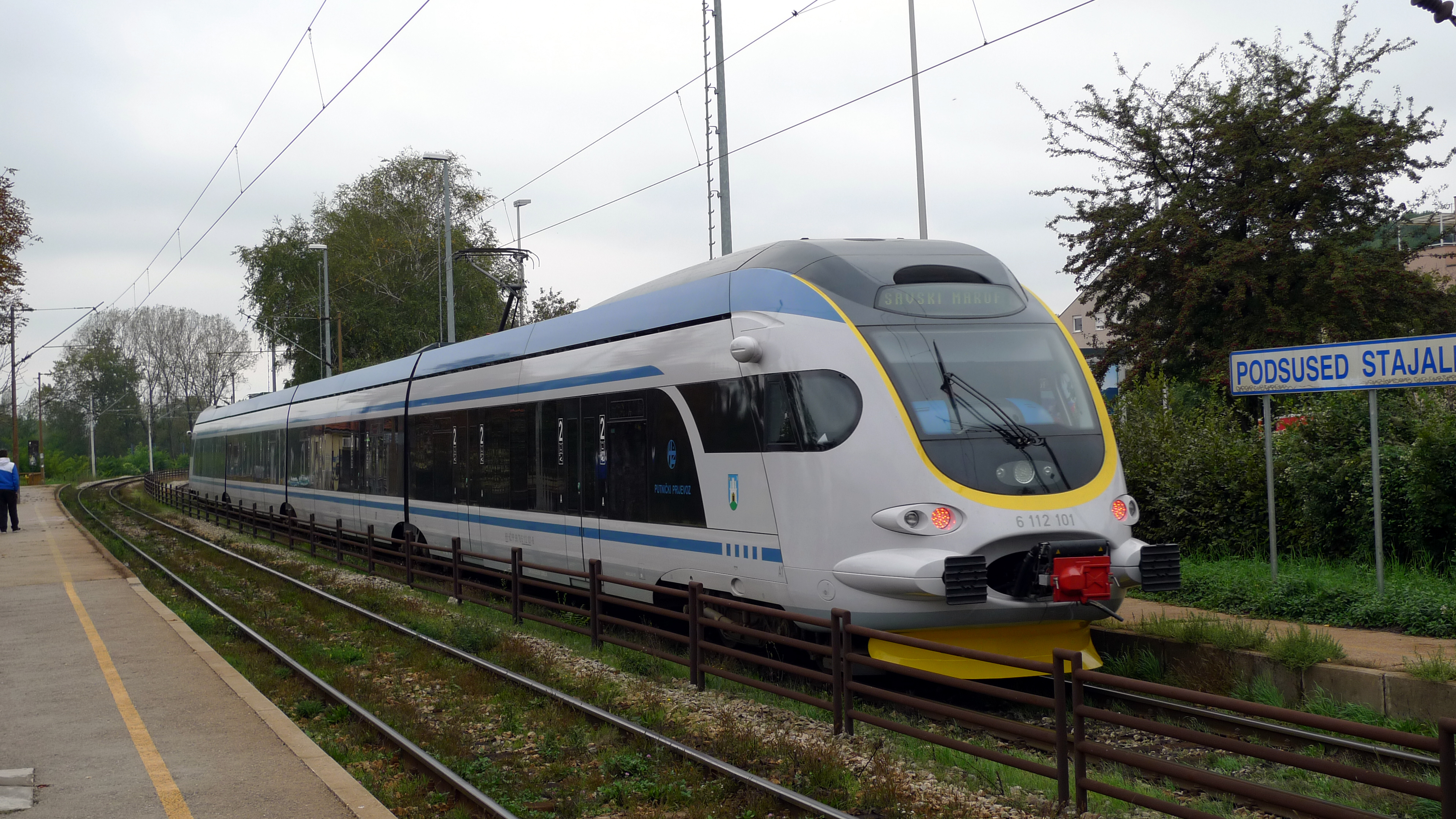
Regionalzug von Zagreb nach Savski Marof

Der von den 2006 privatisierten Hrvatske željeznice betriebene Bahnverkehr in Kroatien ist mit einem Streckennetz von 2974 Kilometern unterentwickelt und wenig konkurrenzfähig zum Busnetz, das in der Regel Strecken preiswerter und in kürzeren Intervallen bedient. Seit 2005 verkehren auf der Bahnstrecke Zagreb–Rijeka sowie weiter nach Knin und nach Split die Neigezüge der Baureihe 7123, die eine viel komfortablere und kürzere Reisezeit ermöglichen als zuvor. Im Gegensatz dazu stehen die veralteten Triebwagen auf anderen Strecken insbesondere in den Osten nach Slawonien. Neben der abgeschlossenen Modernisierung der Strecke Zagreb–Split soll eine neue Bahnstrecke von Botovo an der Grenze zu Ungarn über Zagreb bis nach Rijeka gebaut werden. Dazu gehören auch Überlegungen für eine Neubaustrecke Zagreb–Rijeka. Mit einer Fertigstellung ist nach Informationen von 2012 jedoch vor 2025 nicht zu rechnen.
Die zweite Klasse der kroatischen Eisenbahn kann 2025 von Schülern, Studenten, Rentnern und Personen ab 65 Jahren kostenlos genutzt werden. Voraussetzung ist der Besitz einer entsprechenden Smartcard.

### Flugverkehr

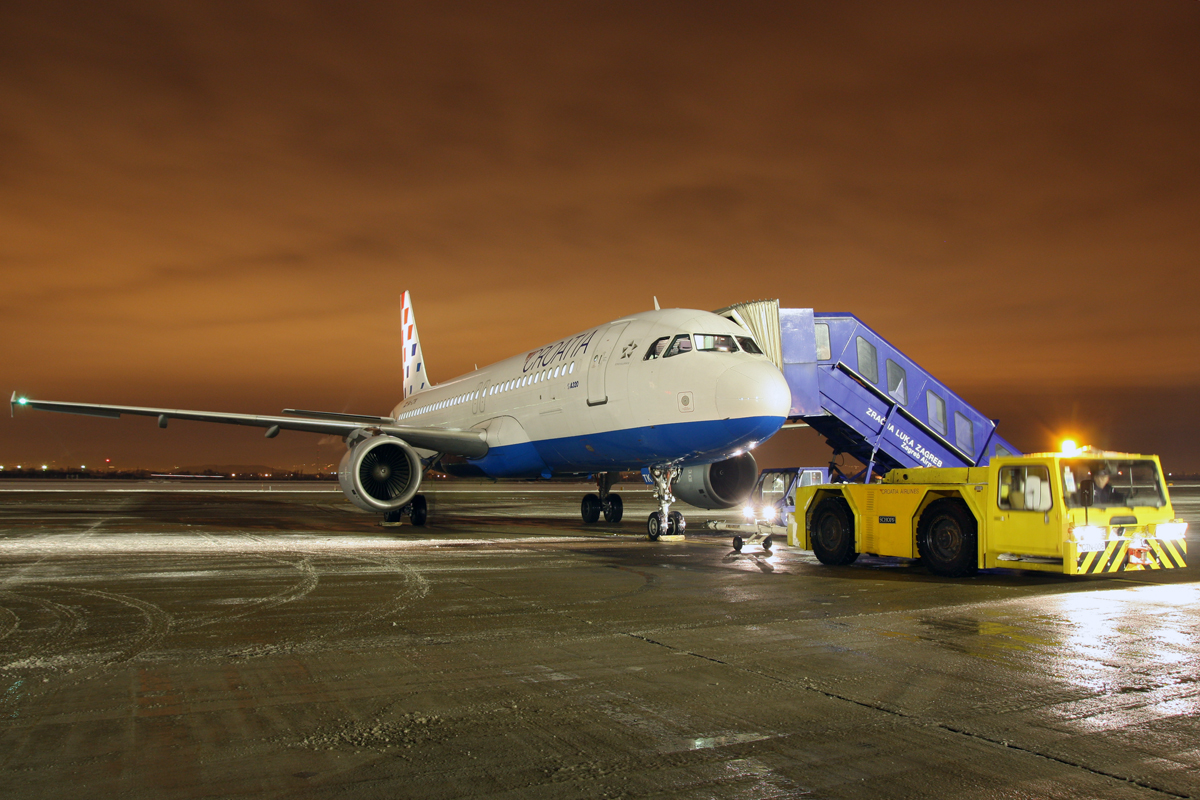
Ein A320 der Croatia Airlines in Zagreb

Die bedeutendsten Flughäfen sind
- Flughafen Zagreb
- Flughafen Rijeka
- Flughafen Split
- Flughafen Dubrovnik
- Flughafen Pula
- Flughafen Zadar
- Flughafen Osijek/Klisa

### Seeverkehr und Binnenschifffahrt

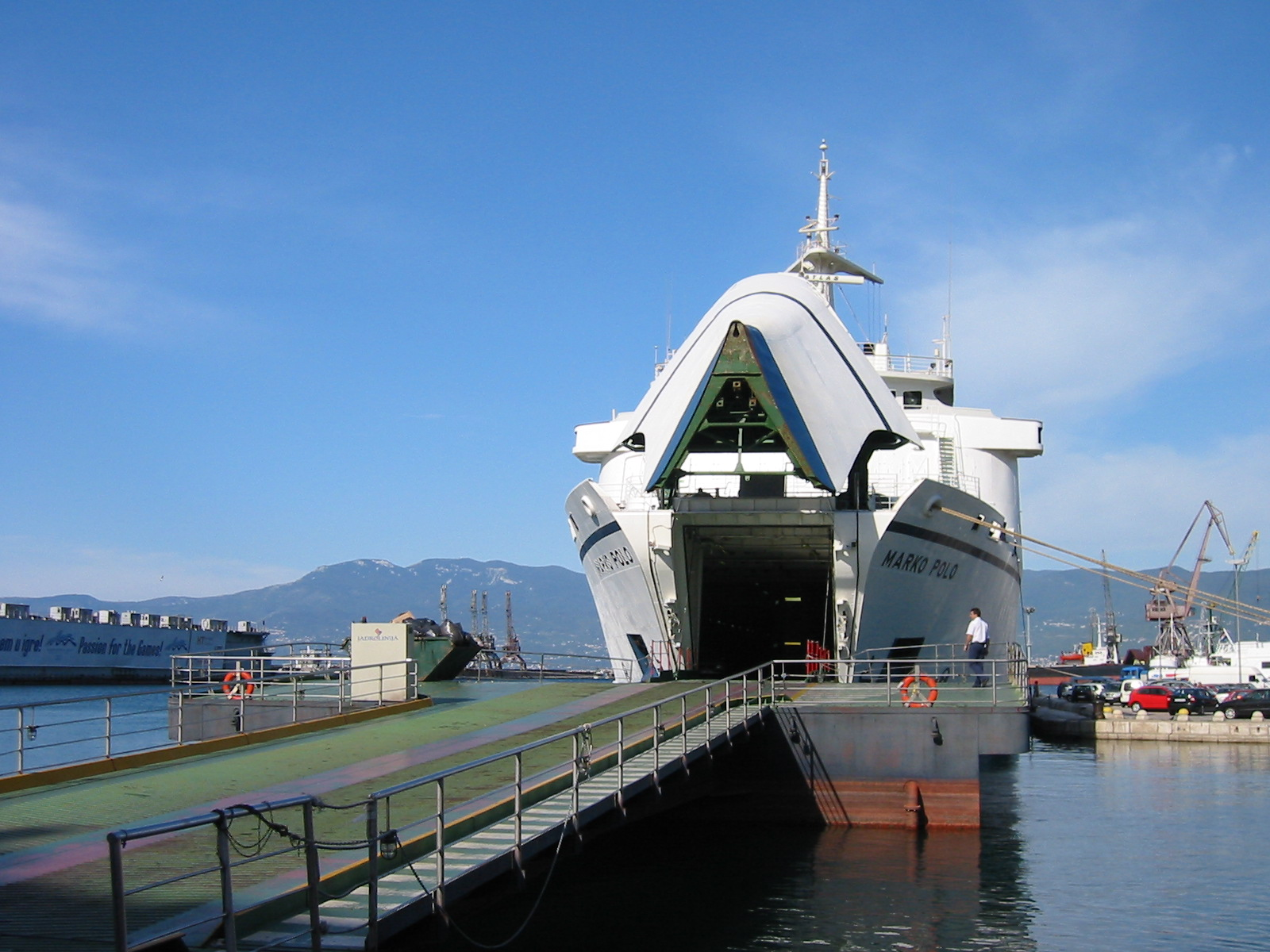
Fähre im Hafen von Rijeka, dem Handels- und Wirtschaftszentrum Kroatiens an der Adria

In Kroatien gibt es mehrere wichtige Adriahäfen. Der größte Hafen an der östlichen Adriaseite ist Rijeka, gefolgt vom Industriehafen Ploče und dem Passagierhafen Split.
Als bedeutender Binnenhafen gilt Vukovar an der Donau.

### Telekommunikation und Internet
Der Telekommunikationssektor ist in Kroatien bereits weit entwickelt, insbesondere was die Mobilfunknetze betrifft und hat in den letzten Jahren im Vergleich zu anderen Wirtschaftsbranchen in Kroatien die größten Fortschritte gemacht. Dies ist auch daran ersichtlich, dass der Telekommunikationssektor in diesem Land einen höheren Anteil am BIP trägt, als dies in den alten EU-Ländern der Fall ist (über 5 %). Auch die Gesetzgebung in diesem Bereich befindet sich bereits auf europäischem Niveau. Als Folge der Liberalisierung des Marktes im Jahr 2005 kommen immer mehr alternative Telekommunikations-Betreiber auf den kroatischen Markt.
In Kroatien gibt es momentan (Stand: 2018) die Mobilfunknetzbetreiber A1 Hrvatska, Hrvatski Telekom sowie Tele2, wobei noch zusätzlich die Mobilfunk-Discounter Bonbon sowie Tomato miteinander im Wettbewerb stehen. Die beiden größten Netze garantieren eine flächenmäßige Abdeckung von über 98 %. Auch die Einführung neuer Technologien, wie WAP, GPRS oder MMS wurde rasch durchgeführt. Ebenso sind UMTS, LTE und 5G verfügbar. Dem kroatischen Telekommunikationssektor wird immer noch recht gutes Wachstumspotential zugeschrieben, da noch keine vollständige Marktsättigung erreicht wurde.
Breitbandinternetzugänge sind nicht im ganzen Land verfügbar. Durch gezielte Wachstumsanreize soll der Ausbau beschleunigt werden. 2005 wurden in Kroatien bereits Frequenzlizenzen für Internet-Funknetzwerke vergeben. Insbesondere durch neue WiMAX-Funknetzwerke soll die Internet-Infrastruktur in ganz Kroatien ausgebaut werden. Die flächenmäßige Abdeckung ganzer Städte und Regionen mit dieser Technik wurde hierbei beschlossen.
Im Jahr 2023 nutzten 83,2 % der Einwohner das Internet.

### Feuerwehr
In der Feuerwehr in Kroatien waren im Jahr 2019 landesweit 3.425 Berufs-, 1.070 Teilzeit- und 54.219 freiwillige Feuerwehrleute organisiert, die in 1.923 Feuerwachen und Feuerwehrhäusern, in denen 2.248 Löschfahrzeuge und 115 Drehleitern bzw. Teleskopmasten bereitstehen, tätig sind. Der Frauenanteil beträgt 12 %. In den Jugendfeuerwehren sind 21.927 Kinder und Jugendliche organisiert. Die kroatischen Feuerwehren wurden im selben Jahr zu 31.393 Einsätzen alarmiert, dabei waren 14.980 Brände zu löschen. Hierbei wurden 30 Tote von den Feuerwehren bei Bränden geborgen und 166 Verletzte gerettet. Die nationale Feuerwehrorganisation Hrvatska vatrogasna zajednica repräsentiert die kroatische Feuerwehr im Weltfeuerwehrverband CTIF.

## Kultur

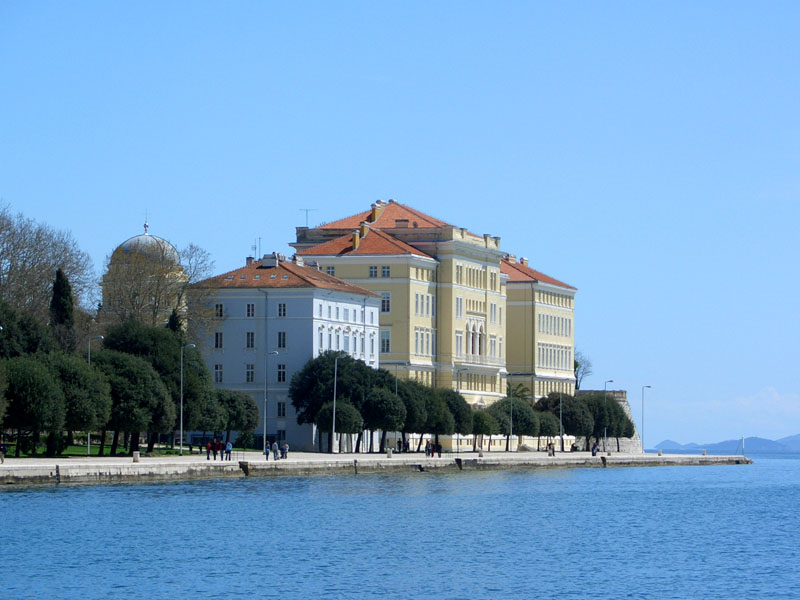
Die Universität Zadar gehört zu den ältesten Universitäten in Europa. Sie wurde 1396 als Universitas Jadertina gegründet.

In kultureller und architektonischer Hinsicht wurden der Norden und Nordosten Kroatiens durch ihre lange gemeinsame Geschichte mit Ungarn bzw. Österreich im Baustil des Barock geprägt. Der Süden des Landes, das Küstenland von Istrien, der Kvarner-Bucht, des Hrvatsko primorje und Dalmatiens hingegen wurden architektonisch vorwiegend im Stil der Renaissance durch die frühere Seemacht Venedig (1409 bis etwa 1815) beeinflusst.

### Musik
In Kroatien ist sowohl moderne Rock- und Popmusik, als auch traditionelle Tamburica- (gitarrenartiges Musikinstrument) und Klapa- (Männerchor) Musik weit verbreitet. Viele kroatische Künstler feiern auch international Erfolge wie z. B. 2Cellos, Tomislav Miličević (30 Seconds to Mars), Krist Novoselić (ehemaliges Bandmitglied von Nirvana), Sandra Nasić (Guano Apes) u. v. m.

### Kulturhistorisches
Die Bezeichnung des Kleidungsstückes „Krawatte“ geht auf den Namen eines Volkes der Kroaten zurück. Die kroatischen Soldaten trugen im 17. Jahrhundert ein ähnliches Kleidungsstück um den Hals, ein Halsband mit Fransen, durch das sie recht einfach zu unterscheiden waren. Das Wort cravate wird zum ersten Mal in der französischen Enzyklopädie im 17. Jahrhundert erwähnt, als kroatische Soldaten am Hof Ludwigs XIV. in Paris weilten. Das französische Wort für die Kroaten lautet Croates, was leicht auf das Wort cravate oder im Deutschen „Krawatte“ schließen lässt (Näheres siehe: Geschichte der Krawatte).

### Medien
Im März 2016 entließ die Regierung den Generaldirektor des öffentlichen Rundfunks HRT. Dieser wurde nach Angaben von Reporter ohne Grenzen von einem „regierungstreuen“ Direktor ersetzt.

#### Druckerzeugnisse
Die Presse in Kroatien ist überwiegend auf die Hauptstadt Zagreb konzentriert. Zu den bedeutendsten Tageszeitungen gehören Večernji list, Jutarnji list, Slobodna Dalmacija und Novi list. Die meistgelesenen Wochenmagazine sind Globus, Nacional und Hrvatski list. Seit 2005 etablieren sich immer mehr Zeitungen im Kleinformat. Dazu zählen 24 sata sowie die Gratiszeitungen Metropola und Metro.

#### Fernsehen-/Sender

Logo der kroatischen öffentlich-rechtlichen Rundfunkanstalt HRT

Kroatien verfügt über ein duales Fernseh- und Rundfunksystem. Aus dem staatlichen Radio Televizija Zagreb ging 1991 Hrvatska radiotelevizija (HRT) hervor, das derzeit fünf Kanäle ausstrahlt. Bereits seit den 1980er Jahren gibt es in Kroatien lokale Privatfernsehsender. Am kroatischen Fernsehmarkt etablierten sich im Zuge der Liberalisierung in den letzten Jahren auch national-sendende Privatsender.
Die Privatsender RTL Televizija und Nova TV sowie RTL 2, RTL Kockica, CMC und Doma TV können in ganz Kroatien über DVB-T und DVB-T2 sowie im Kabel frei empfangen werden. Viele weitere Programme sind gegen Gebühr in den unterschiedlichen Pay-TV-Paketen enthalten, die über DVB-T2, DVB-C und DVB-S empfangen werden können. HRT1 (nur Nachrichten, Reportagen und Filme sowie Serien aus Kroatien), HRT4 (außer bei Sportübertragungen) und HRT International sowie Z1 aus Zagreb sind per Satellit auch europaweit unverschlüsselt empfangbar.

#### Radio
Neben den staatlichen Radiosendern der HRT und den national-ausgestrahlten Privatsendern Otvoreni radio, Narodni radio und Radio Marija gibt es in Kroatien bereits seit den frühen 1990er Jahren dutzende lokale Privatradiosender.

#### Film
Die einzige große kroatische Filmproduktionsfirma ist Jadran Film, die u. a in den 1960er Jahren an den Karl-May-Filmen beteiligt war. Zahlreiche kroatische Schauspieler sind auch dem internationalen Publikum bekannt, darunter Goran Višnjić, Ivana Miličević, Mira Furlan, Miroslav Nemec (dt. Tatort), Dunja Rajter, Antonija Šola oder Mimi Fiedler. Der bekannteste Kroate im Filmgeschäft dürfte allerdings der Oscarpreisträger Branko Lustig sein. Lustig produzierte u. a. Schindlers Liste, Gladiator und Hannibal. Zudem spielte er in zahlreichen nationalen und internationalen Filmproduktionen mit.

### Sport
Eine spezifisch kroatische Sportart ist Picigin, ein beliebtes Strandballspiel in seichtem Wasser, das zu Beginn des 20. Jahrhunderts in Split entwickelt wurde.

#### Sportliche Erfolge

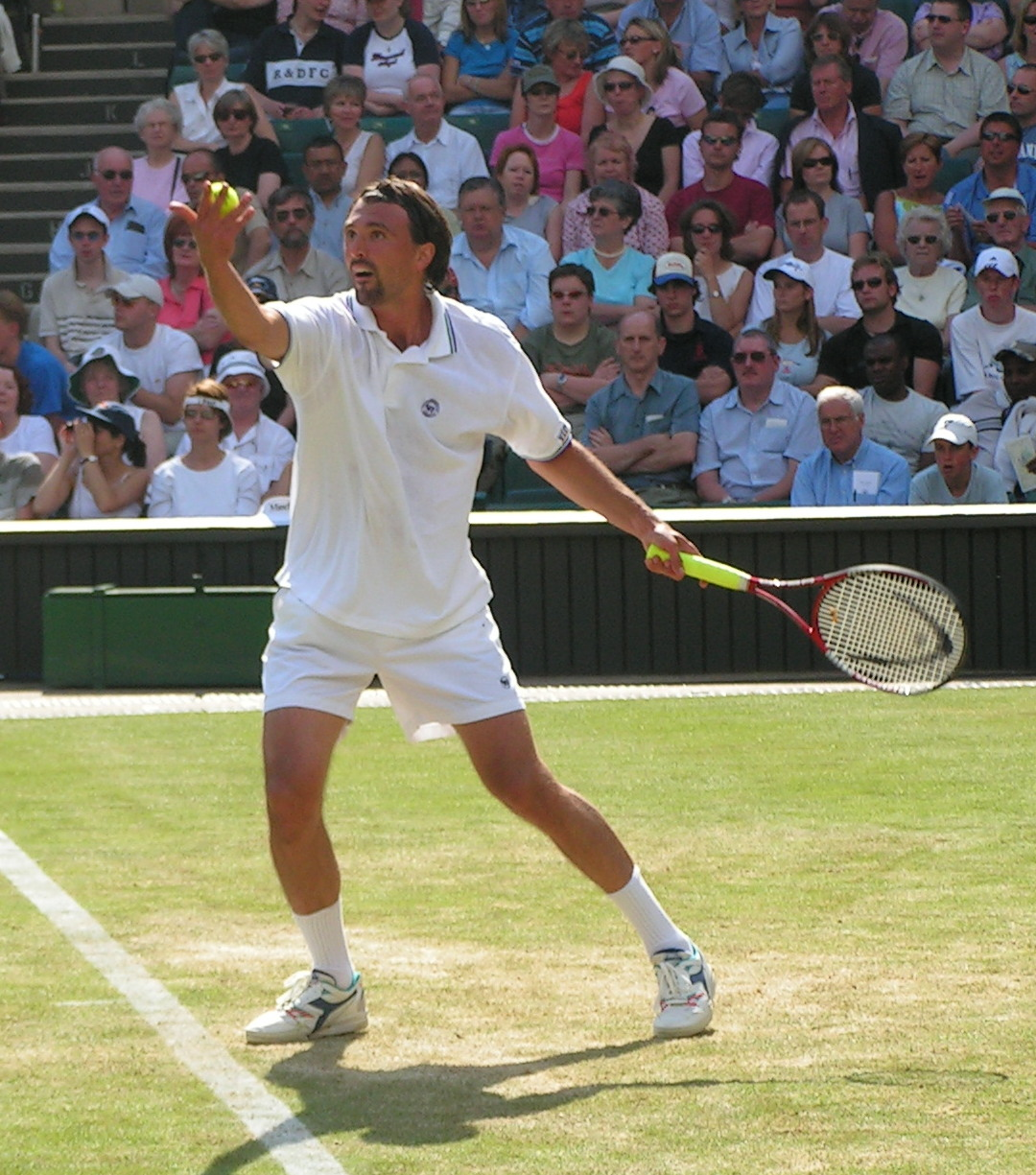
Wimbledongewinner Goran Ivanišević

- Fußball: Zu den größten Erfolgen kroatischer Nationalmannschaften zählen der zweite Platz bei der Fußball-Weltmeisterschaft 2018 und der dritte Platz bei der WM 1998 in Frankreich. Die kroatische Fußballnationalmannschaft hat sich bereits viermal seit Erlangung der Unabhängigkeit 1991 für die Weltmeisterschaftsendrunde qualifiziert.
- Handball: Der Sieg der Handballer bei den Olympischen Spielen von 1996 in Atlanta und 2004 in Athen – wie auch der Sieg bei der Handball-Weltmeisterschaft der Männer 2003 in Portugal. Zudem war Kroatien 1995, 2005 und 2009 Vizeweltmeister sowie 2008 und 2010 Vizeeuropameister im Handball.
- Basketball: Die Silbermedaille für die Basketballer bei den Olympischen Spielen in Barcelona 1992. In den Jahren 1993 und 1995 holten die Kroaten Bronze bei der EM und 1994 Bronze bei der WM in Kanada
- Wasserball: Die Silbermedaille für das Wasserball-Nationalteam bei den Olympischen Spielen 1996 in Atlanta und der Weltmeistertitel 2007 in Melbourne sowie die Goldmedaille bei den Olympischen Spielen 2012. Außerdem holte Kroatien Gold bei der Wasserball-WM 2017 in Budapest.
- Rudern: Die Silbermedaille im Rudern für das Gebrüderpaar Nikša und Siniša Skelin in Athen 2004 (im Zweier ohne Steuermann)
- Tennis: Wimbledon-Sieg von Goran Ivanišević 2001 im Tennis. Iva Majoli gewann die French Open 1997. Ende 2006 befanden sich außerdem gleich zwei kroatische Tennisspieler unter den Top 10 in der ATP-Rangliste (Ivan Ljubičić und Mario Ančić). 1993 nahm Kroatien erstmals als eigenständige Mannschaft am Davis Cup teil. Im Jahr 2005 gelang es Kroatien als erstes ungesetztes Team den Davis Cup zu gewinnen. Im Endspiel in Bratislava setzte sich die Mannschaft knapp mit 3:2 gegen Gastgeber Slowakei durch. 2018 folgte der zweite Titelgewinn. Mit 3:1 besiegte Kroatien Frankreich.
- Wassersport: Die Silbermedaille im Schwimmen für Duje Draganja bei den Olympischen Spielen 2004 in Athen (50 m Freistil) sowie Sanja Jovanović die eine Weltrekordzeit von 26,50 Sekunden aufgestellt hat bei den Kurzbahneuropameisterschaften 2007 der Schwimmer im ungarischen Debrecen über 50 Meter Rücken
- Wintersport: Janica Kostelić holte Dreifach-Olympiagold bei den Olympischen Winterspielen 2002 in Salt Lake City (Kombination, Slalom, Riesenslalom; Silber im Super-G). Bei den Olympischen Winterspielen 2006 in Turin konnte sie ihre erfolgreiche Laufbahn mit einer Goldmedaille in der Kombination sowie einer weiteren Silbermedaille im Super-G fortsetzen. Bei den Olympischen Winterspielen in Turin holte auch der Bruder von Janica Kostelić, Ivica Kostelić, die Silbermedaille in der Kombination. Im Biathlon holte Jakov Fak Bronze bei den Olympischen Winterspielen in Vancouver 2010.
- Leichtathletik: Bei den Leichtathletik-Weltmeisterschaften 2007 in Osaka wurde Blanka Vlašić (Split) mit dem Überspringen von 2,05 m Weltmeisterin im Hochsprung und bei den Olympischen Spielen 2008 in Peking holte Vlašić Silber. Sie holte bei den Leichtathletik-Weltmeisterschaften 2009 in Berlin Gold. Die Diskuswerferin Sandra Perković gewann bei den Olympischen Spielen 2012 in London die Goldmedaille.

#### Inklusion
Special Olympics Kroatien wurde 1992 gegründet und nahm mehrmals an Special Olympics Weltspielen teil.

#### Sportliche Großveranstaltungen
- 2003 Handball-Weltmeisterschaft der Frauen 2003
- 2005 Volleyball-Europameisterschaft der Frauen in Zagreb und Pula
- 2007 Tischtennisweltmeisterschaft im Einzel in Zagreb
- 2008 Eiskunstlauf-Europameisterschaften in Zagreb
- 2008 Kurzbahneuropameisterschaften in Rijeka und Freiwassereuropameisterschaften in Dubrovnik
- 2009 Handball-Weltmeisterschaft der Männer in den Städten Zagreb, Split, Osijek, Varaždin, Zadar, Pula und Poreč
- 2010 IAAF-Leichtathletik-Weltcup in Split
- Seit 2005 ist Sljeme eine der FIS World Cup Austragungsorte für die jährliche Tournee des Slaloms der Damen und Herren. Sljeme gehört mit seiner Besucherzahl (bis zu 15.000 Menschen) zu den größten Skislalom-Austragungsorten in Europa.
- 2013 Speedway-Europameisterschaft Finale 3 in Gorican.
- 2013 EUREKA Poker Tour (damals noch im Rahmen der EPT) Mainevent in Dubrovnik[110]
- 2018 Handball-Europameisterschaft der Herren in den Städten Zagreb, Split, Varaždin und Porec[111]

### UNESCO Weltkultur- und Naturerbe der Menschheit
| Die kroatischen Weltkultur- oder Naturerbestätten geordnet nach den Eintragungsjahren | Die kroatischen Weltkultur- oder Naturerbestätten geordnet nach den Eintragungsjahren | Die kroatischen Weltkultur- oder Naturerbestätten geordnet nach den Eintragungsjahren |
| ------------------------------------------------------------------------------------- | ------------------------------------------------------------------------------------- | ------------------------------------------------------------------------------------- |
| 1.                                                                                    | 1979                                                                                  | Historischer Komplex der Stadt Split mit dem Palast Kaiser Diokletians                |
| 2.                                                                                    | 1979, 1994                                                                            | Altstadt von Dubrovnik                                                                |
| 3.                                                                                    | 1979, 2000                                                                            | Nationalpark Plitvicer Seen                                                           |
| 4.                                                                                    | 1997                                                                                  | Bischöflicher Komplex der Euphrasius-Basilika im historischen Stadtkern von Poreč     |
| 5.                                                                                    | 1997                                                                                  | Historische Stadt Trogir                                                              |
| 6.                                                                                    | 2000                                                                                  | Kathedrale des Heiligen Jakob (Katedrala svetog Jakova) in Šibenik                    |
| 7.                                                                                    | 2008                                                                                  | Ebene von Stari Grad auf der Insel Hvar                                               |

### Museen
| Museen |           | |
| 1.     | Čakovec   | Museum der Region Međimurje |
| 2.     | Dubrovnik | Heimatmuseum, Ethnographisches Museum, Schatzkammer der Kathedrale, Archäologisches Museum, Museum für moderne Geschichte sowie das Geburtshaus von Marin Držić. |
| 3.     | Gospić    | Museum Lika; im nahegelegenen Smiljan befindet sich im Geburtshaus von Nikola Tesla dessen biografische Sammlung |
| 4.     | Hlebine   | Galerie naiver Kunst, Museumssammlung von Ivan Generalić |
| 5.     | Karlovac  | Stadtmuseum Karlovac |
| 6.     | Klanjec   | Galerie des Bildhauers Antun Augustinčić |
| 7.     | Krapina   | Evolutionsmuseum und Fundort des Urmenschen Hušnjakovo, Museum Ljudevit Gaj |
| 8.     | Kumrovec  | Ethno-Museum Staro Selo (Altes Dorf) mit alten originalen Häusern; das Geburtshaus von Josip Broz Tito |
| 9.     | Makarska  | Malakologisches Museum (Muschelsammlung), Stadtmuseum Makarska |
| 10.    | Osijek    | Museum Slawoniens, Galerie der bildenden Künste |
| 11.    | Pazin     | Stadtmuseum Pazin, Ethnografisches Museum Istriens |
| 12.    | Pula      | Archäologisches Museum Istriens |
| 13.    | Split     | Museum kroatischer archäologischer Denkmäler, Archäologisches Museum Split, Galerie des Bildhauers Ivan Meštrović |
| 14.    | Trakošćan | Schlossmuseum Trakošćan mit einer großen Sammlung alter Waffen |
| 15.    | Varaždin  | Stadtmuseum Varaždin in der Alten Burg – Historische Abteilung und Entomologische Abteilung (Insektensammlung) |
| 16.    | Zadar     | Archäologisches Museum Zadar, Volksmuseum Zadar, Seefahrtsmuseum, Ständige Ausstellung sakraler Kunst |
| 17.    | Zagreb    | Archäologisches Museum, Ethnografisches Museum, Kroatisches Museum für naive Kunst, Moderne Galerie Zagreb, Museum der Stadt Zagreb, Mimara-Museum mit Kunstwerken aus allen Epochen, Museum für Kunst und Handwerk, Naturwissenschaftliches Museum, Museum für moderne Kunst, Strossmayer-Galerie alter Meister, Technisches Museum |

### Feiertage in Kroatien
| Datum               | Deutsche Bezeichnung                                                                           | Kroatische Bezeichnung                                                             | Anmerkungen       |
| ------------------- | ---------------------------------------------------------------------------------------------- | ---------------------------------------------------------------------------------- | ----------------- |
| 1. Januar           | Neujahr                                                                                        | Nova godina                                                                        |                   |
| 6. Januar           | Heilige Drei Könige                                                                            | Sveta tri kralja                                                                   |                   |
| Ostermontag         | Ostermontag                                                                                    | Uskrsni ponedjeljak                                                                | bewegliches Datum |
| 1. Mai              | Tag der Arbeit                                                                                 | Praznik rada                                                                       |                   |
| 60 Tage nach Ostern | Fronleichnam                                                                                   | Tijelovo                                                                           | bewegliches Datum |
| 22. Juni            | Tag des antifaschistischen Kampfes                                                             | Dan antifašističke borbe                                                           |                   |
| 30. Mai             | Staatsfeiertag                                                                                 | Dan državnosti                                                                     |                   |
| 5. August           | Tag des Sieges und der heimatlichen Dankbarkeit                                                | Dan pobjede i domovinske zahvalnosti                                               |                   |
| 15. August          | Mariä Himmelfahrt                                                                              | Velika Gospa                                                                       |                   |
| 1. November         | Allerheiligen                                                                                  | Svi sveti                                                                          |                   |
| 18. November        | Gedenktag für die Opfer des Heimatkrieges und Gedenktag für die Opfer von Vukovar und Škabrnja | Dan sjećanja na žrtve Domovinskog rata i Dan sjećanja na žrtvu Vukovara i Škabrnje |                   |
| 25. Dezember        | Weihnachten, 1. Weihnachtsfeiertag                                                             | Božić                                                                              |                   |
| 26. Dezember        | Stephanitag, 2. Weihnachtsfeiertag                                                             | Blagdan svetog Stjepana                                                            |                   |